# Ландшафти Запорізької області
У результаті багатовікової взаємодії геолого-геоморфологічних, кліматичних, біологічних та соціально-економічних чинників на території Запорізької області сформувались сучасні природні комплекси — ландшафти.

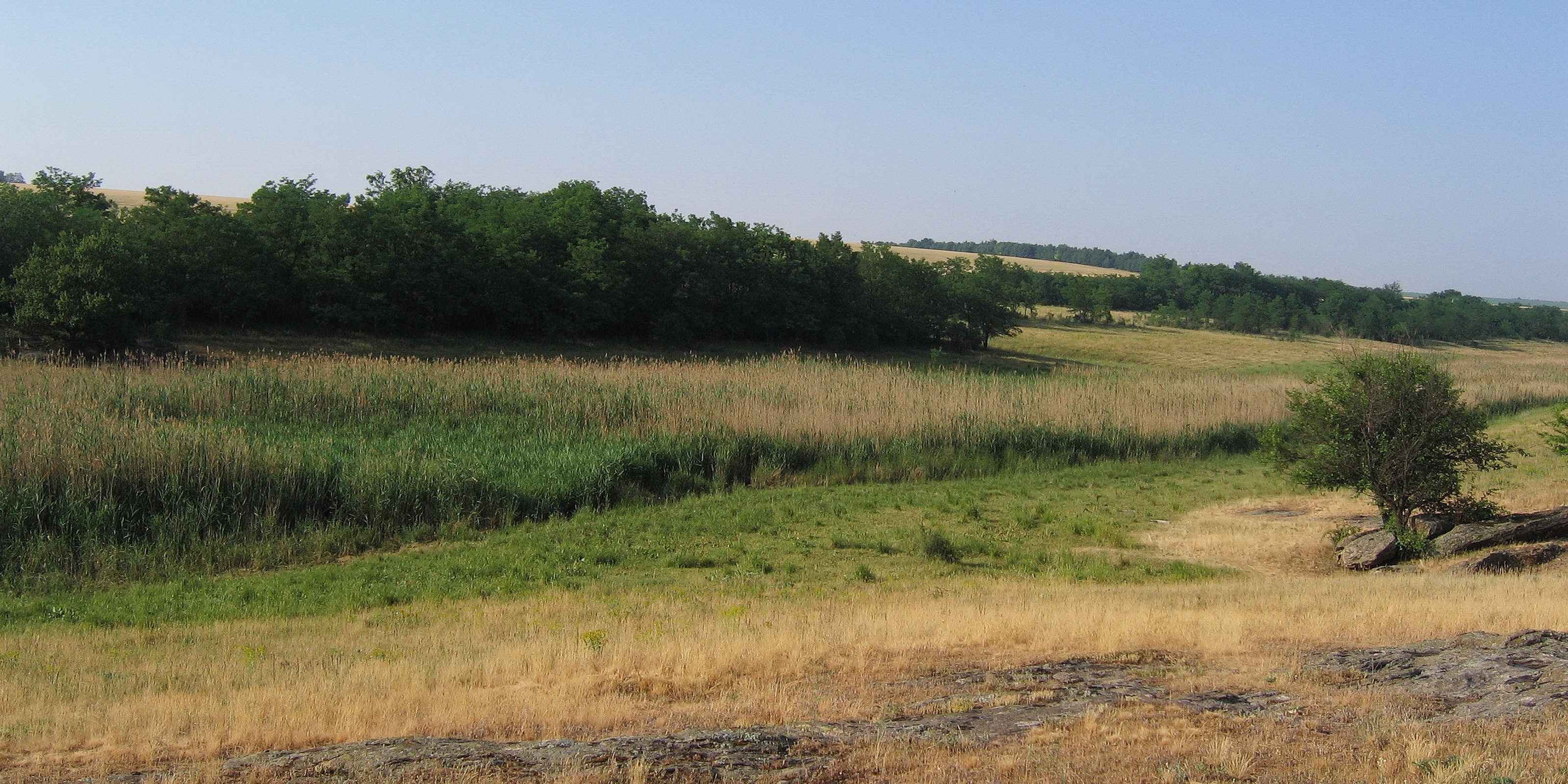

## Історичні зміни ландшафтів

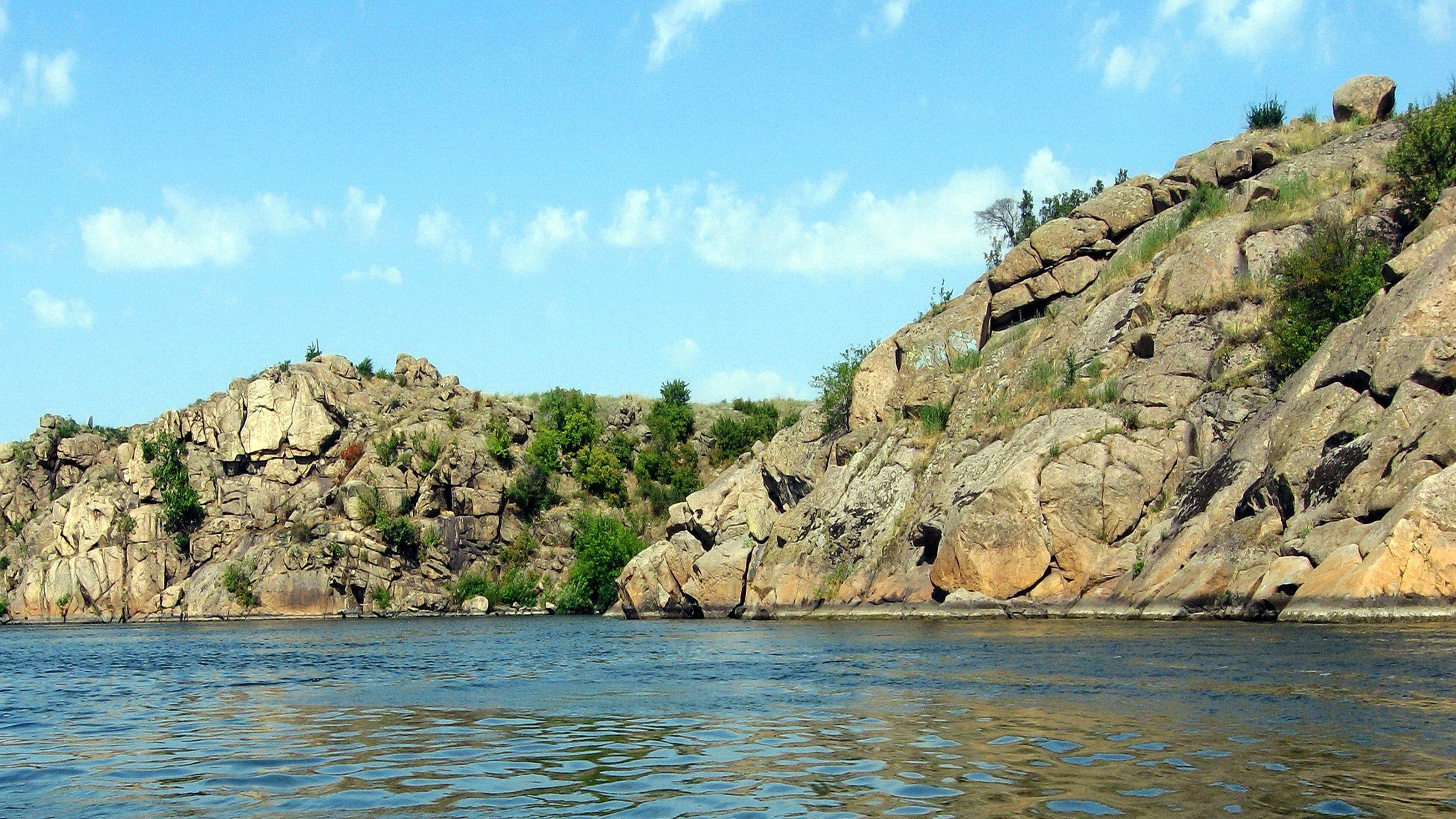
Докембрійські граніти над Дніпром

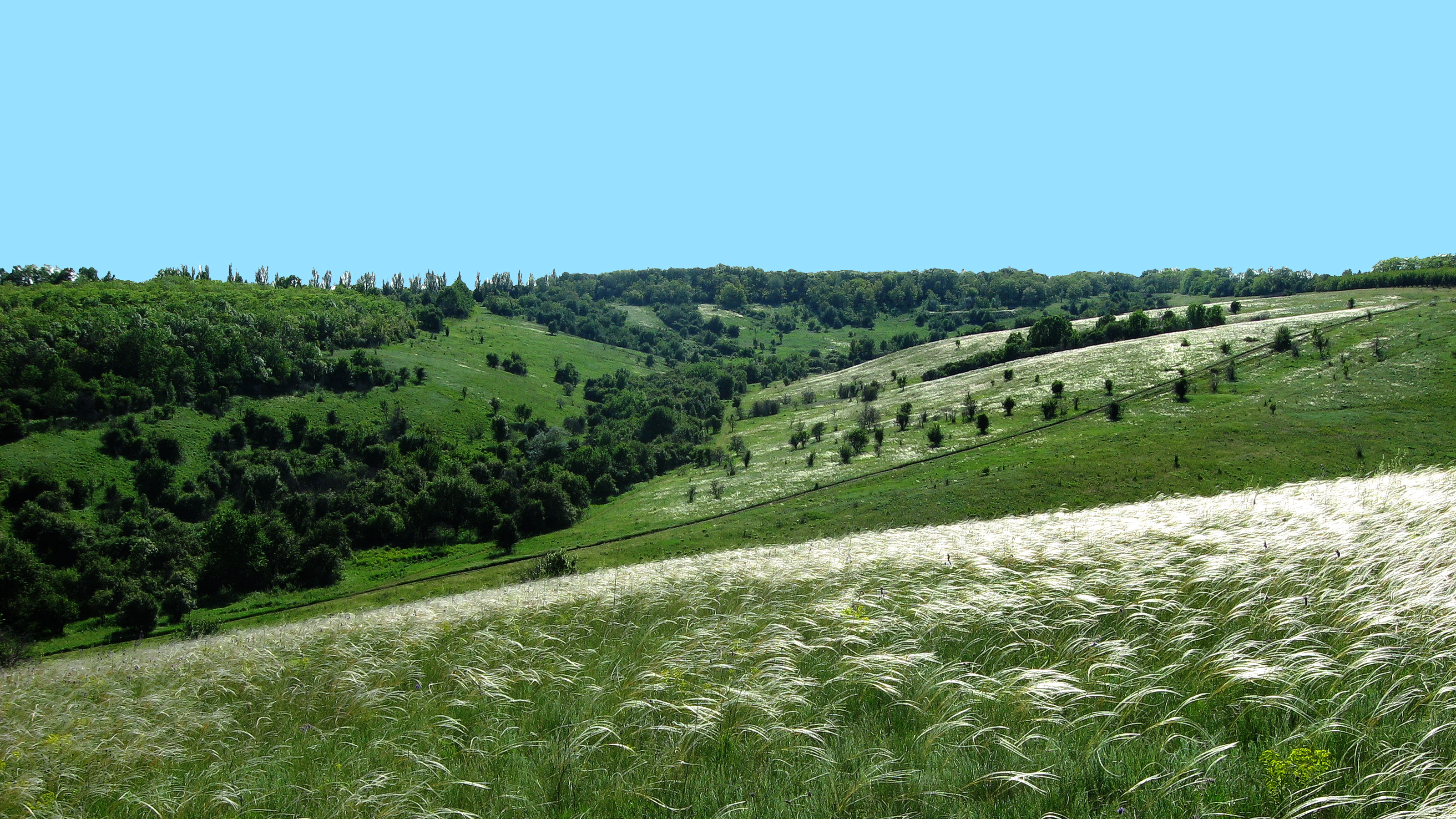
Степова балка

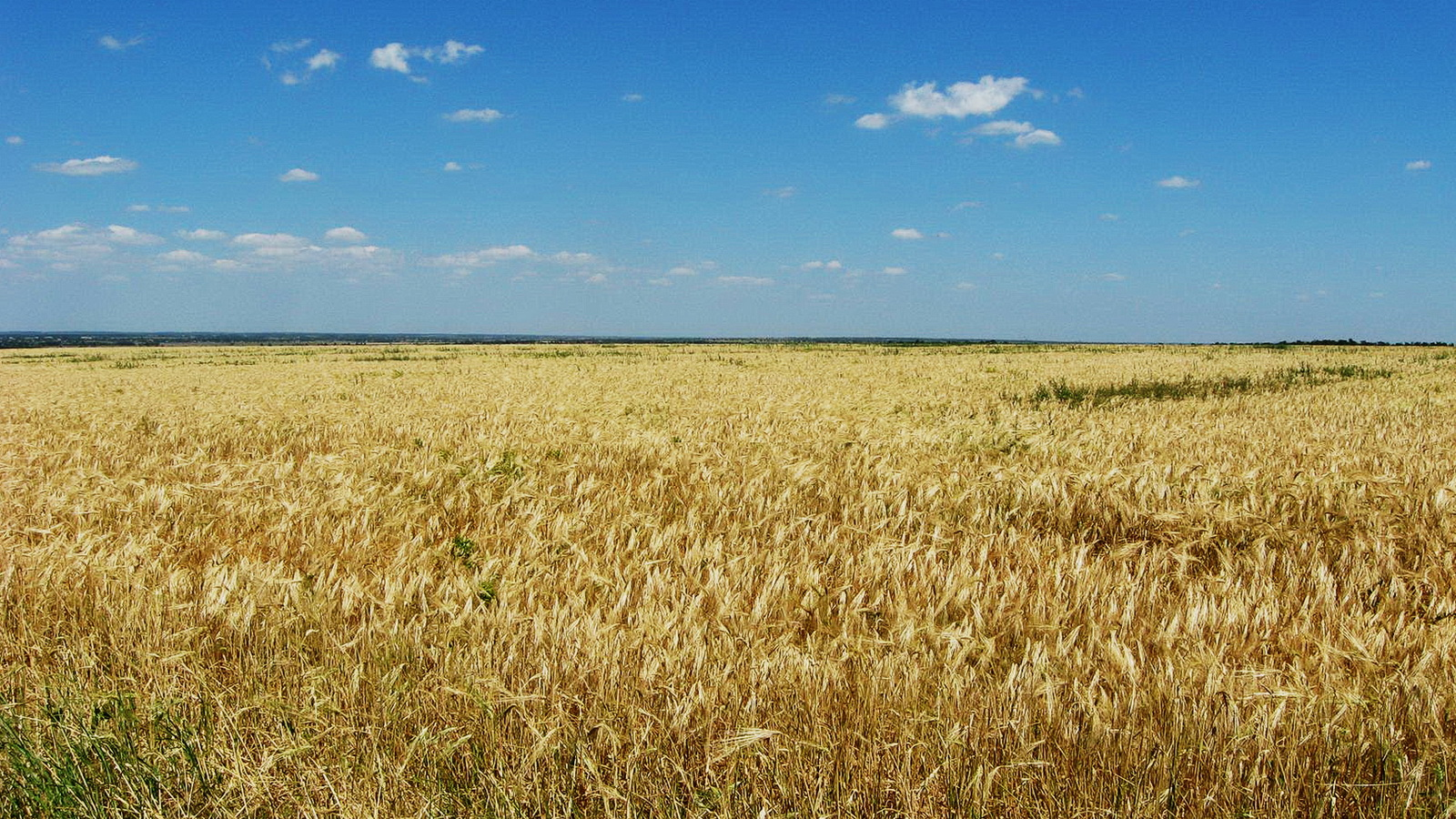
Пшеничне поле. Запорізький район

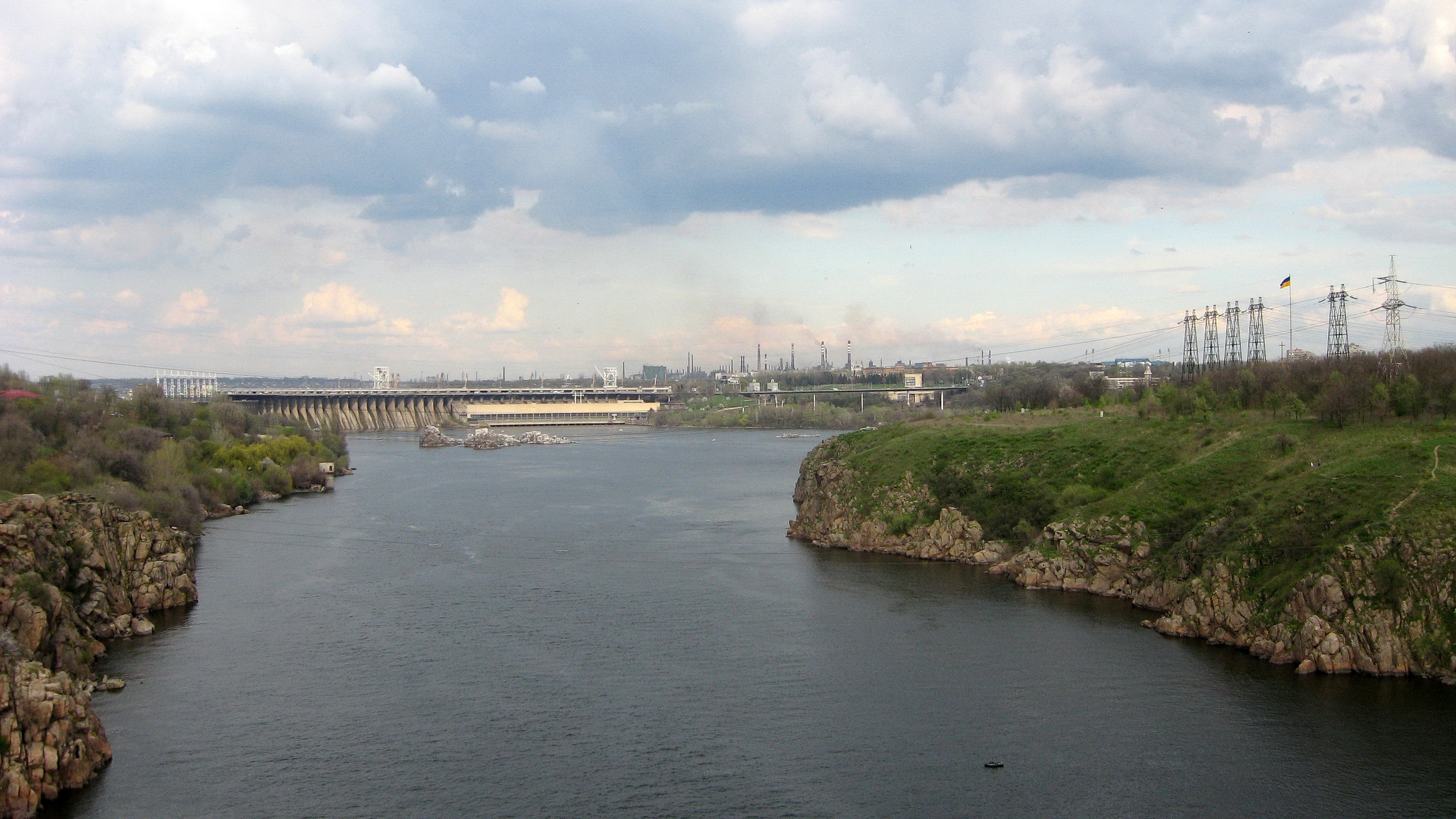
Урбанізований ландшафт

Сучасні природні ландшафти на території Запорізької області сформувались протягом останніх 10 тис. років — у голоцені. У голоцені вологі кліматичні фази змінювались досить посушливими, теплі  — відносно холодними, але середні кліматичні показники були близькими до сучасних. Такі умови сприяли формуванню степового — зонального — типу ландшафтів. Межа між Лісостепом і Степом, зумовлена балансом тепла і вологи, протягом голоцену змінювалась. У цей період у степовій зоні з півночі на південь формуються ландшафти різнотравно-типчаково-ковилових степів з чорноземами звичайними, типчаково-ковилові степи з чорноземами південними, полиново-типчаково-ковилові сухі степи з темно-каштановими ґрунтами.
Процес формування ландшафтів у голоцені відбувався під певним впливом господарської діяльність людини. У першій половині голоцену головними галузями господарства первісного суспільства були полювання та збиральництво. Завдяки цьому зміни природних ландшафтів були пов'язані з полюванням на зубрів, турів, тарпанів, сайгаків, з частими штучними пожежами під час облав. У лісах випалювання підліску застосовувалось для розрідження лісової рослинності, утворення галявин з густим травостоєм з метою збільшення поголів'я зубрів, оленів, косуль та інших травоїдних тварин. Пожежі стримували збільшення площ лісів, змінювали видовий склад лісової та степової рослинності, що не могло не впливати на процеси ґрунтоутворення.
У добу неоліту (між VIII та IV тис. до н. є.) населення досягло кількості, яку вже не могли задовольнити обмежені природні тваринні і рослинні ресурси, що зменшувались від надмірного їх використання. Почали виникати і поширюватись нові відтворюючі форми господарства – тваринництво і землеробство. З появою землеробства відбулися докорінні зміни в природних ландшафтах, оскільки за цих форм господарства замість природної рослинності з'явилася культурна, відбувався обробіток ґрунту, що змінювало його фізико-хімічні властивості, водно-тепловий режим, прискорювало ерозійні процеси. Але степові ландшафти ще традиційно використовуються як природні кормові угіддя для тваринництва до середини XVII ст., коли їх починають освоювати під землеробство. Природну рослинність було майже повністю знищено протягом століття. З другої половини XIX ст. у степовій зоні виникають катастрофічні посухи і пилові бурі, пов'язані з її майже суцільним сільськогосподарським освоєнням.
Швидке зростання населення і розвиток товарності сільськогосподарської продукції змушували виробників максимально розширювати орні площі за рахунок ландшафтів, які раніше вважалися непридатними для землеробства (круті схили, піщані тераси, заплави річок тощо). У результаті цього наприкінці XIX ст. спостерігається «спалах» водної ерозії — змивання ґрунту на схилах, швидке зростання кількості й розмірів ярів, замулення і пересихання малих річок та заплавних озер.
У XX ст. з’явились нові чинники антропогенних змін ландшафтів: зростання індустріалізації виробництва, осушення заболочених земель, будівництво водосховищ і каналів, шляхів сполучення, міст, хімізація сільськогосподарських угідь та ін.
Сучасна промисловість впливає на ландшафти переважно шляхом їх безпосередньої руйнації, особливо видобувна (кар'єри, відвали), та за рахунок викидів в атмосферу і гідросферу забруднюючих речовин, які вітрами розносяться на значні відстані та потрапляють практично в усі ландшафти. Створення водосховищ та зрошення змінили природний водний режим прилеглих територій і спричинили такі явища як підтоплення та засолення земель.
Площа природних ландшафтів катастрофічно скоротилась. Нині вони представлені залишками степів, лісів, чагарниками, луками, долинами річок, озерами і болотами, балками та наскельними комплексами і займають приблизно 20 % території України (13 % без штучних лісонасаджень). Запорізька область є однією з найбільш освоєних у господарському відношенні областей України. Так, розораність земель складає 71,4 % від загальної площі області, забудовані землі — 3,5 %.

## Класифікація ландшафтів

### Зональні ландшафти

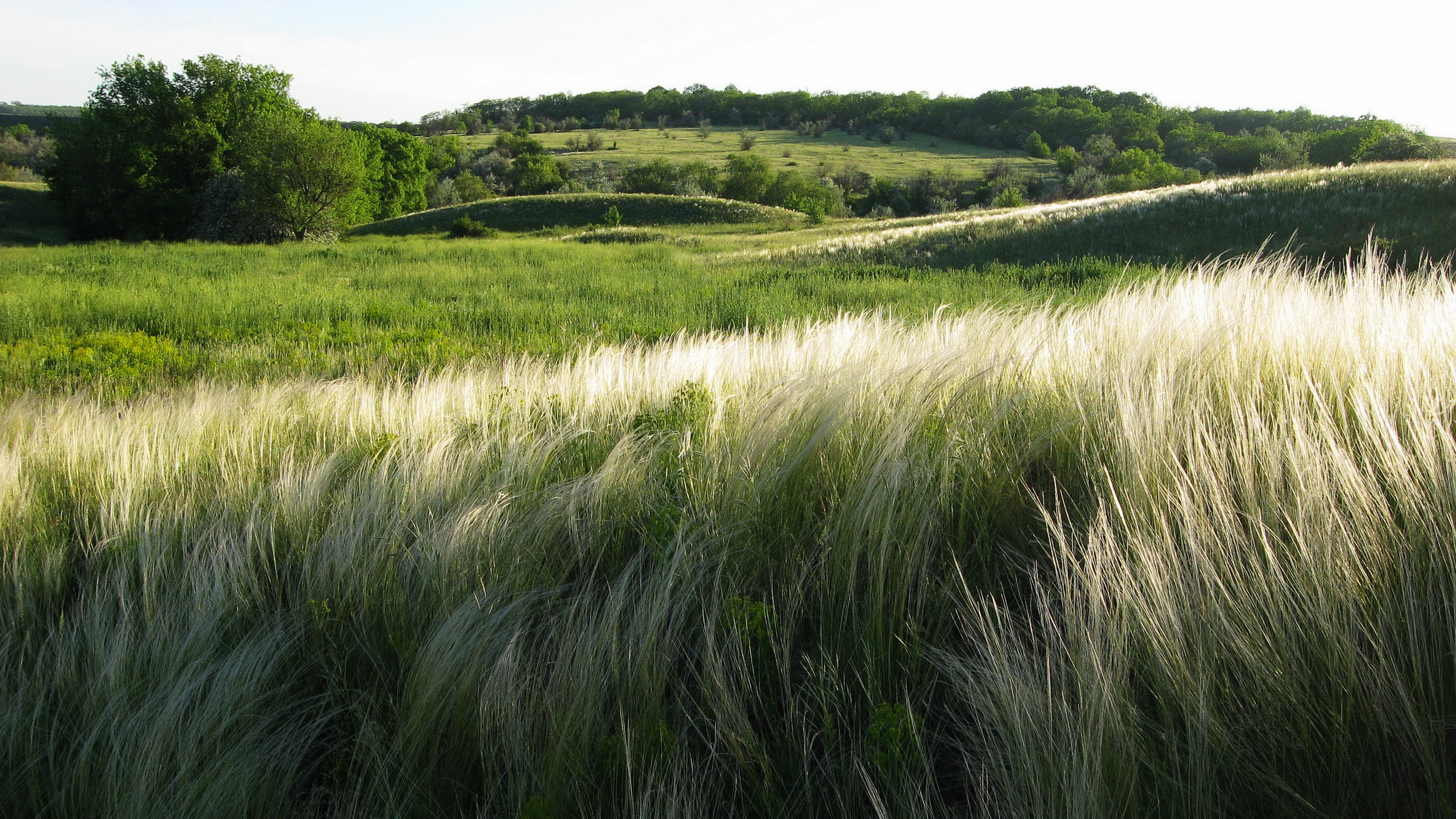
Різнотравно-типчаково-ковиловий степ

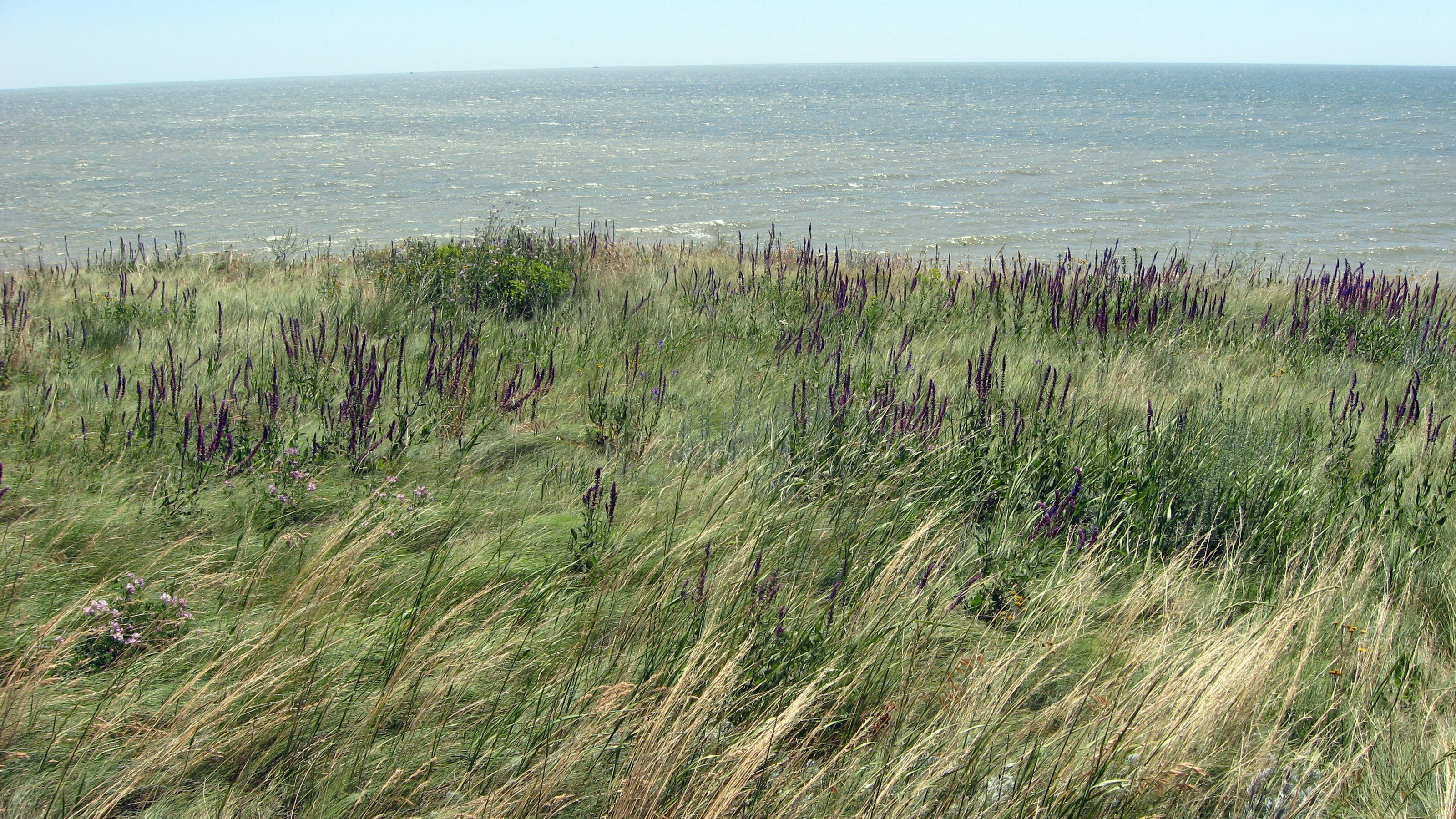
Типчаково-ковиловий степ

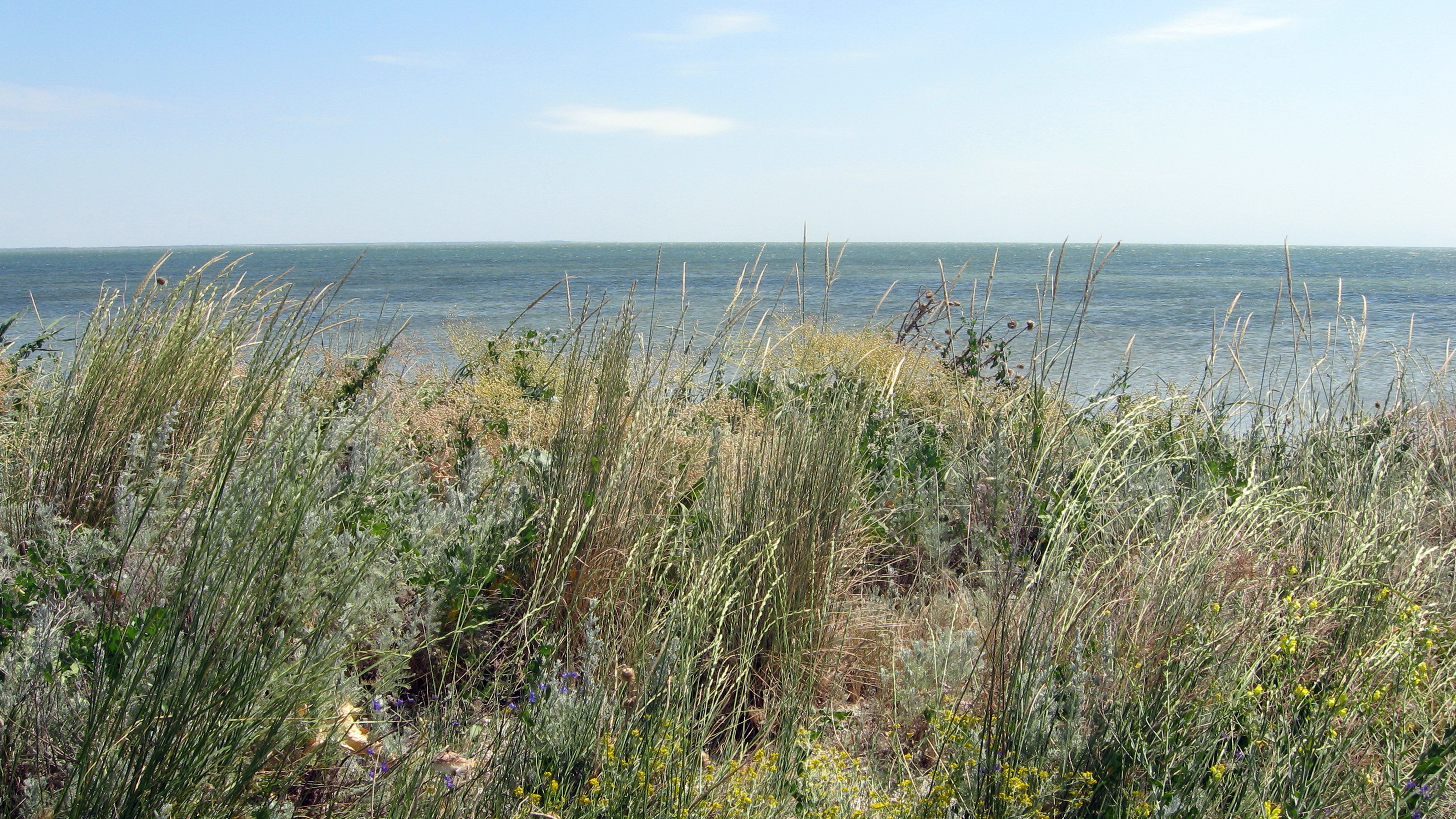
Полинно-злаковий степ

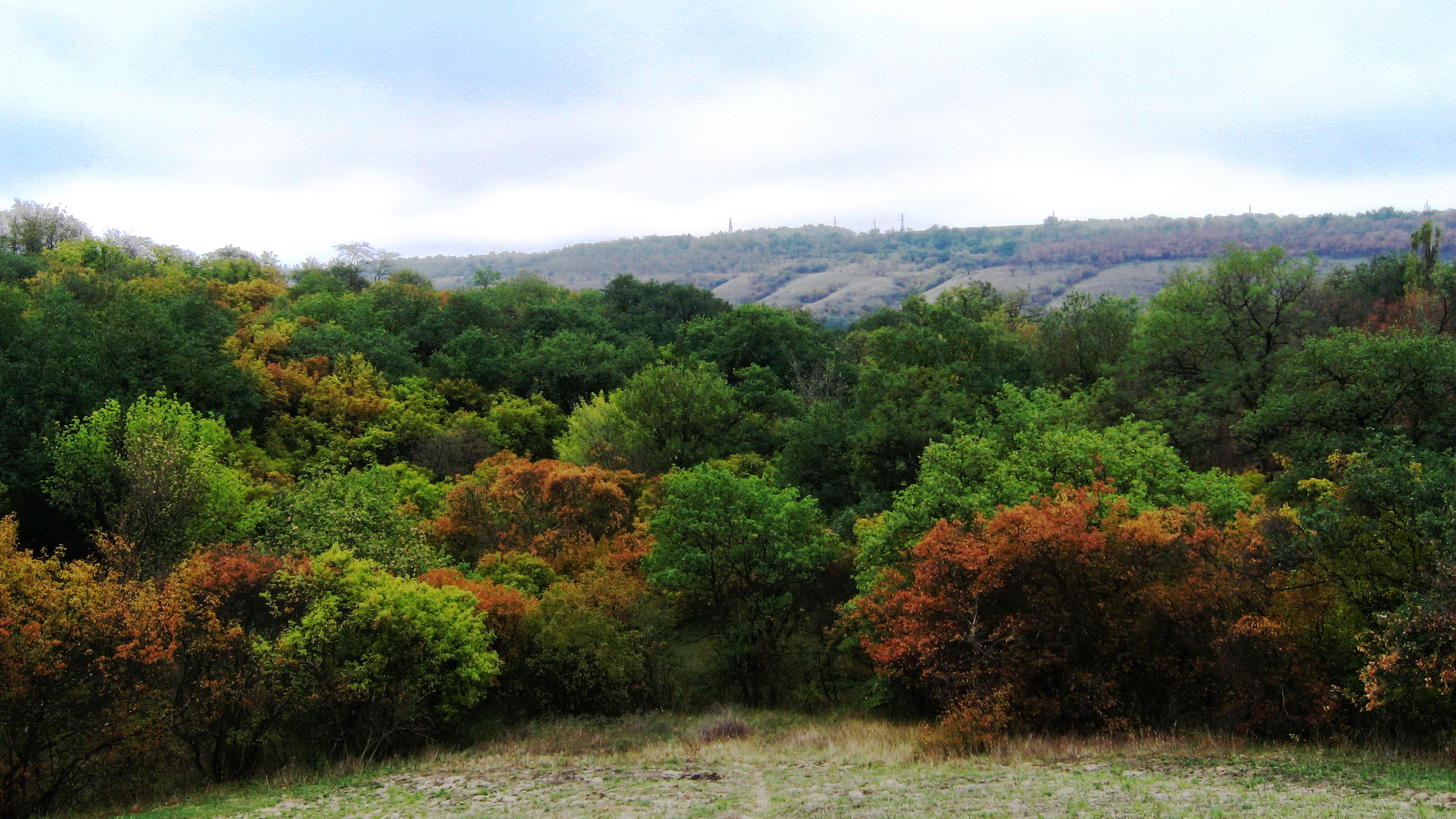
Байрачна діброва. Острів Хортиця

Основу ландшафтної структури України складають три класи ландшафтів:
- клас рівнинних східноєвропейських ландшафтів, до яких входять чотири типи широтних (зональних) ландшафтів: мішанолісові, широколистянолісові, лісостепові (перехідний тип) і степові;
- клас гірських середньоєвропейських карпатських ландшафтів;
- клас гірських кримських ландшафтів[6].

Зональним типом ландшафтів у Запорізькій області є степові ландшафти.
Степові ландшафти в області сформувалися в умовах посушливого помірно-континентального, але відносно м'якого клімату, що пов'язано з близькістю до Азовського моря. Геоморфологічну основу ландшафтів складають рівнинні форми рельєфу, представлені переважно лесовими рівнинами, серед яких широко поширені водно-ерозійні форми рельєфу (балки, яри, степові поди). У північній і східній частинах області домінують схилово-височинні поверхні, у південній — рівнинно-низовинні, перекриті легкими четвертинними осадовими породами — лесами і лесовидними відкладеннями. По долинах річок сформувалися алювіальні відкладення, на схилових поверхнях — елювіально-делювіальні. Завдяки сумісній дії кліматичних, геолого-геоморфологічних і біологічних чинників в регіоні утворились звичайні і південні чорноземи, а на півдні — темно-каштанові ґрунти. Природна рослинність на більшій частині області в минулому була представлена типчаково-ковиловими рослинними угрупованнями і тільки на крайньому півдні — полиново-злаковими. По долинах річок і балках росли заплавні і байрачні ліси, а уздовж моря — галофітна рослинність. Внаслідок надмірного сільськогосподарського освоєння краю природна, переважно інтразональна, рослинність більш-менш збереглася тільки на 12 % від загальної площі області.
Степові ландшафти, в основному за характером ґрунтово-рослинного покриву, поділяють на три підтипи: 
- північностепові різнотравно-типчаково-ковилові з байрачними дібровами;
- середньостепові типчаково-ковилові;
- південностепові полинно-злакові.

Основу степових ландшафтів регіону складають ландшафтні місцевості:
- північностепові з розораними звичайними чорноземами на антропогенових лесовидних суглинках, в минулому під різнотравно-типчаково-ковиловою рослинністю, з байрачними лісами:
  - на припіднятих архейсько-протерозойських породах щита, перекритих фрагментами каолінової кори вивітрювання та лінзами неогенових піщано-глинистих відкладів, добре дреновані (підняті; припідняті, схилів височин; низинні, схилів височин);
  - на занурених породах щита, з більш потовщеним рихлим перекриттям, добре дреновані (підняті; припідняті, схилів височин);
  - на породах щита, перекритих палеогеновими, неогеновими пластовими, середньо і добре дреновані (підняті; припідняті, схилів височин; низинні, схилів височин);
  - на неогенових піщано-глинистих і вапнякових пластових відкладах, (припідняті, добре і середньо дреновані; низинні, добре дреновані; низинні, середньо дреновані);
  - на породах щита, перекритих неогеновими пластовими вапняками (низинні, середньо дреновані);
- середньостепові з розораними південними чорноземами на антропогенових лесовидних суглинках, в минулому під типчаково-ковиловою рослинністю: 
  - на породах щита, перекритих неогеновими піщано-глинистими відкладами, які занурюються на захід і схід (припідняті, добре дреновані;  низинні, середньо дреновані);
  - на неогенових вапняках, перекритих порівняно потужними антропогеновими відкладами (низинні, слабо дреновані, перехідні до північностепових; низинні, слабо дреновані з подами; низинні, слабо дреновані; низинні, середньо дреновані);
- південностепові з розораними темно-каштановими ґрунтами в комплексі із солонцями на антропогенових лесовидних суглинках, в минулому під типчаково-ковилово- полиновою рослинністю:
  - на неогенових пластових вапняках і піщано-глинистими відкладах, перекритих потужними антропогеновими (відкладами (низинні, середньо дреновані;  низинні, слабо дреновані з подами; понижені, слабо дреновані з лучно-каштановими солонцями і солончаками).

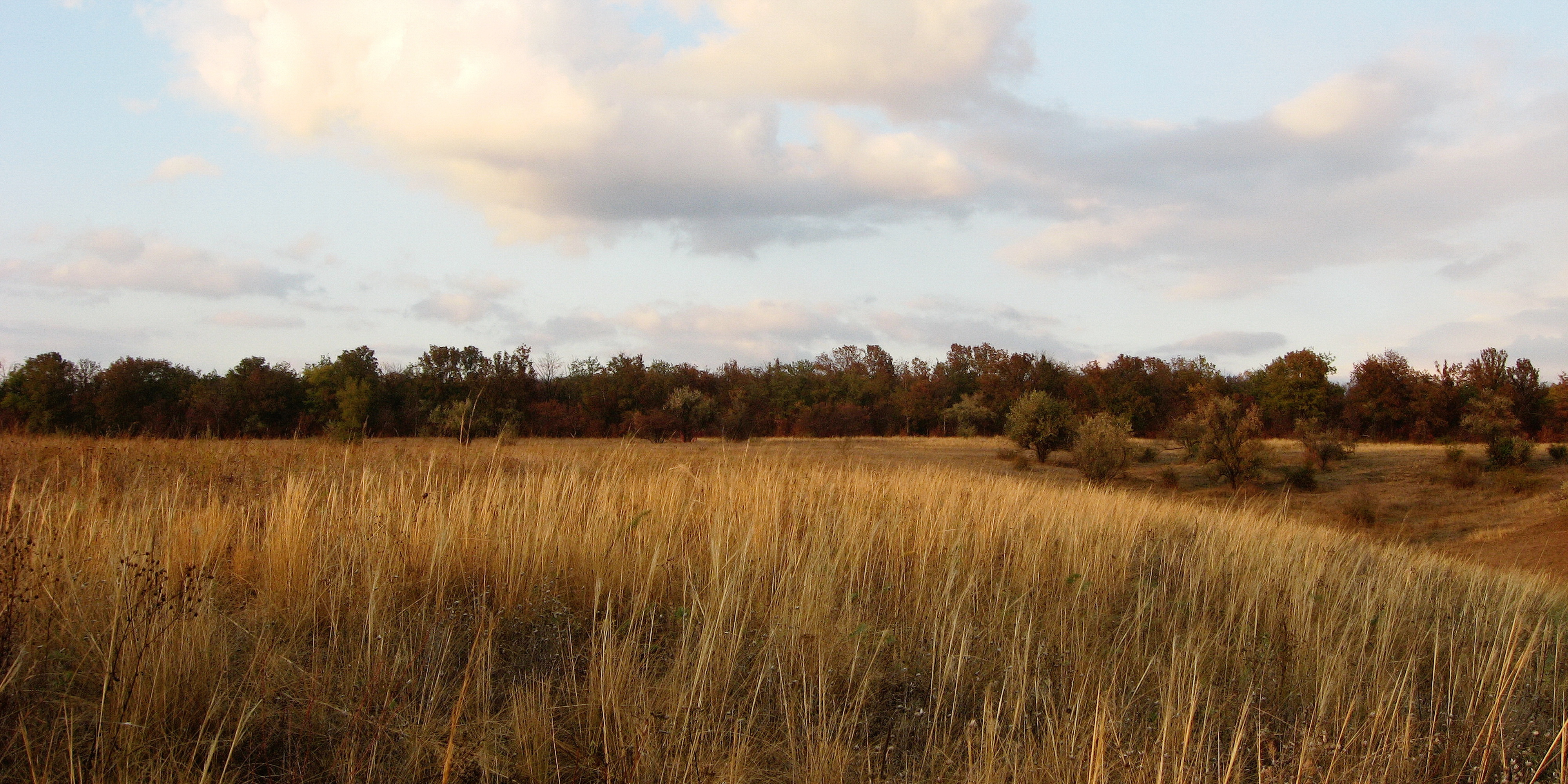
Справжній степ
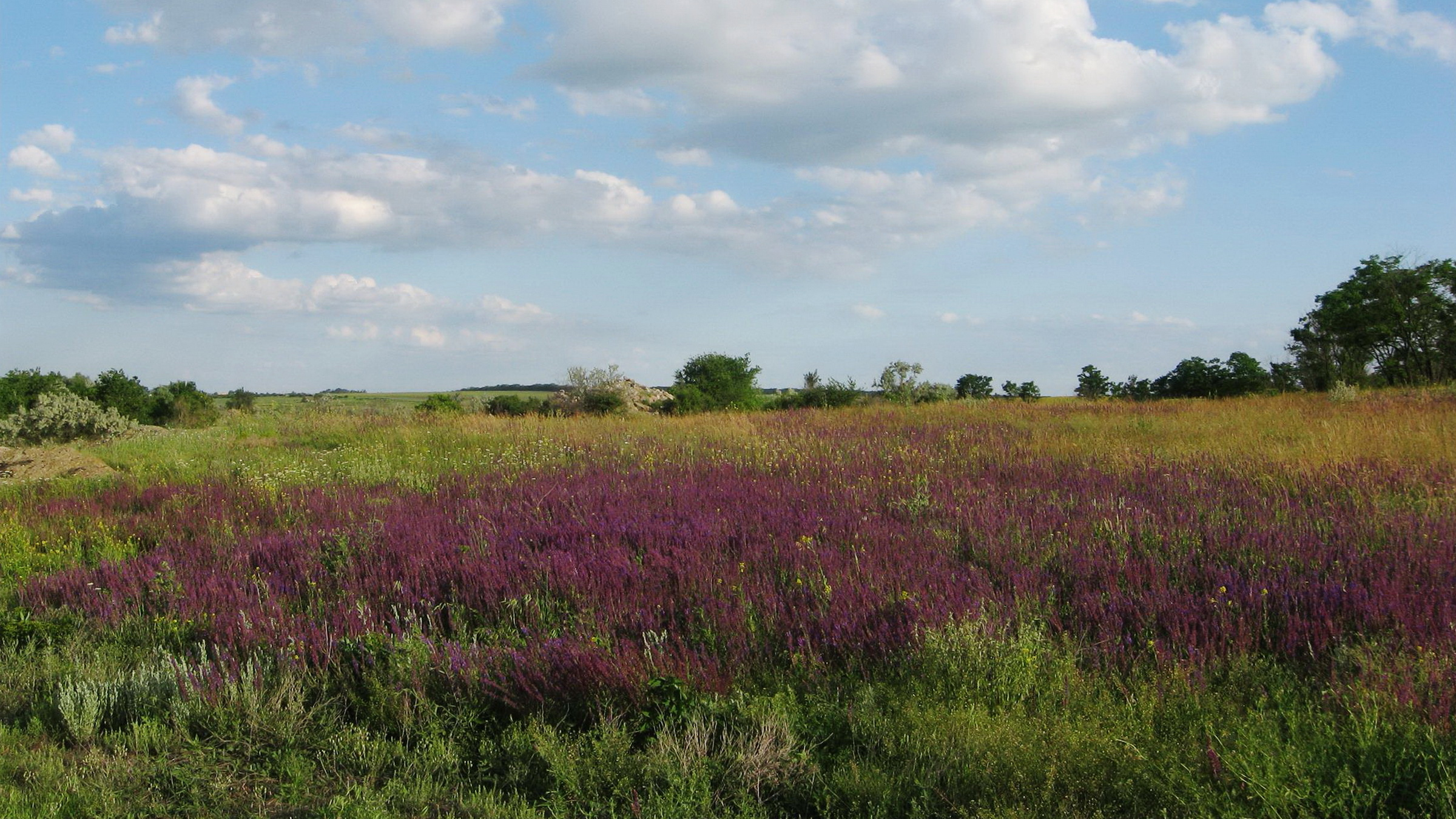
Лучний степ
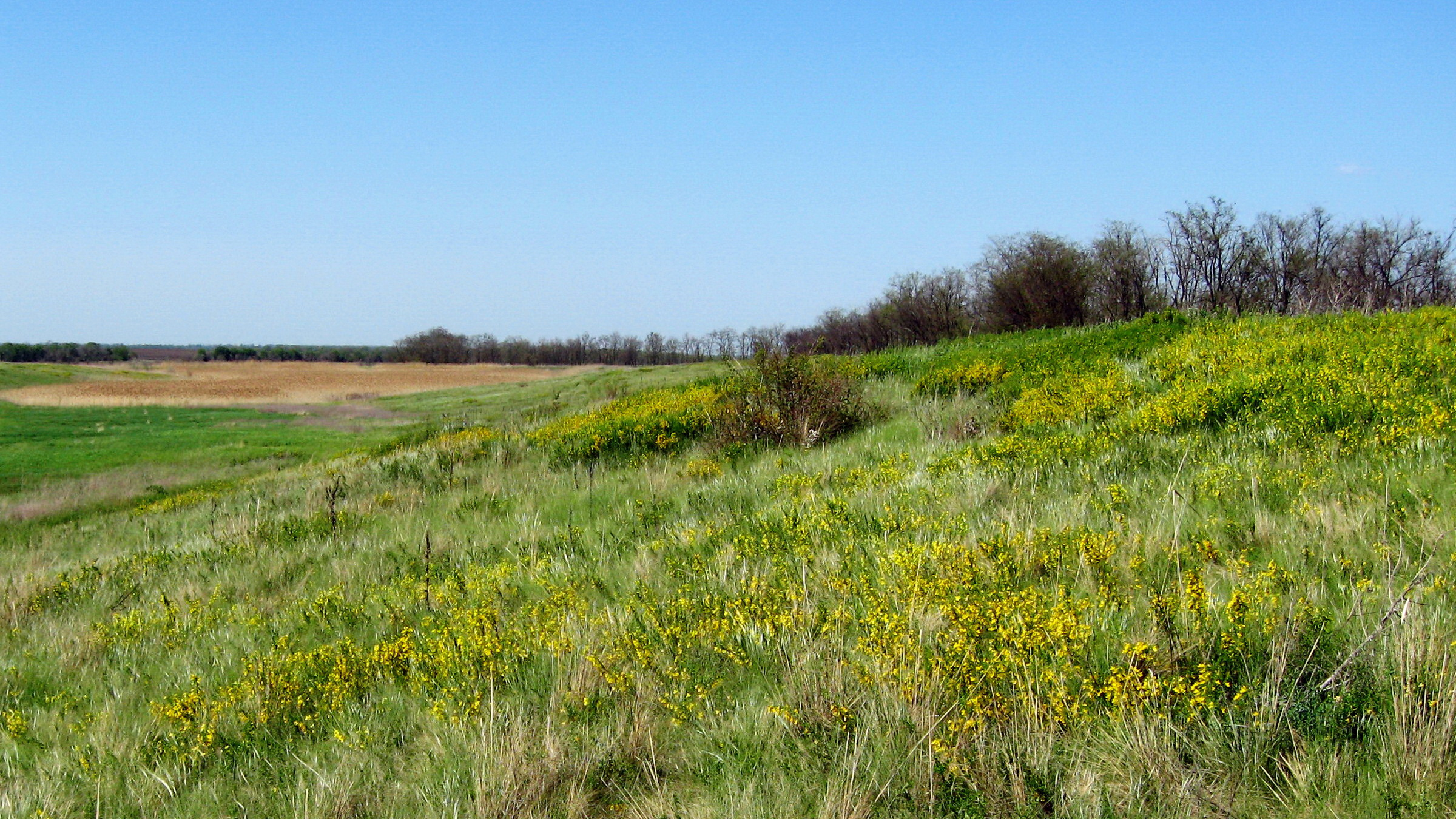
Чагарниковий степ
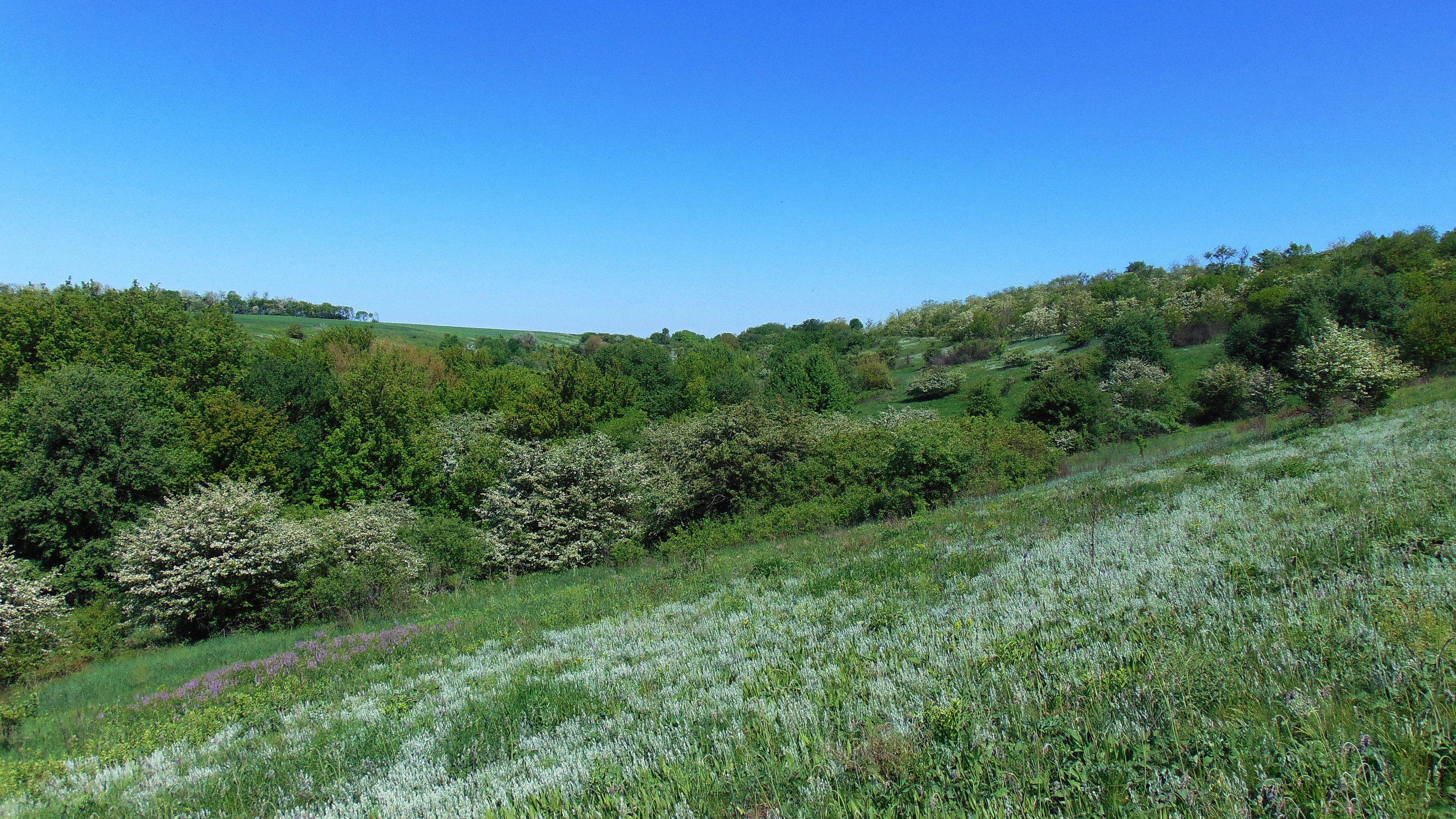
Кринітарієво-злаковий степ на еродованих чорноземах
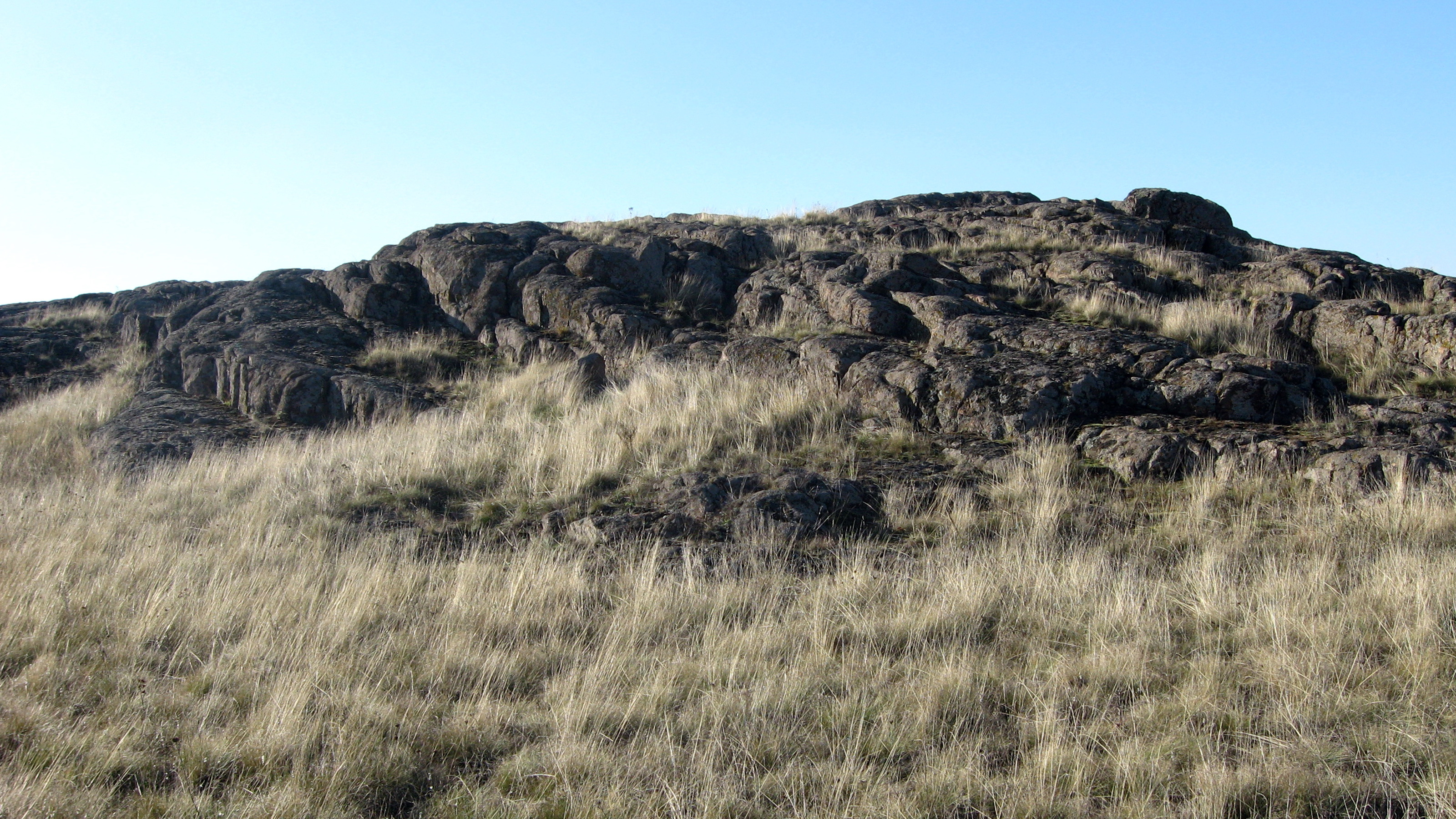
Петрофітний степ

### Інтразональні ландшафти

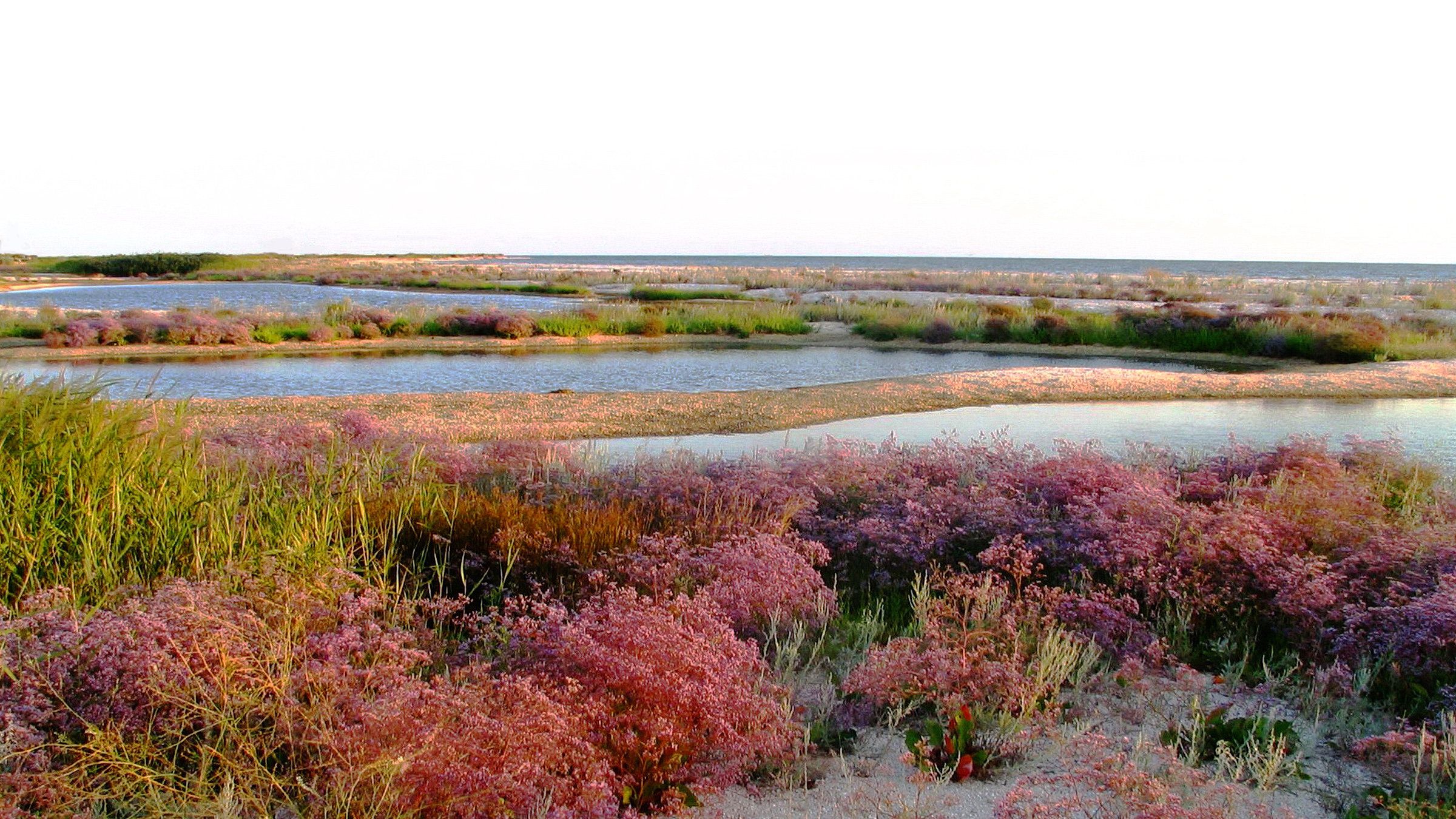
Лиманно-морська солончакова ландшафтна місцевість

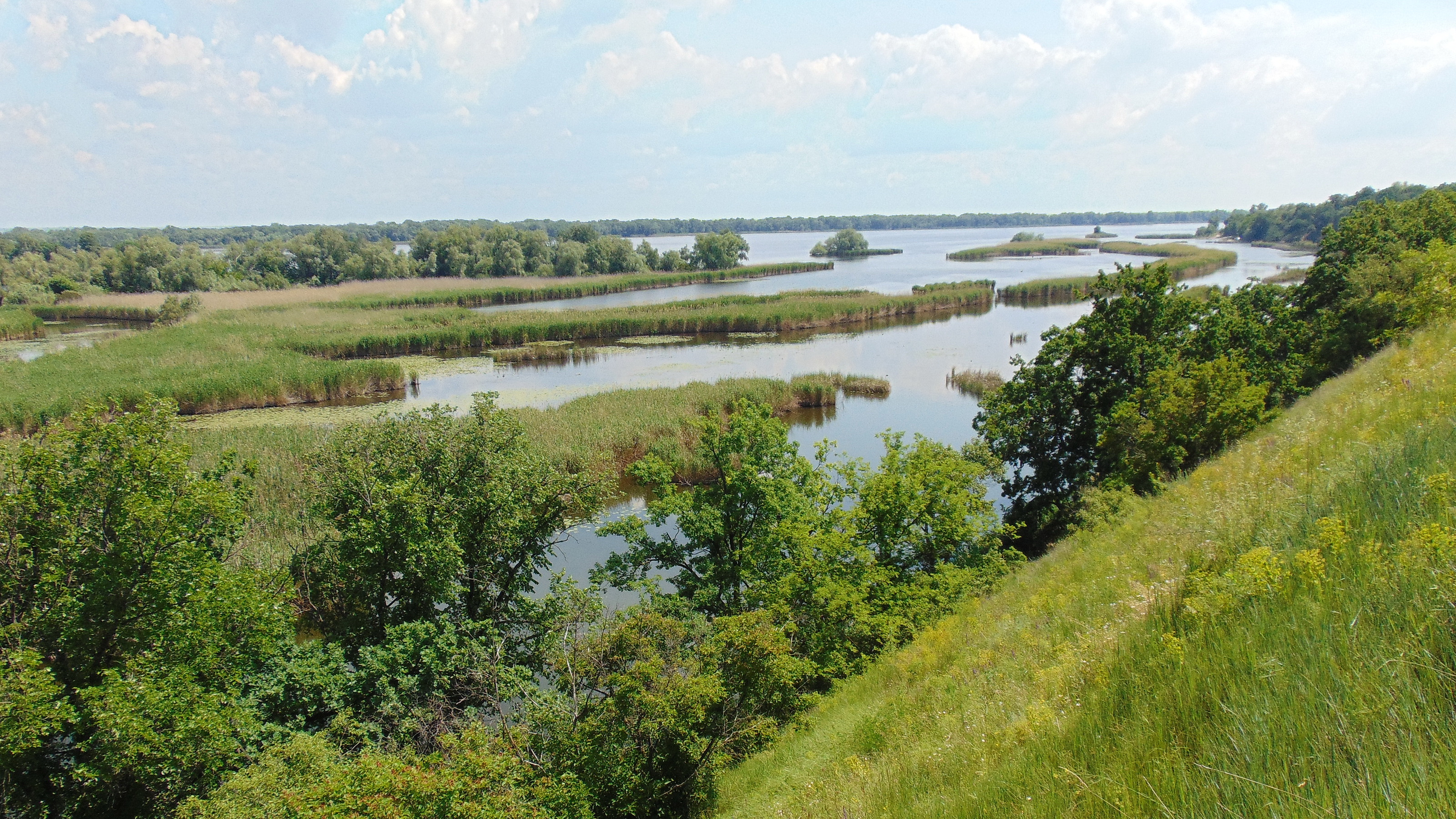
Дніпровські плавні

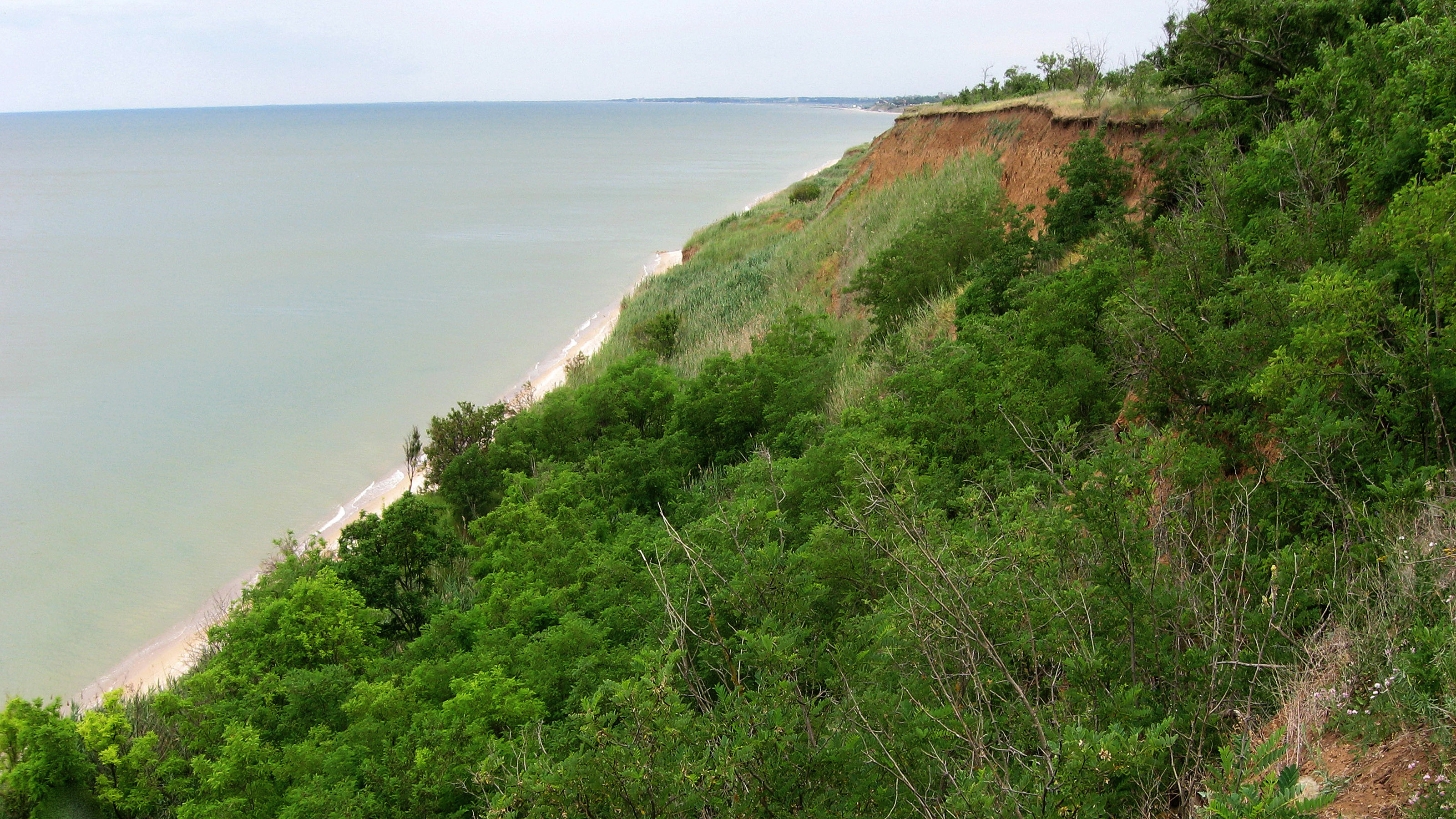
Приморська абразійна місцевість

Значні площі в Запорізької області займають азональні (інтразональні) ландшафти, основу яких складають наступні ландшафтні місцевості:
- лиманно-морські солончакові:
  - сучасні морські, з пляжами, косами, опустиненими степами, солончаковими степовими луками і болотами, з солончаками;
  - давні морські з розораними підзональними ґрунтами;
- заплавно-річкові:
  - сучасні заплавні з лучними, місцями засоленими ґрунтами;
  - плавні;
- терасні долинно-річкові з підзональним ґрунтами, в основному розораними:
  - перших надзаплавних терас, переважно піщаних, горбистих;
  - других надзаплавних терас, суглинистих;
  - перших-других надзаплавних нерозчленованих терас;
  - третіх-четвертих нерозчленованих терас;
  - п’ятих-шостих нерозчленованих терас;
- яружно-балкові, з різно змитими та намитими підзональними ґрунтами, місцями розораними;
- подово-балкові:
  - видолинково-балкові, із засоленими днищами;
  - подові, з лучними осолоділими ґрунтами, солонцями і глеє-солодями;
- денудаційно-останцеві, з виходами корінних порід;
- зсувно-абразійні.

## Фізико-географічне районування

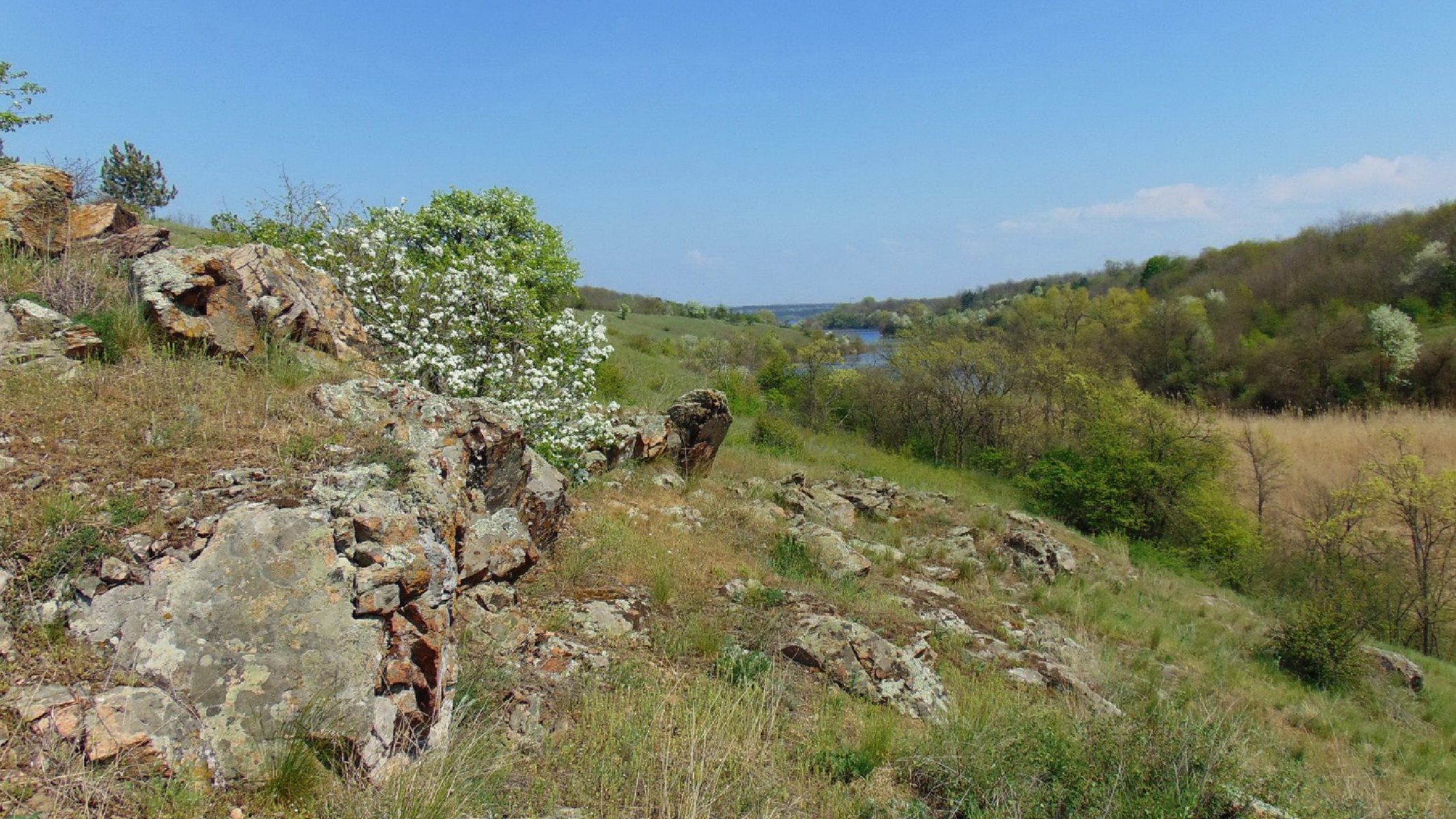
Кам'янисті відслонення. Балка Остапова

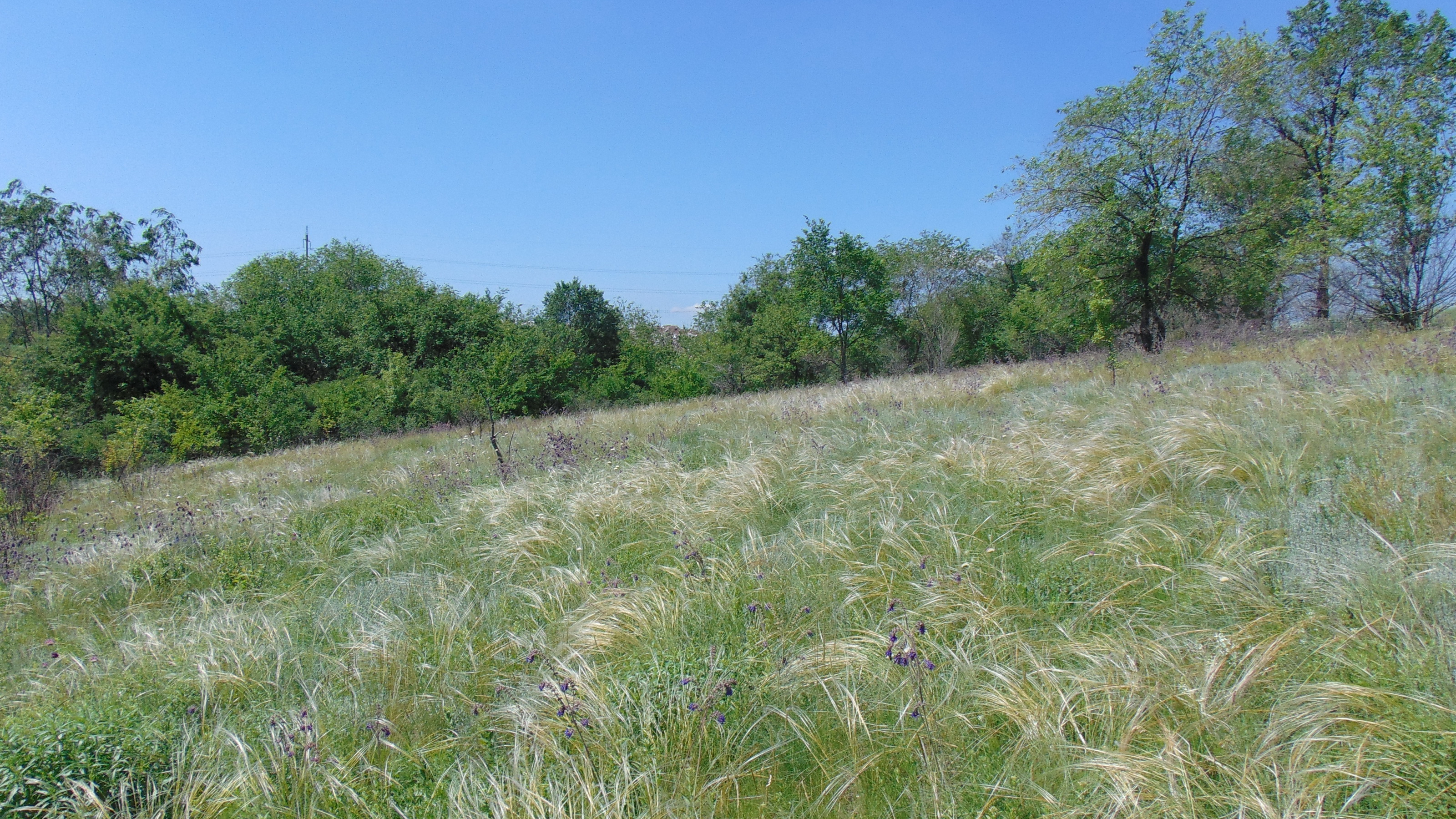
Цілинний степ. Запорізьке Правобережжя

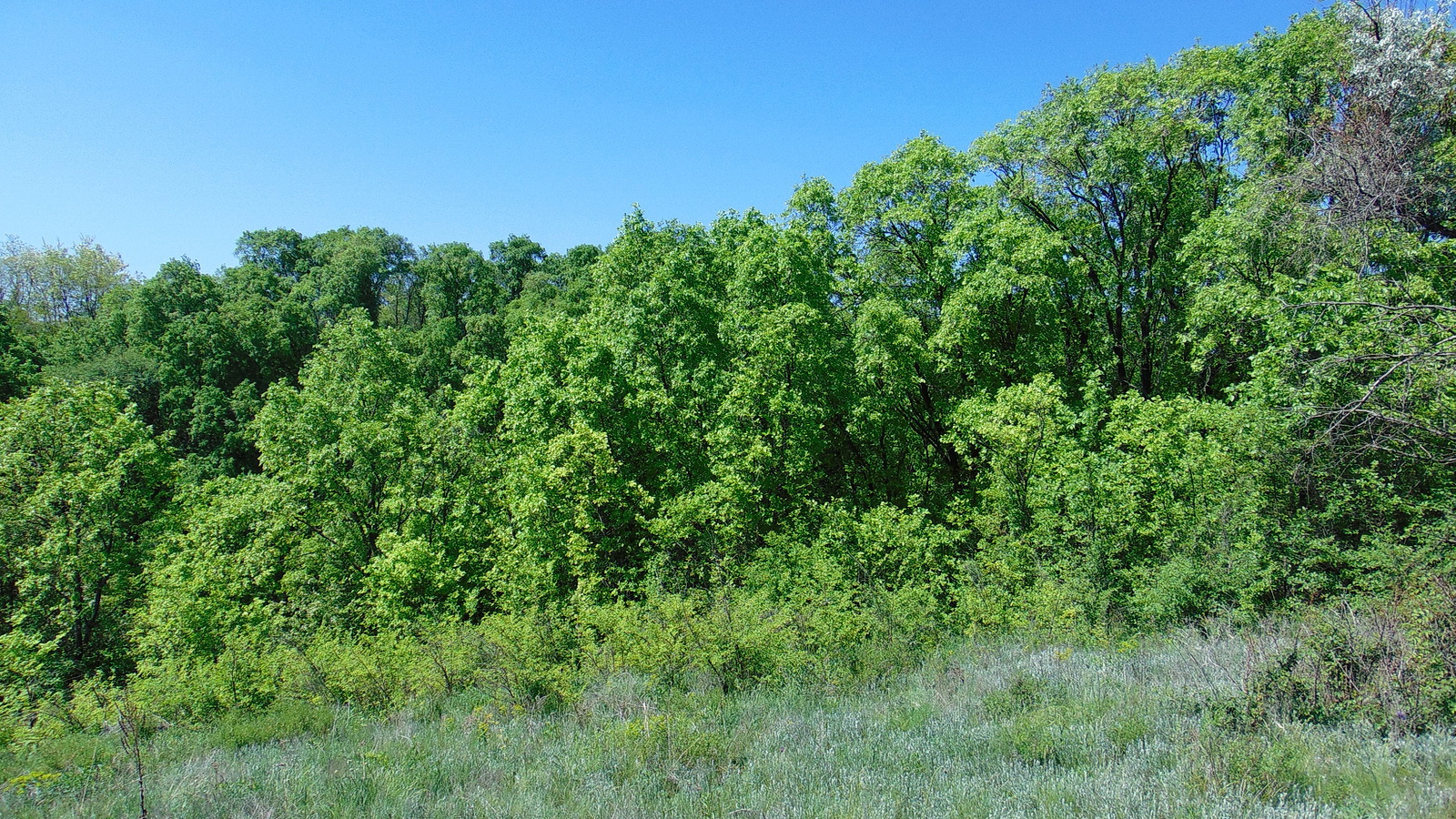
Байрачна діброва. Балка Лукашева

В основу фізико-географічного районування Запорізької області традиційно покладений аналіз ландшафтно-генетичної структури території з використанням матеріалів галузевих досліджень (геоморфологічних, кліматичних, гідрологічних, ґрунтових, геоботанічних) і схем районування окремих компонентів природи, у першу чергу ґрунтів і рослинності.
```
Запорізька область
 лежить у межах 
Степової зони
 
 Східно-Європейської рівнини (країни)
. 
Степова зона
 поділяється на три підзони
[
12
]
[
11
]
: 
* північно-степову; 
* середньостепову; 
* південно-степову.
```

### Північно-степова підзона
Північно-степова підзона охоплює північну половину Запорізької області. Тут панує північно-степовий підтип ландшафтів, зумовлений балансом тепла і вологи, сприятливим для різнотравно-типчаково-ковилової рослинності. Для неї характерний зімкнутий покрив і переважання у складі лучно-степових видів (мезофітів). У межах підзони переважно поширені чорноземи звичайні, які сформувалися на лесоподібних відкладах. У Приазов'ї  степи виходять до берега моря. Тут розвинені міцелярно-кабонатні, так звані приазовські чорноземи.
У сучасних умовах майже всі плакорні цілинні землі майже повністю розорано. Типові підзональні степи залишились на вузьких плоских межиріччях, галофітні їх варіації — на південних і південно-західних схилах балок і долин річок, петрофітні — на відслоненнях кристалічних порід.
На схилах височин і річкових долин в окремих місцях зустрічаються байрачні та пристінні ліси, які в інших підзонах Степової зони зростають тільки по днищах балок. Вони представлені дібровами різного віку, переважно молодого. По байрачних і пристінних лісах далеко на південь проникають проліски, рясти, купини, конвалія та інші лісові ефемероїди.

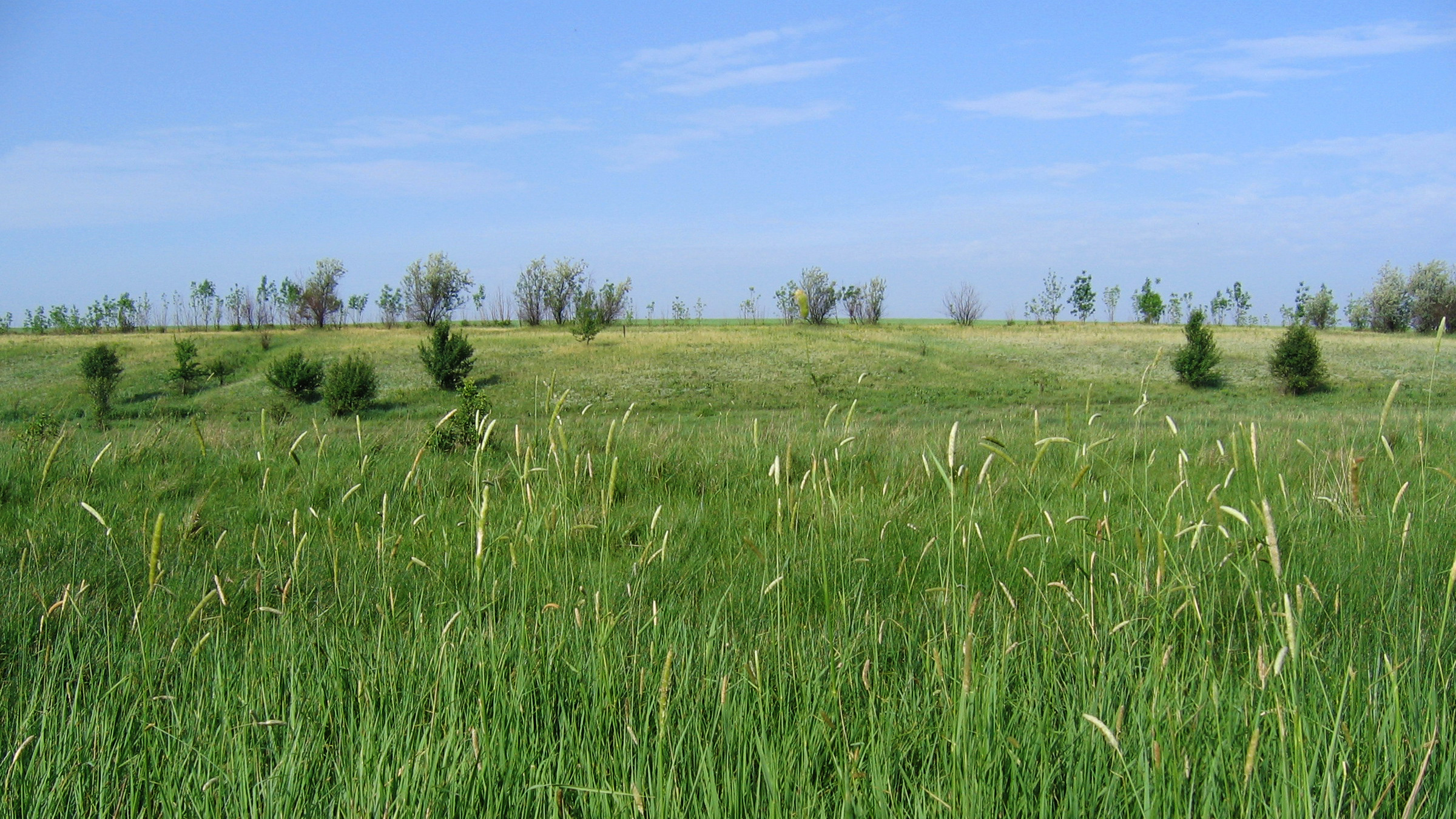
Суходільна лука
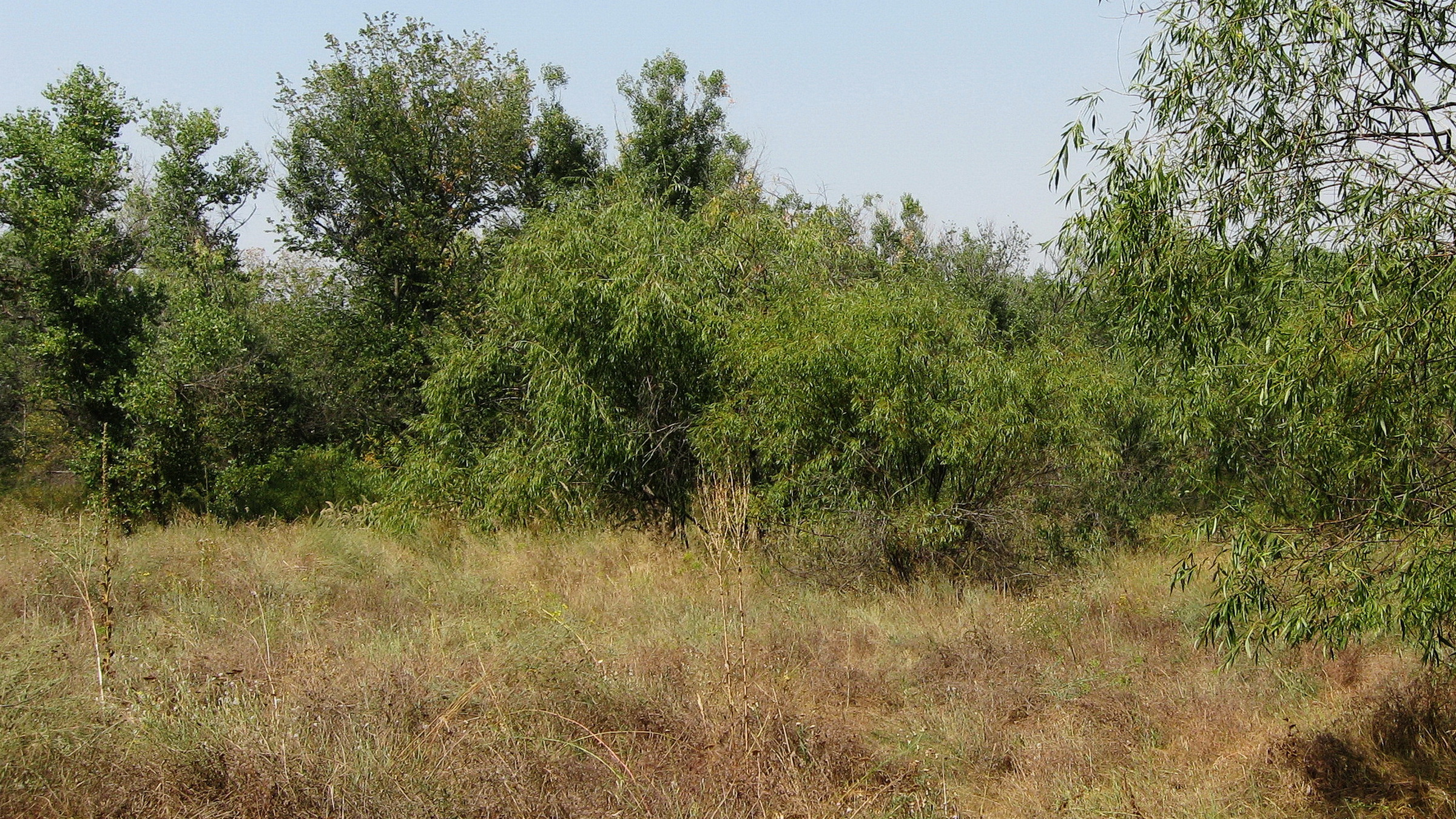
Суха заплавна лука. Хортиця
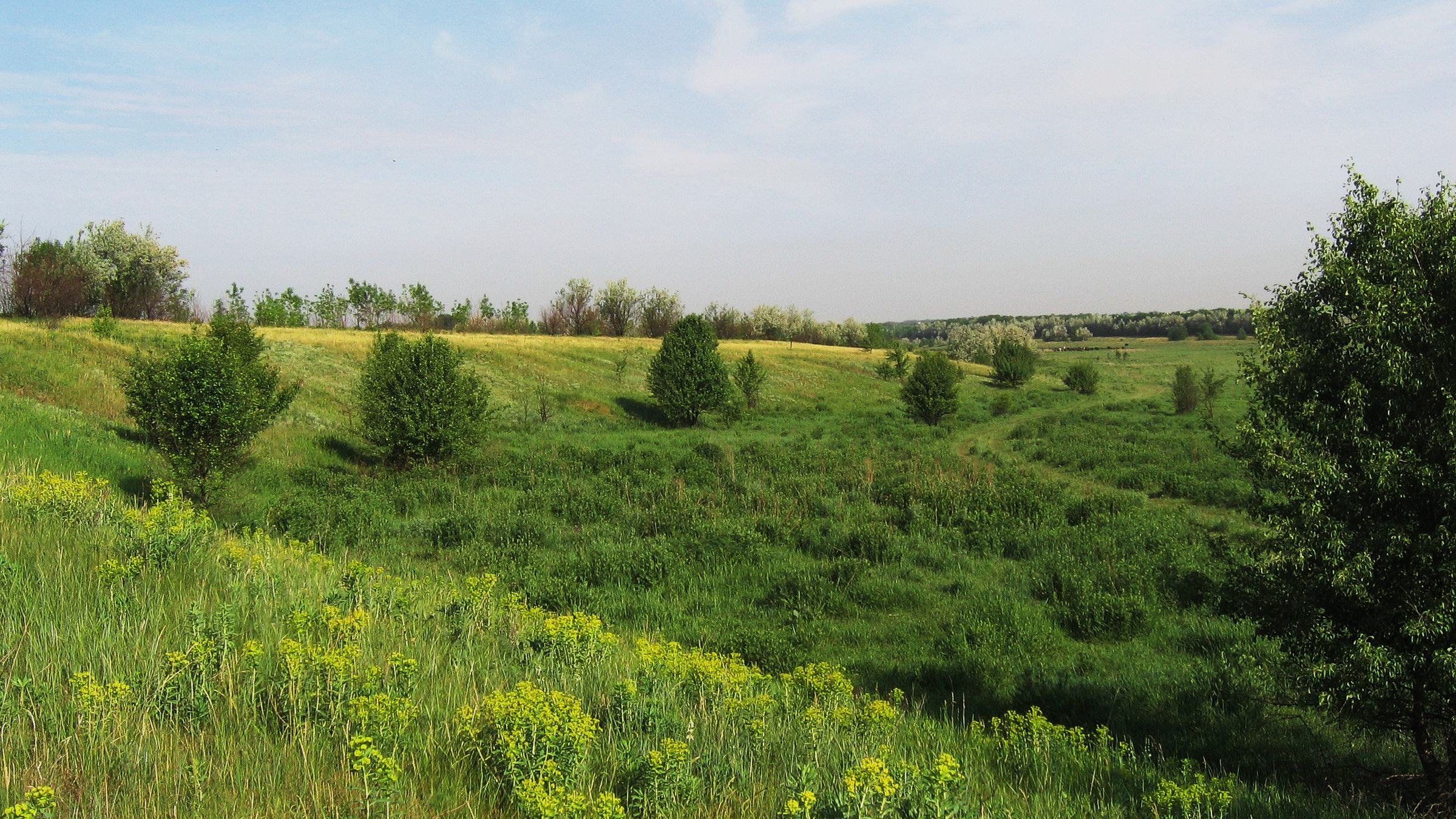
Справжня заплавна лука
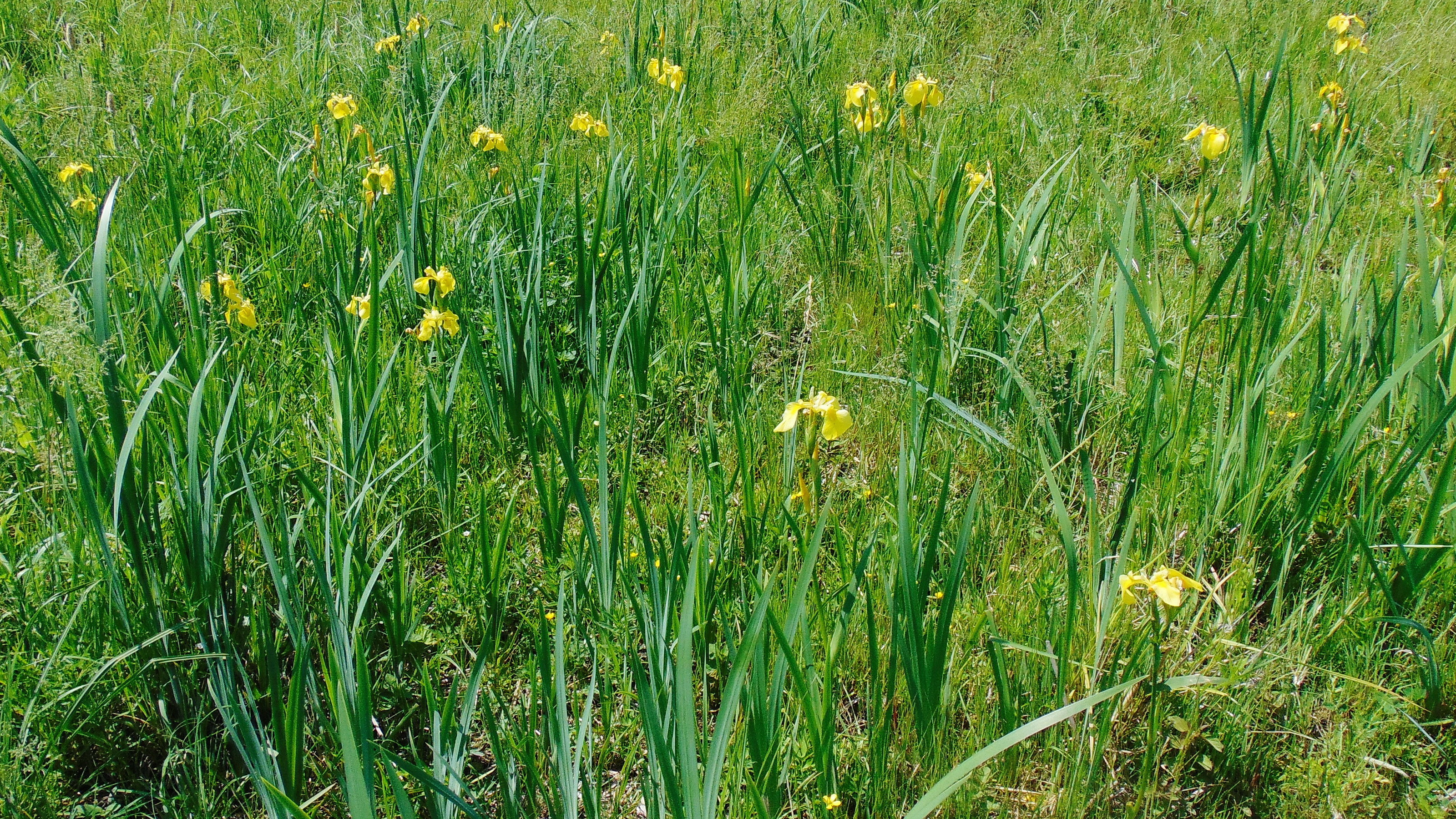
Заболочена заплавна лука
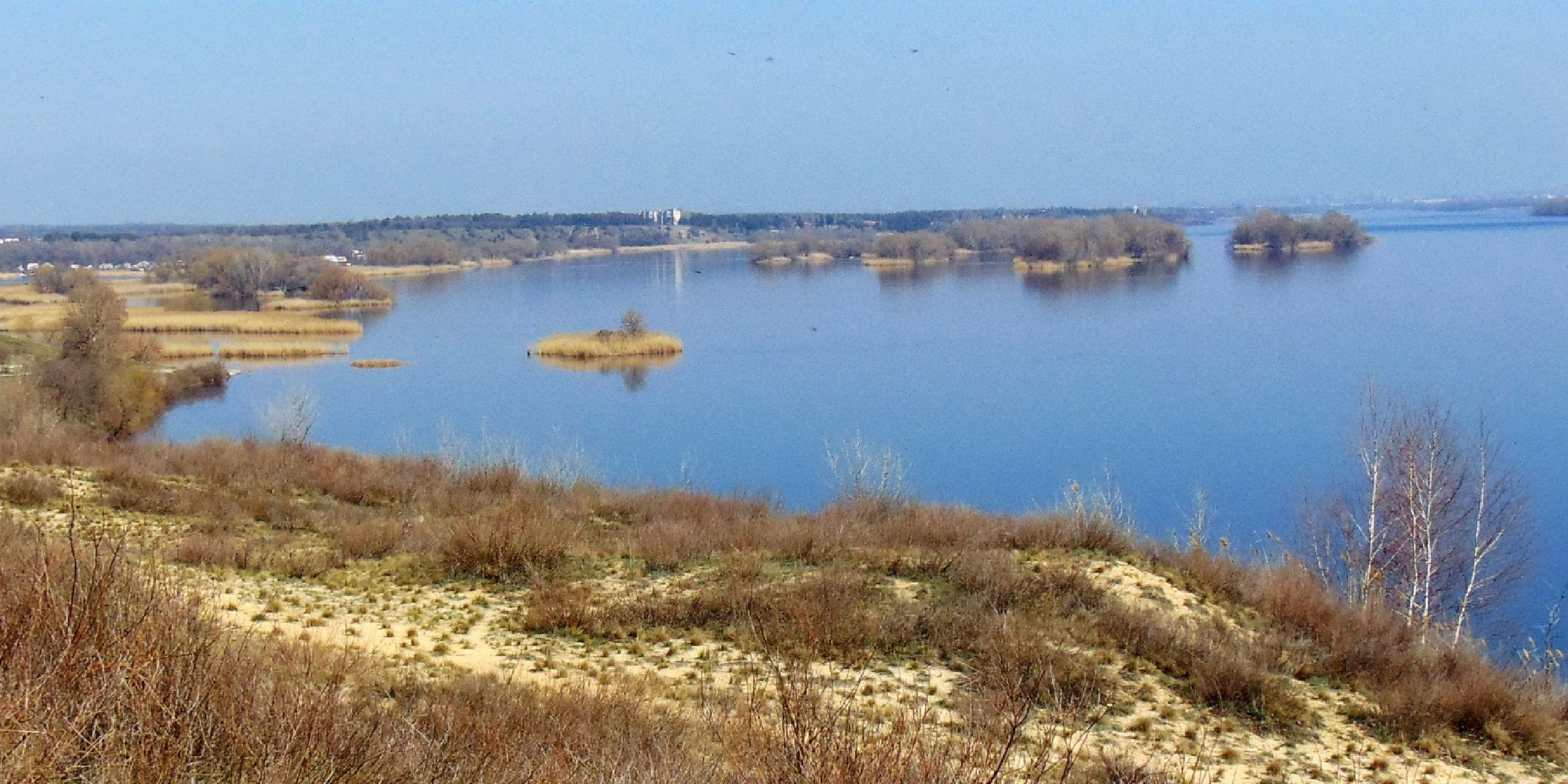
Піщані кучугури із псамофітною рослинністю

Зміна балансу тепла і вологи в північно-східному напрямі підзони та її геоморфологічне положення зумовили поділ підзони на фізико-географічні краї та області. У межах Запорізької області підзона займає південні схили Придніпровської височини, Приазовську височину та південно-східну частину Придніпровської низовини і поділяється на 2 фізико-географічні краї, які складаю-ться з трьох фізико-географічних областей.

#### Дністровсько-Дніпровський край

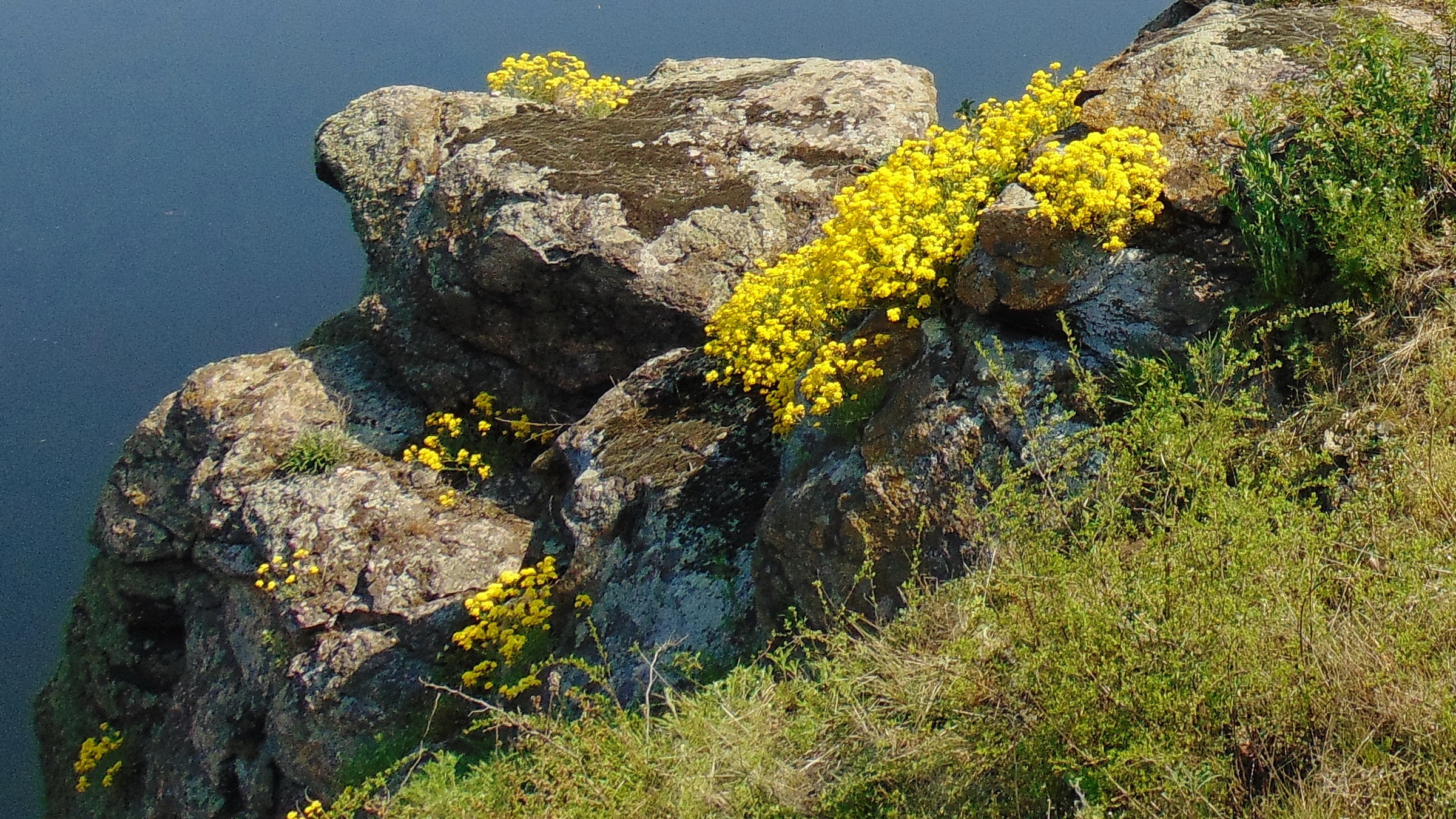
Мальовничі придніпровські кручі

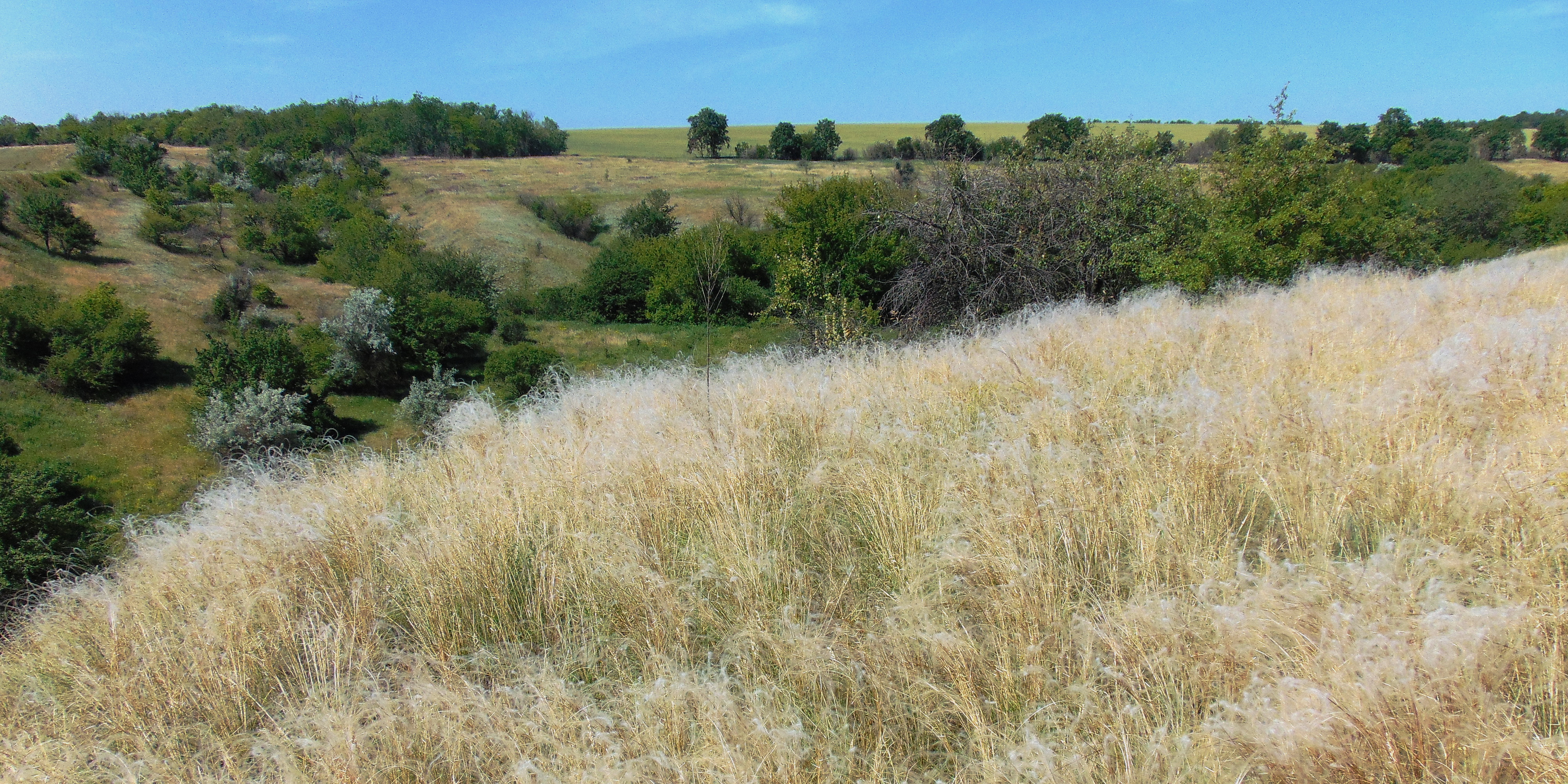
Цілинний степ (формація ковили найкрасивішої)

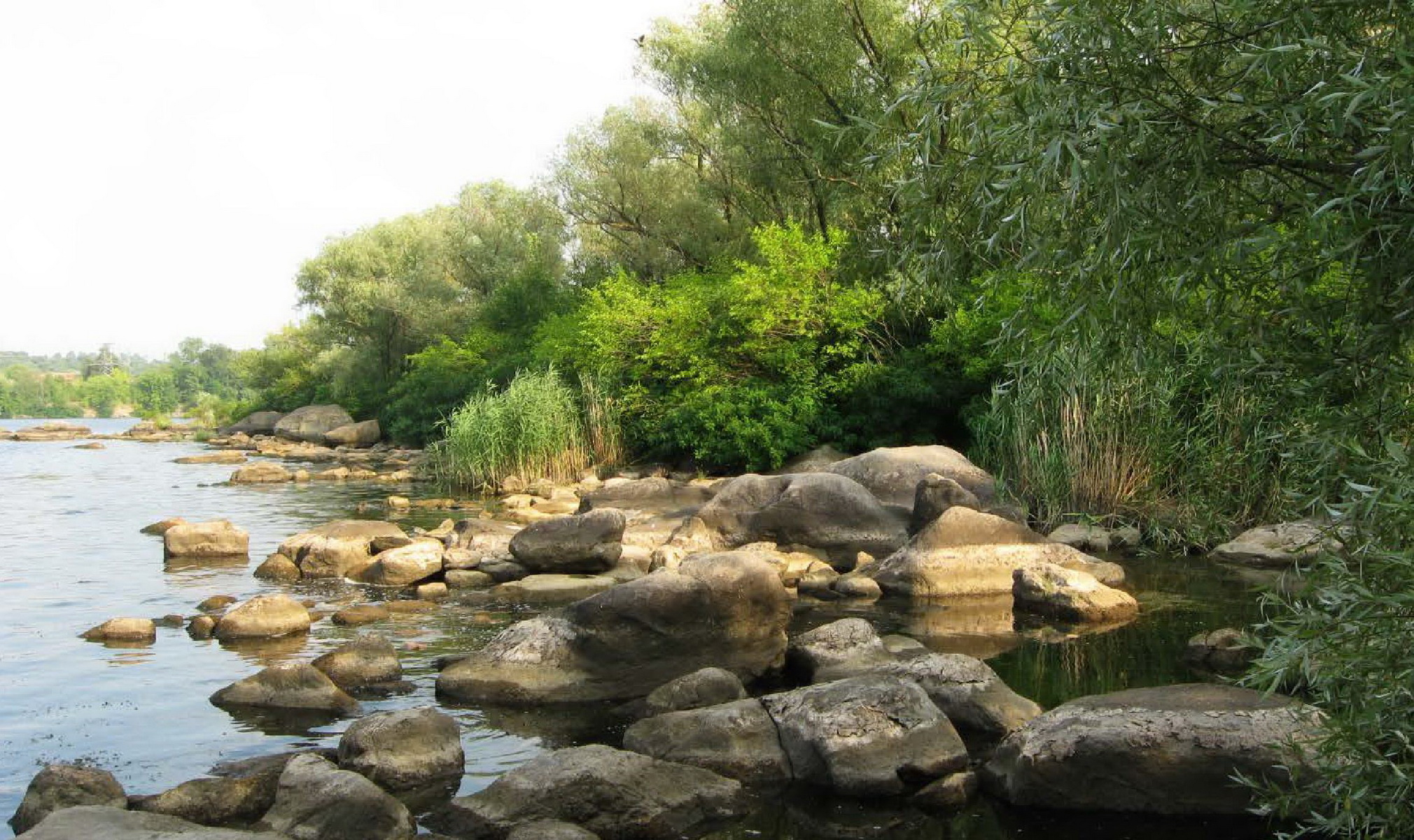
Узбережжя Дніпра. Запоріжжя

Він простягається від Задністров'я до Дніпра. За характером рельєфу це переважно схили лесових височин з абсолютними висотами 200—250 м, розчленовані річковими долинами, балками та ярами. Середні температури січня коливаються в межах –4...–6 °С, а середні температури липня досягають +21...+22 °С. Середньорічна сума опадів збільшується з південного заходу на схід від 400 до 460 мм.
У ґрунтовому покриві панують чорноземи звичайні середньо- та малогумусні, які в більшості еродовані. Заплави річок вкриті алюві-альними лучними  ґрунтами, які на півдні краю засолені й солонцюваті.
Край поділяють на 3 фізико-географічні області. З них тільки одна — Південно-Придніпровська схилово-височинна — область займає частину Запорізької області.
Південно-Придніпровська схилово-височинна область
Ця область простягається від Південного Бугу до Дніпра. Вона займає центральну частину Українського кристалічного щита. Високе залягання поверхні кристалічного фундаменту щита, значне поширення відслонень кристалічних порід мають вплив на весь ландшафтний комплекс. В утворенні ландшафтів беруть участь докембрійські породи, у долинах річок і древніх балок спостерігаються їхні скельні оголення. Численні ділянки річкових долин і балок, глибоко врізані в поверхню докембрійського фундаменту, зустрічаються вузькі каньоноподібні відрізки.
Південно-Придніпровська область відрізняється від інших областей цього краю більшою континентальністю клімату.
Понад 75 % території області займають лесові еродовані рівнини зі звичайними середньогумусними чорноземами, які сформувалися під різнотравно-типчаково-ковиловими степами. Природна рослинність збереглася на невеликих ділянках, зустрічаються байрачні ліси. Схилові, яружно-балкові й байрачні ландшафтні місцевості становлять 10—20 % території області.

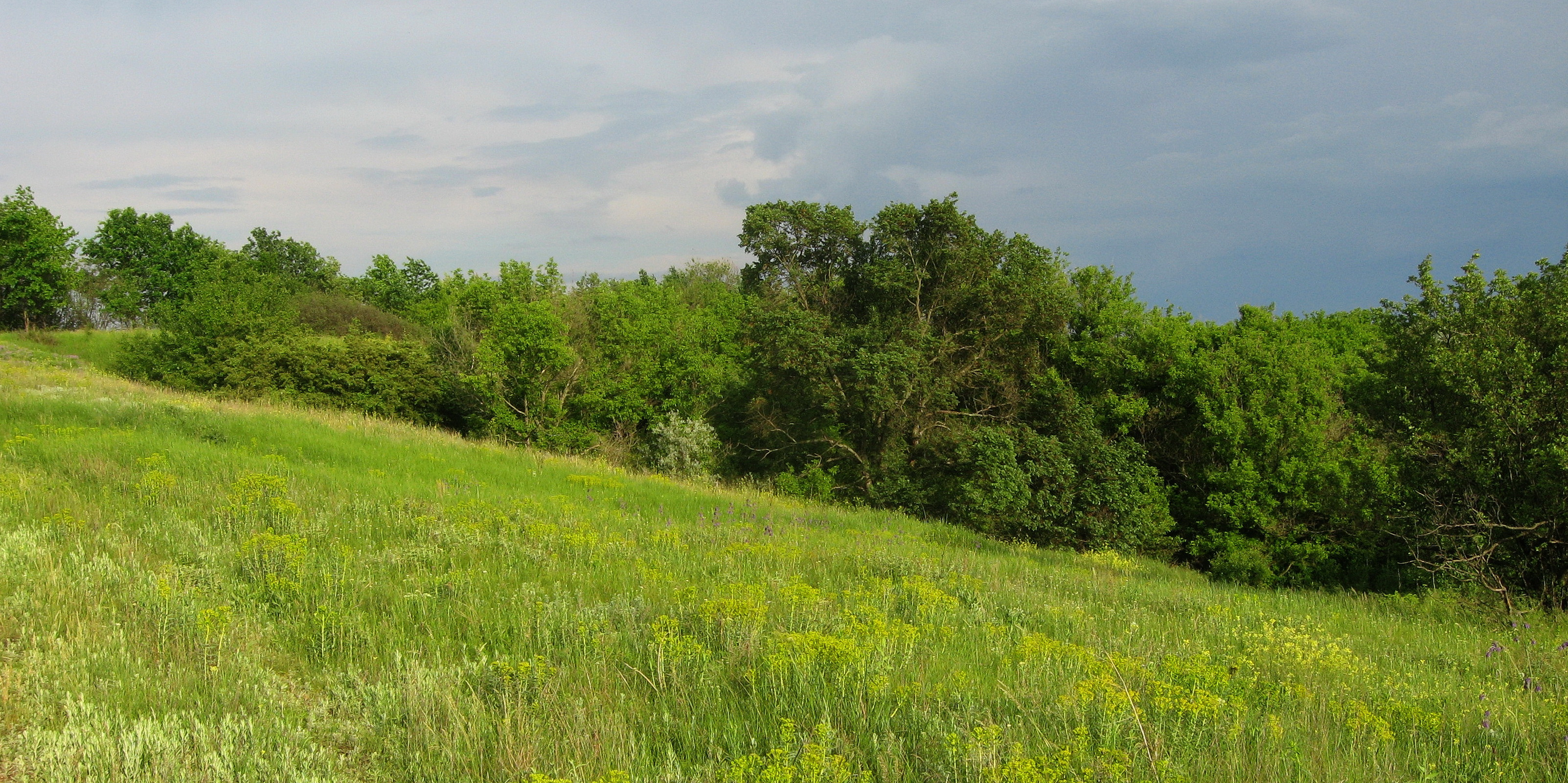
Байрачний ліс. Балка Ручаївська
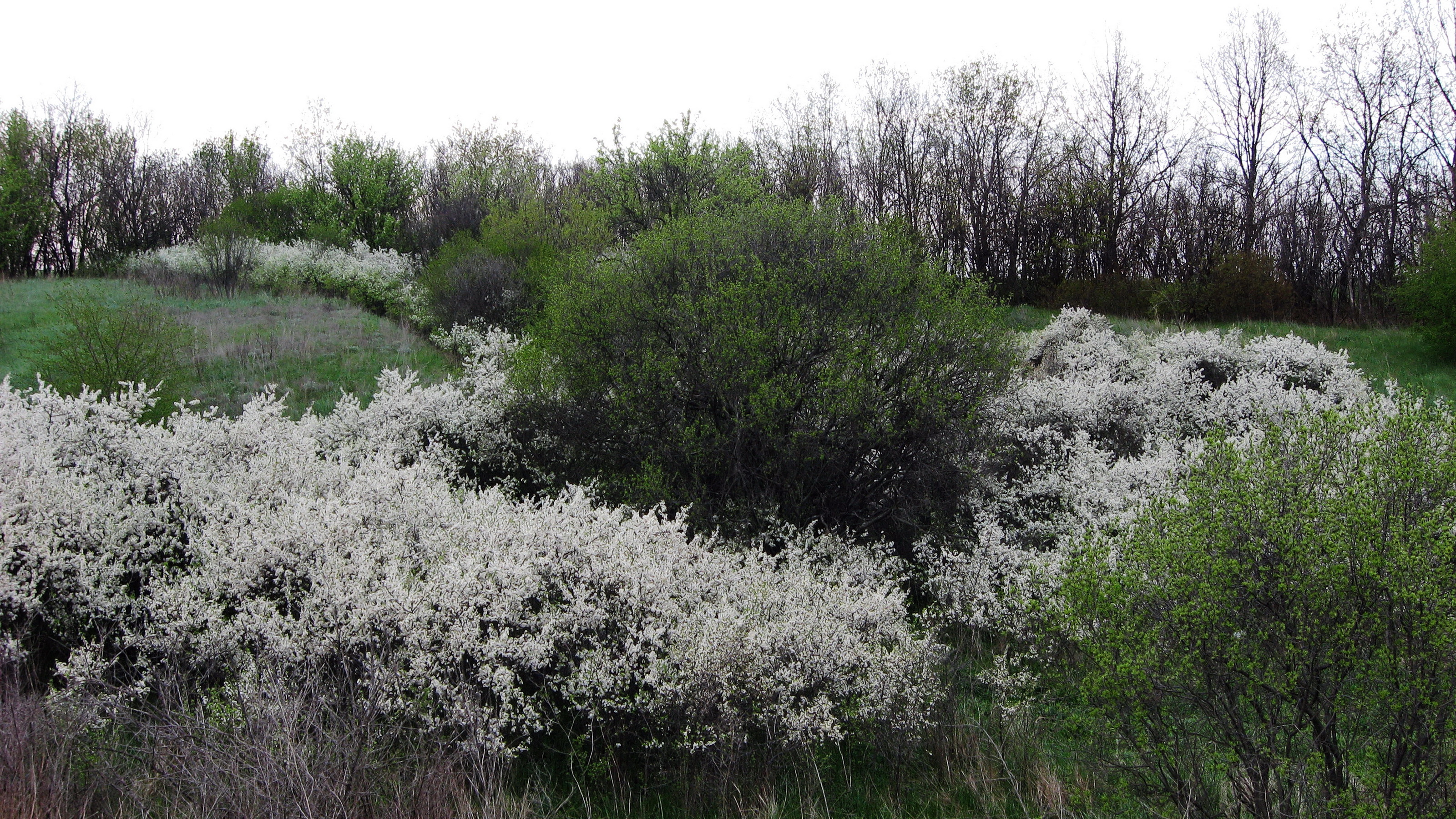
Терновник
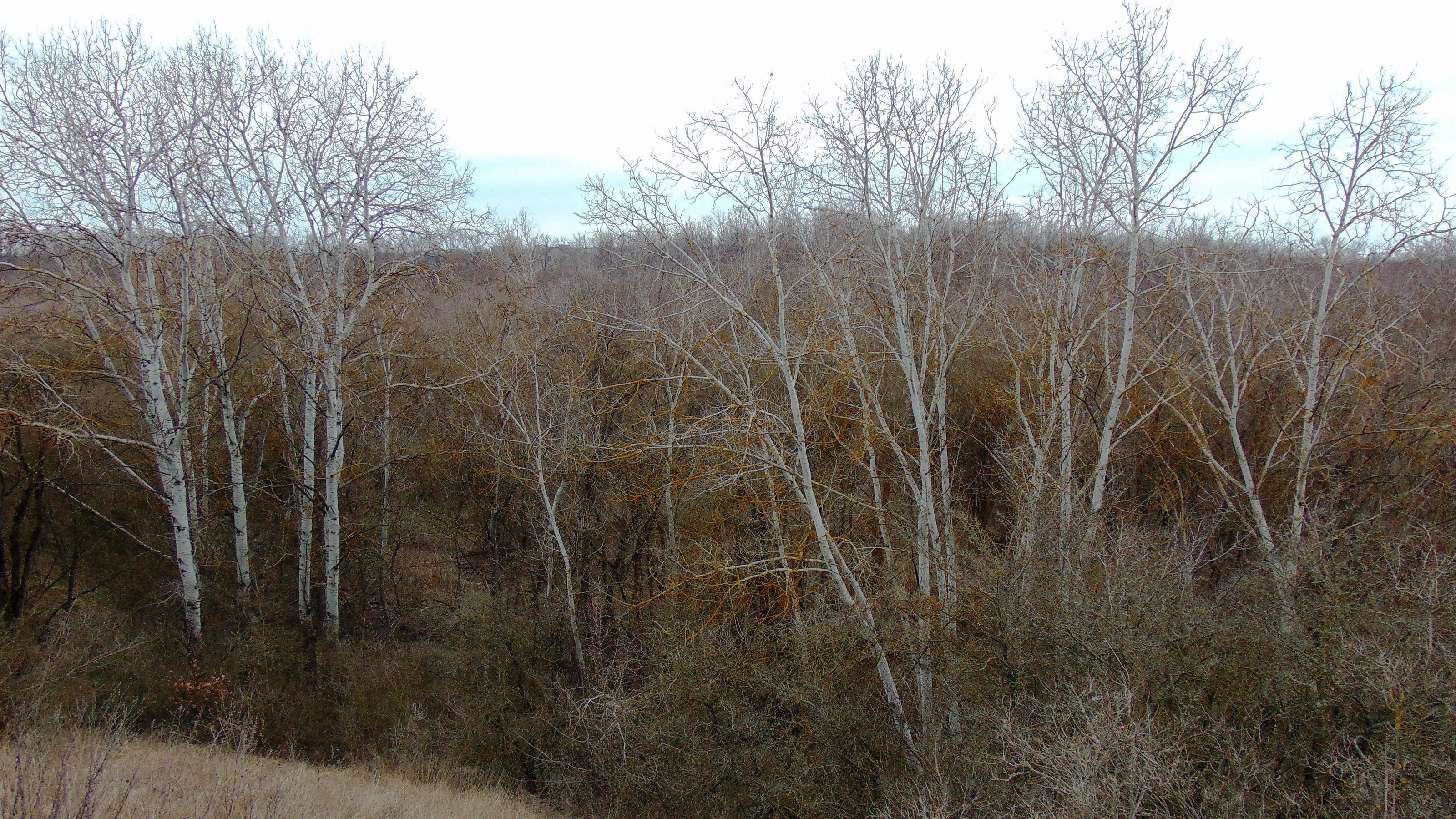
Заплавний ліс
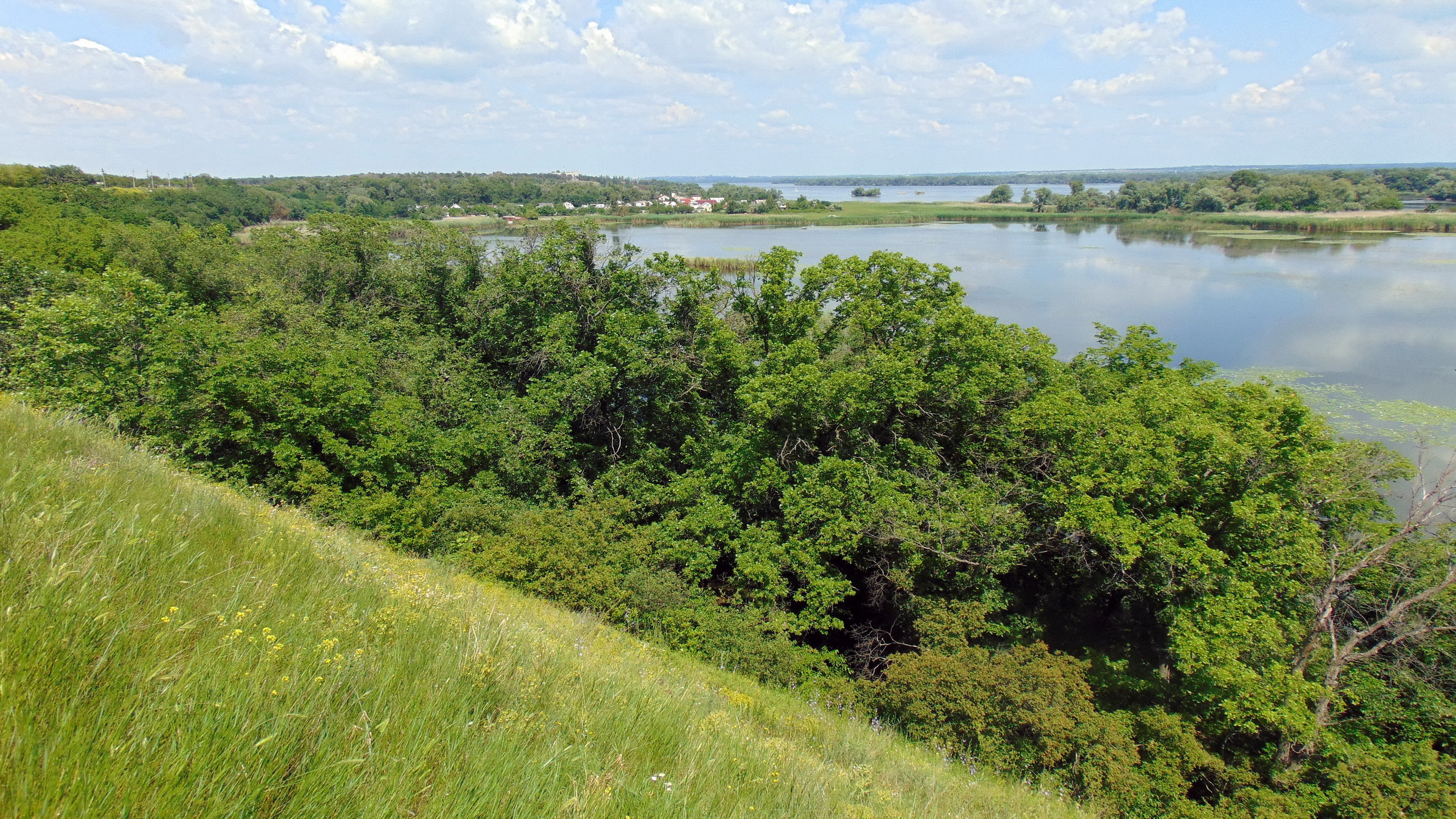
Пристінний ліс
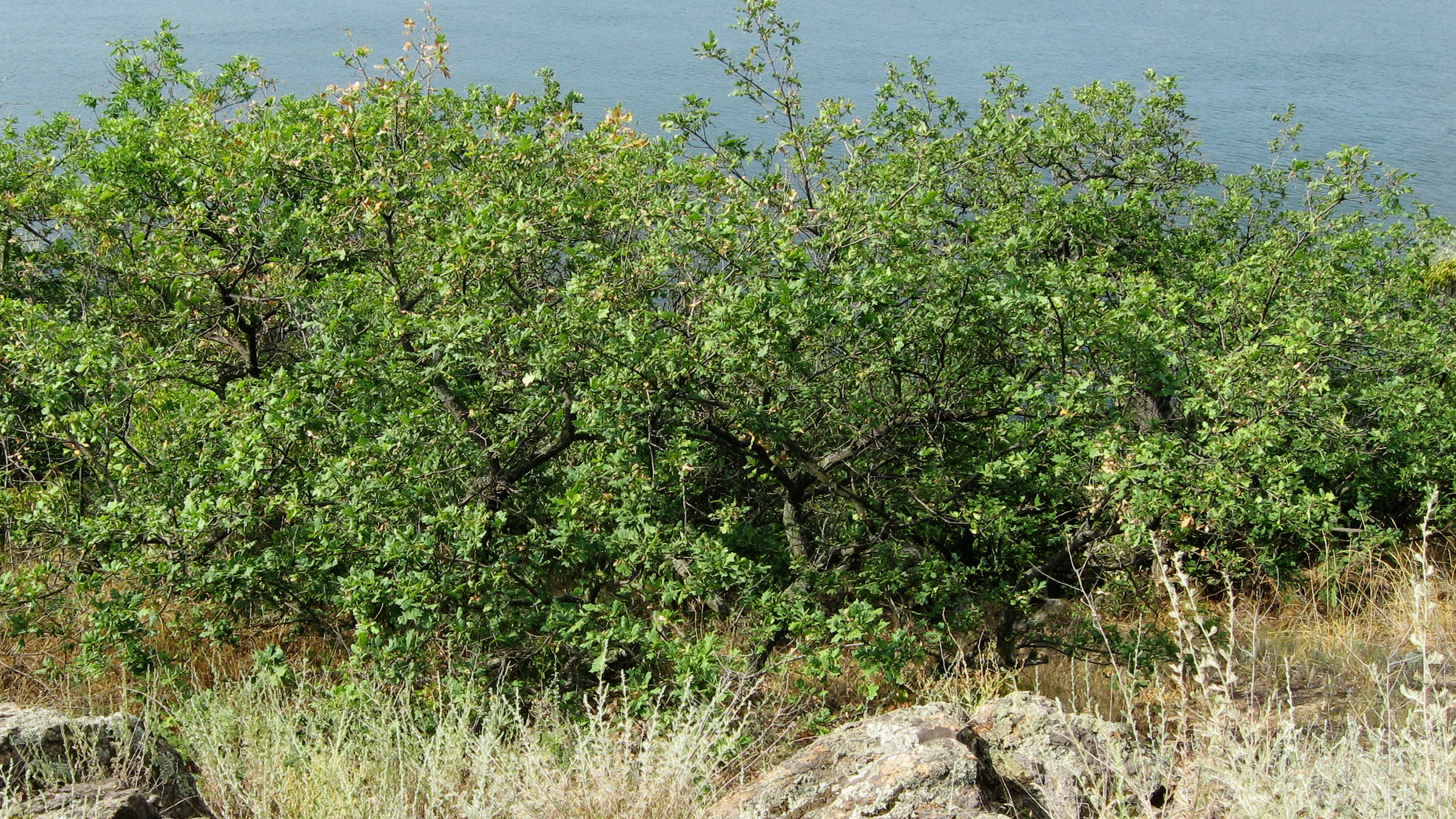
Наскельна діброва. Хортиця

Загалом в області виділяються наступні місцевості: піднесені приводороздільні, горбкуваті й хвилясті; схилові, ерозійні й скелясті; яружно-балкові й долинно-балкові; надзаплавно-терасові; заплавні.

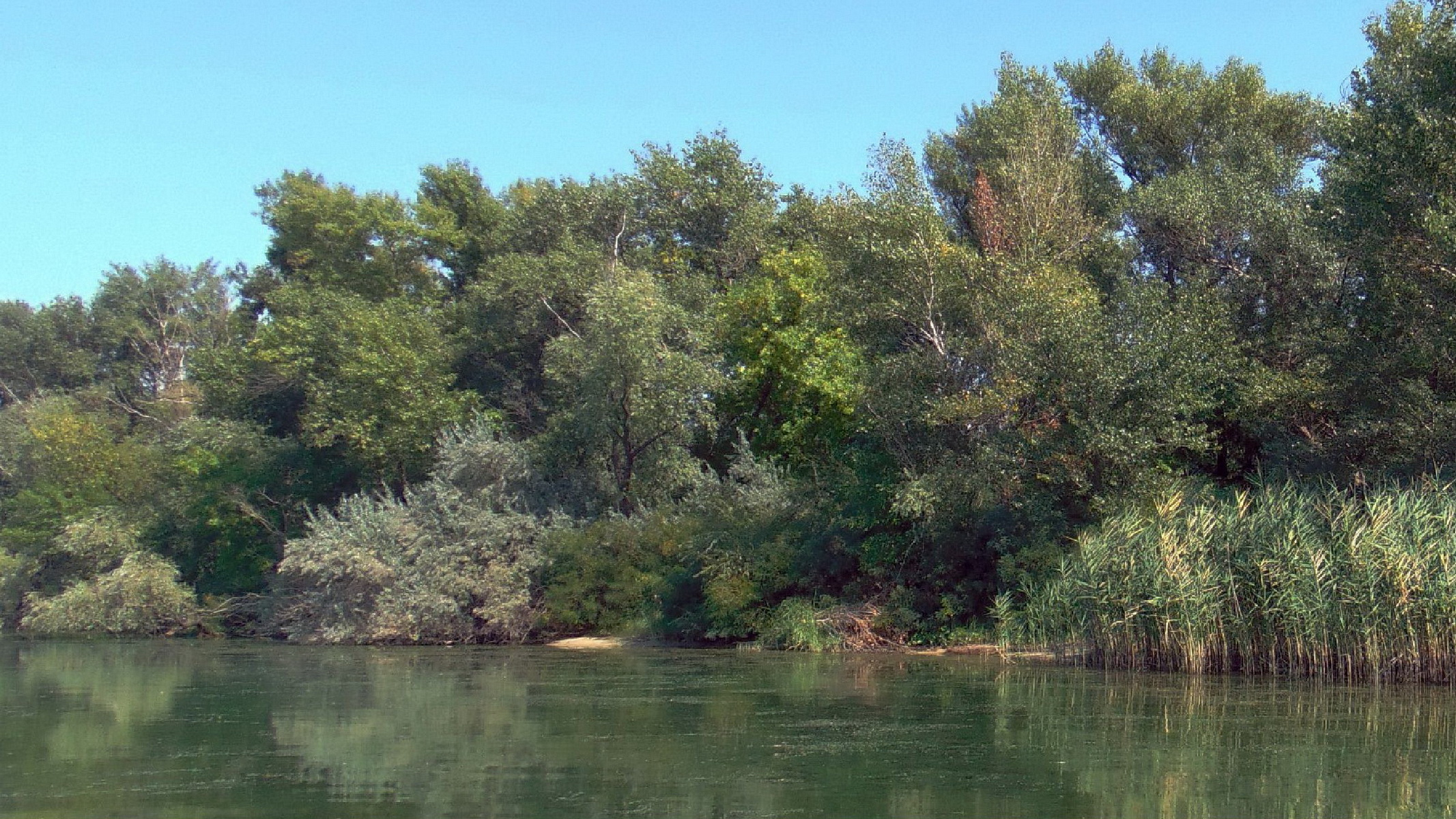
Узбережжя Дніпра. Запорізьке Правобережжя
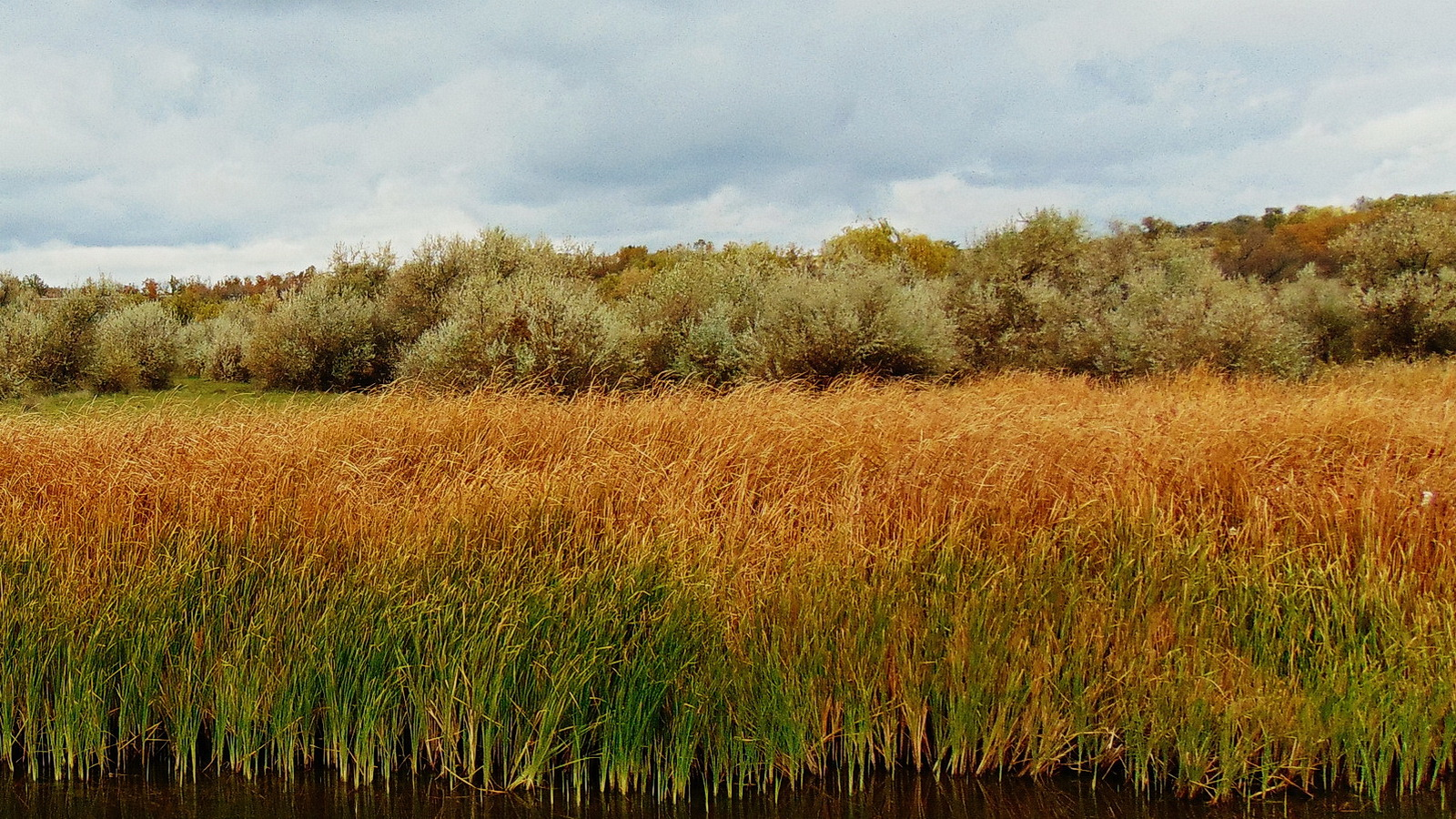
Рогозове болото
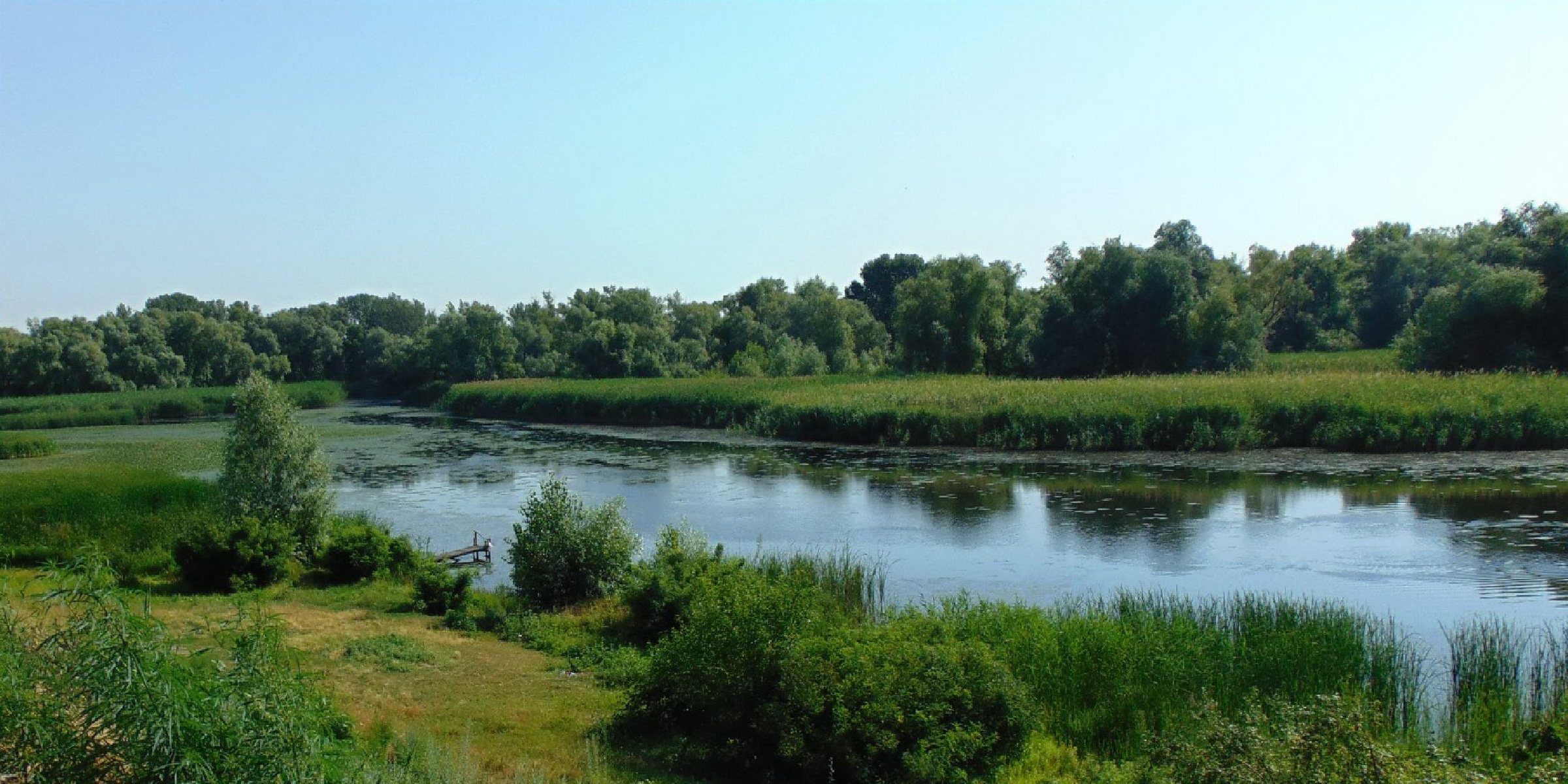
Плавневе озеро
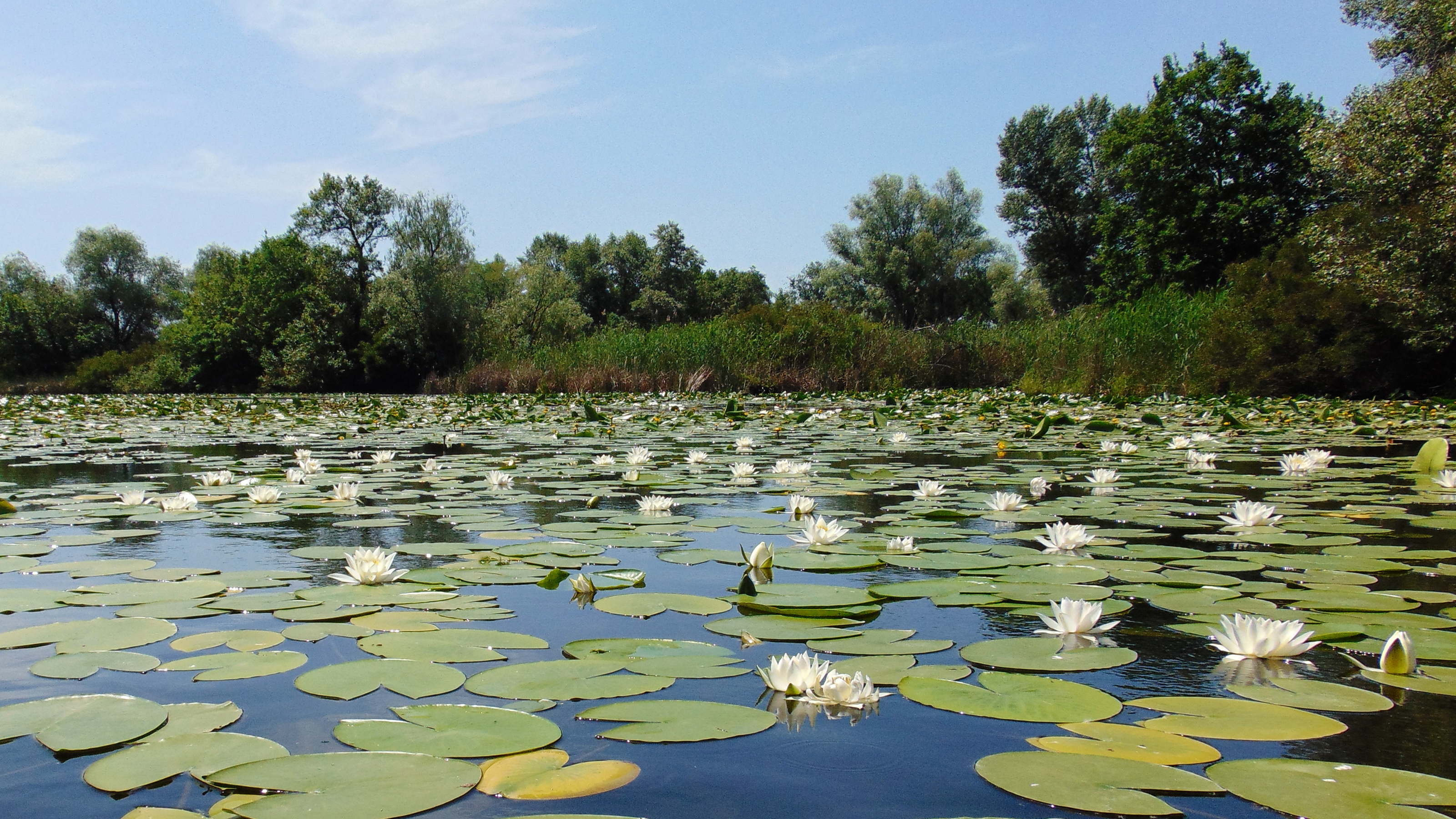
Розумівські плавні (формація латаття білого
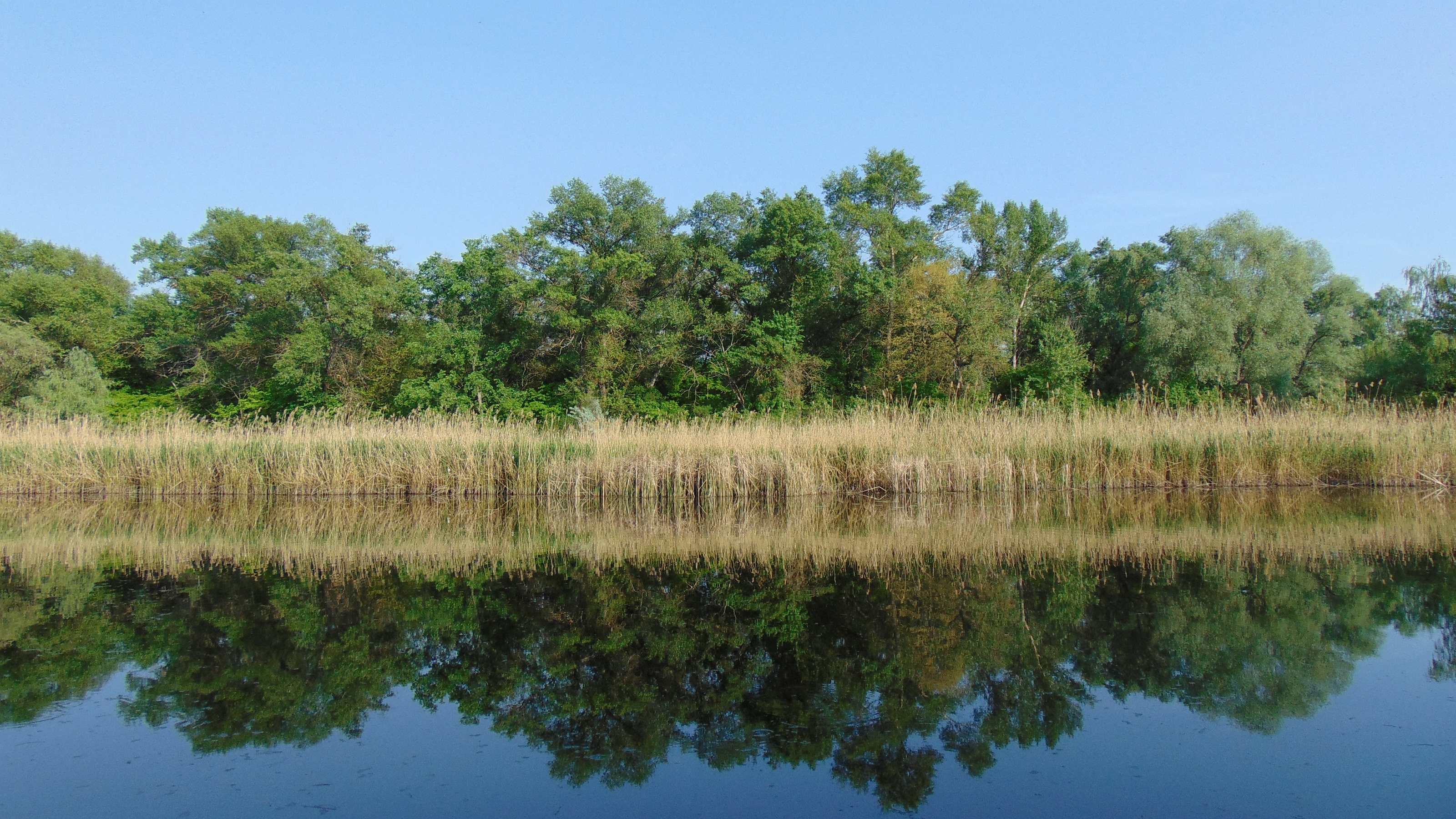
Архіпелаг Білаї. Дніпро

Південно-Придніпровська схилово-височинна область включає два райони: Верхньосурський і Нижньобазавлуцько-Томаківський.

#### Лівобережно-Дніпровсько-Приазовський північно-степовий край

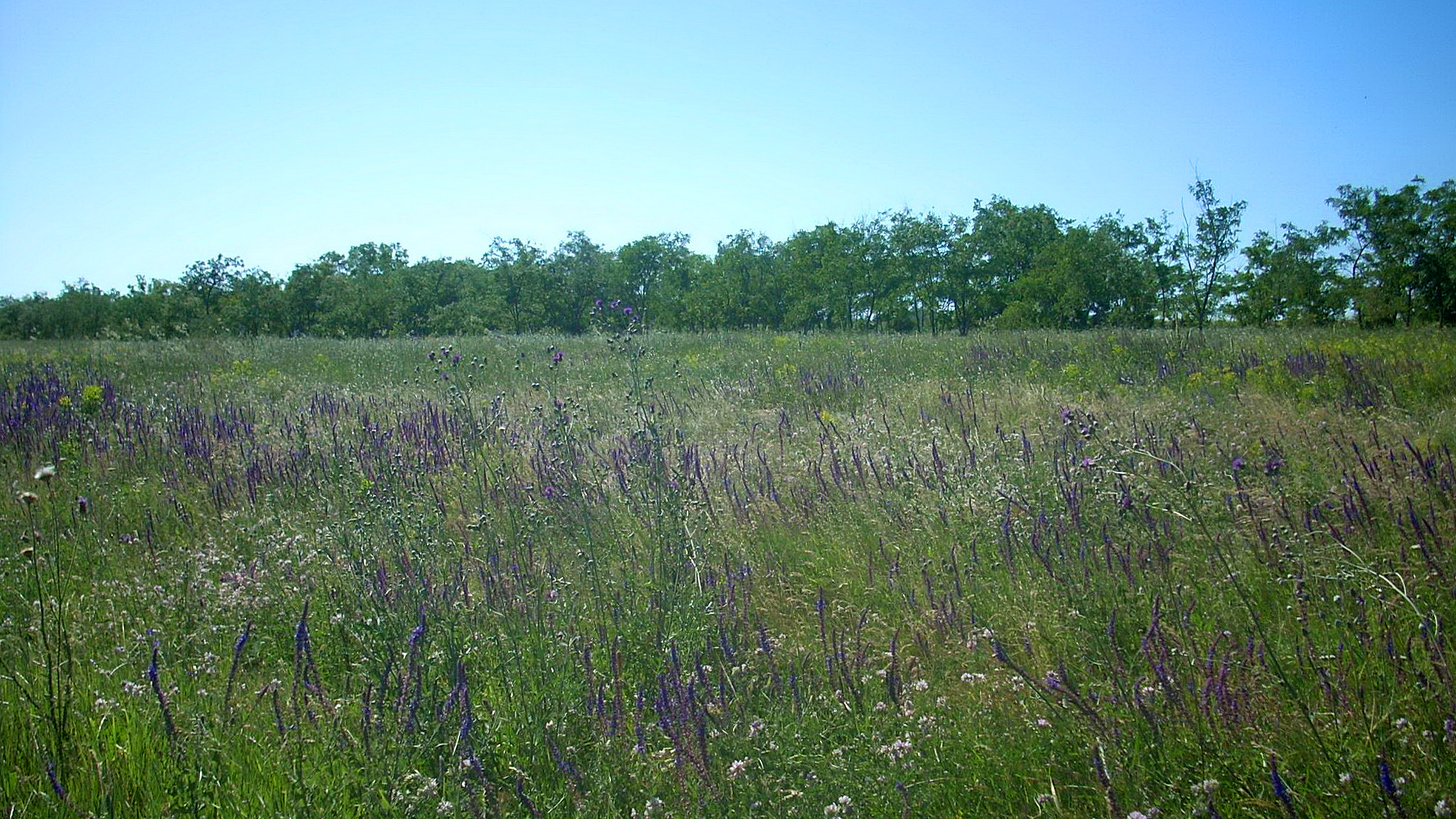
Різнотравно-злаковий степ

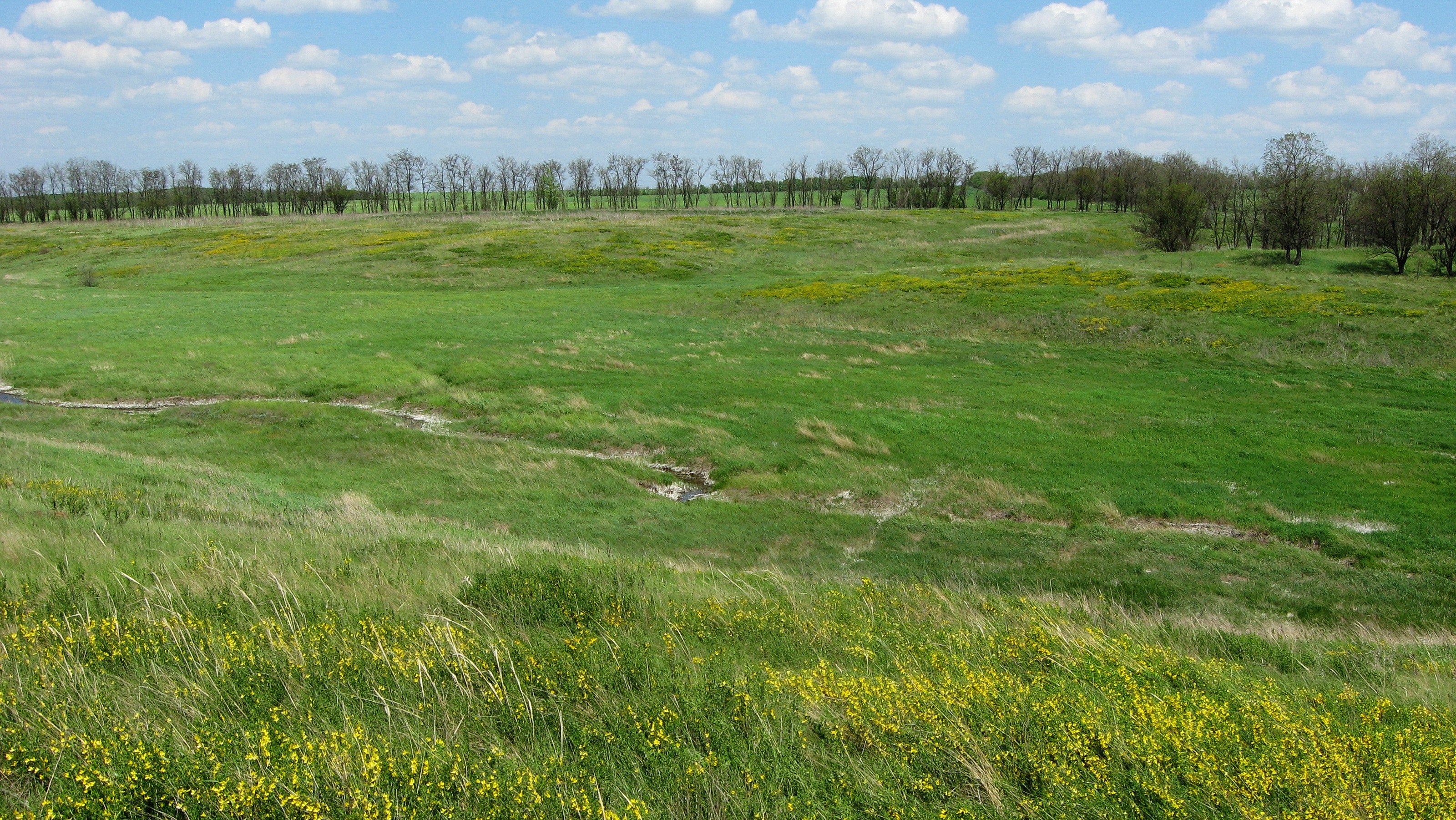
Річка Жеребець ― притока Кінської

Край займає територію від Дніпра на заході до узбережжя Азовського моря на сході. Він охоплює південну частину Придніпровської низовини, Приазовську височину та Приазовську низовину. У геоструктурному відношенні край в основному займає південно-східну частину Українського кристалічного щита і частково його схили: Приазовський виступ з південно-східним схилом і Кінсько-Яйлинською западиною, знижене зчленування виступу із придніпровською частиною щита і його схилів до Дніпровсько-Донецької западини.
Порівняно з Дністровсько-Дніпровським краєм він відрізняється зростанням континентальності клімату через більш східне розташування. Деяке зменшення впливу теплих і вологих атлантичних повітряних мас пов'язане зі збільшенням ролі сухих континентальних східних повітряних мас. Середні температури січня –5...–6 °С, липня — +21...+22 °С. Річна кількість опадів зменшується до 450—480 мм.
Головними річками краю є лівобережні притоки Дніпра — Верхня Терса, Гайчул, Кінська та річки басейну Азовського моря: Берда, Кільтиччя, Обитічна, Молочна. На південному заході до краю прилягають Дніпровське і Каховське водосховища.
У ґрунтовому покриві панують звичайні мало- і середньогумусні малопотужні чорноземи. У південно-східній частині краю поширені своєрідні глибокі звичайні чорноземи зі значною потужністю гумусового горизонту, які одержали назву приазовських. У долинах рік переважають лучно-чорноземні солонцюваті ґрунти.
Головні розходження в ландшафтній структурі краю пов'язані з рельєфом. На півночі сполучаються терасові й межирічні низинні рівнини, слабко- і середньорозчленовані зі звичайними середньогумусними чорноземами. До сходу зі зростанням абсолютних оцінок поверхні намічається перевага межиріч. На півдні області поширені піднесені ландшафти з карбонатними малогумусными ґрунтами, еродованими на Приазовській височині, особливо на її крутих південних схилах. Крайньо-західна й північно-західна частини краю представлені терасовими ландшафтами із зональними ґрунтами. Всі ці внутрішні розходження обумовили диференціацію краю на три фізико-географічні області: Кінсько-Ялинську низовинну, Приазовську височинну й Приазовську низинну. Всі три області становлять своєрідний край — Приазовський степ.

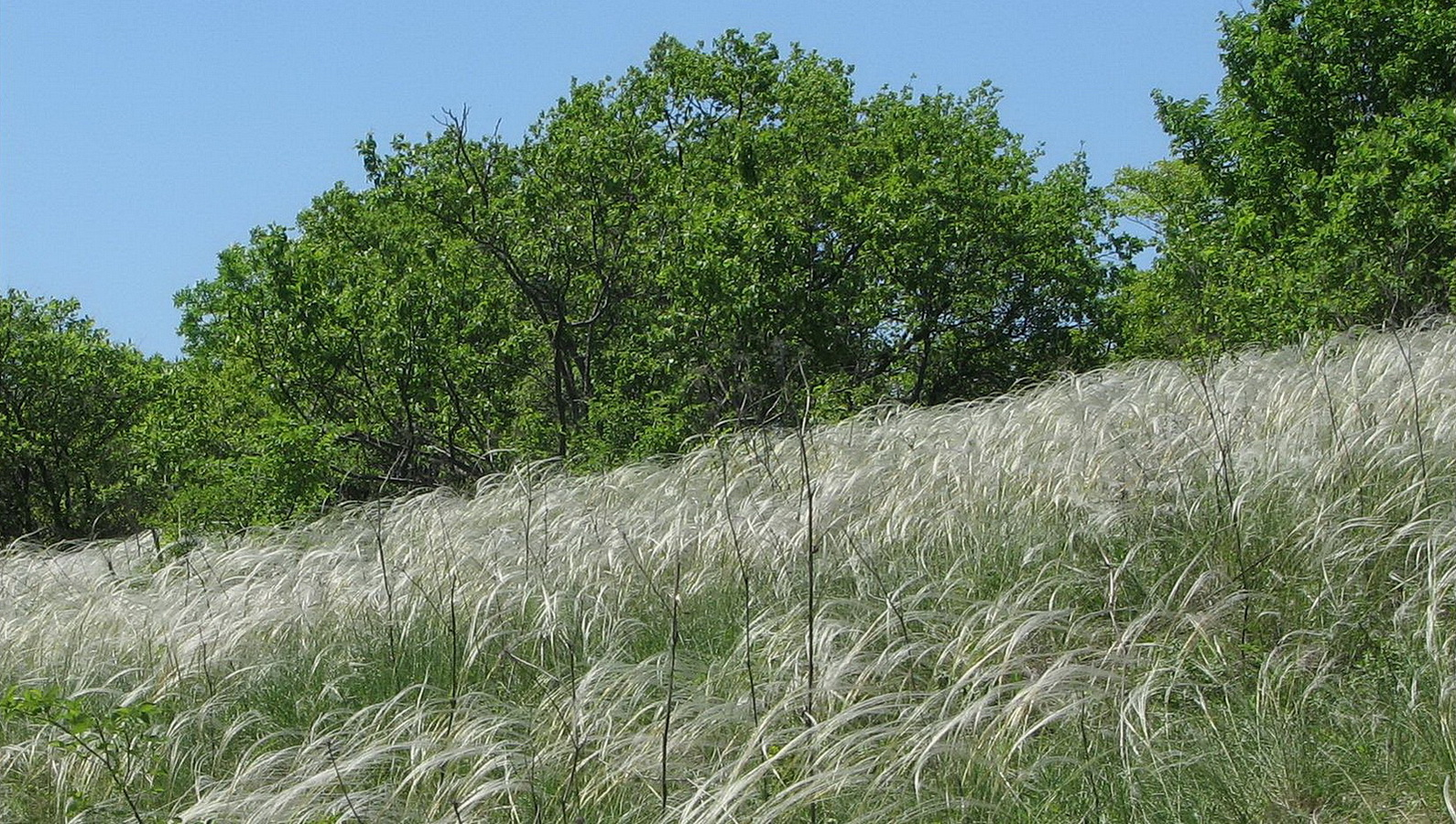
Ковиловий степ на фоні байрачного лісу
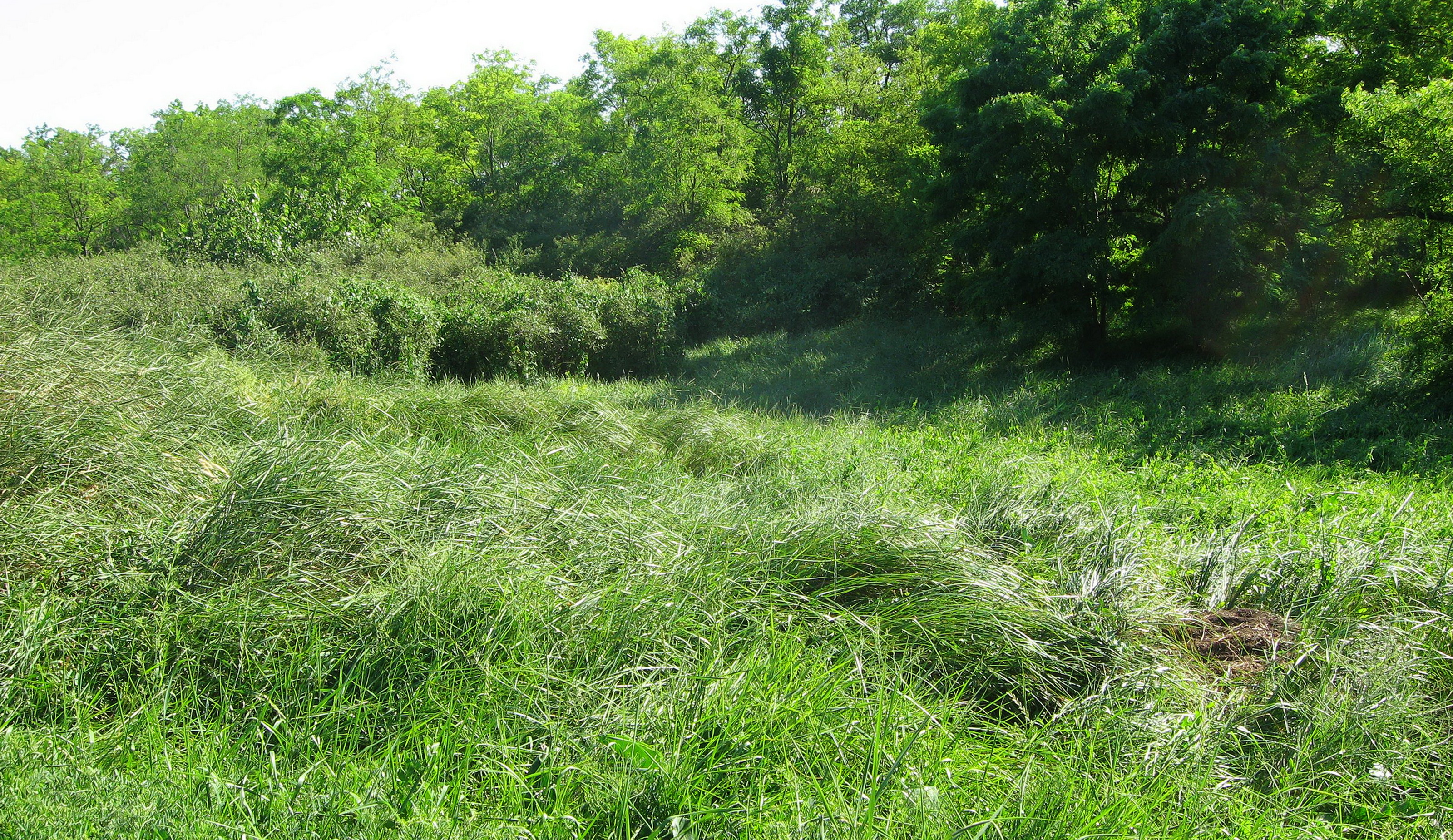
Суходільна лука в долині Верхньої Терси
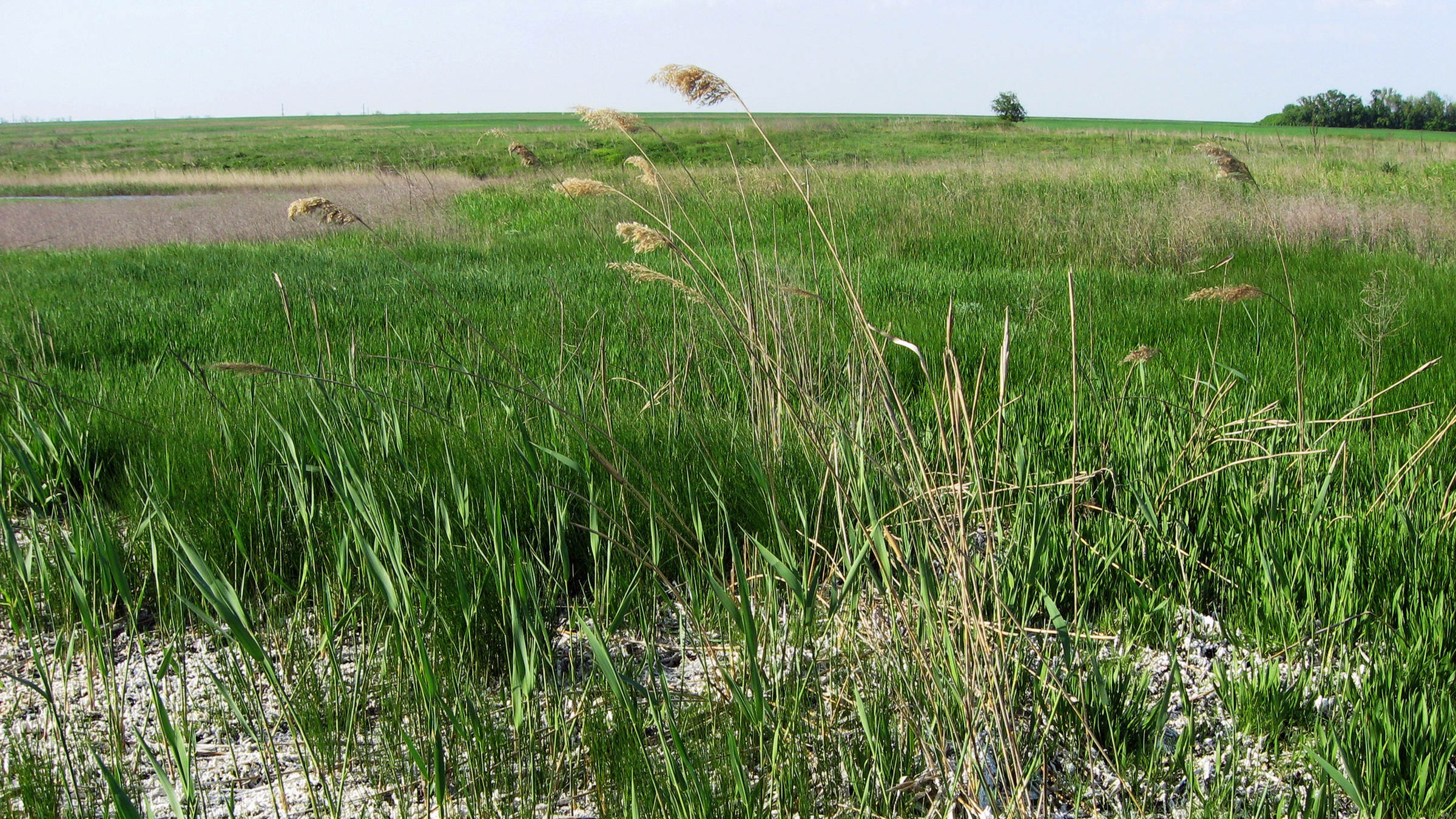
Галофітна заболочена лука. Гуляйпільський район
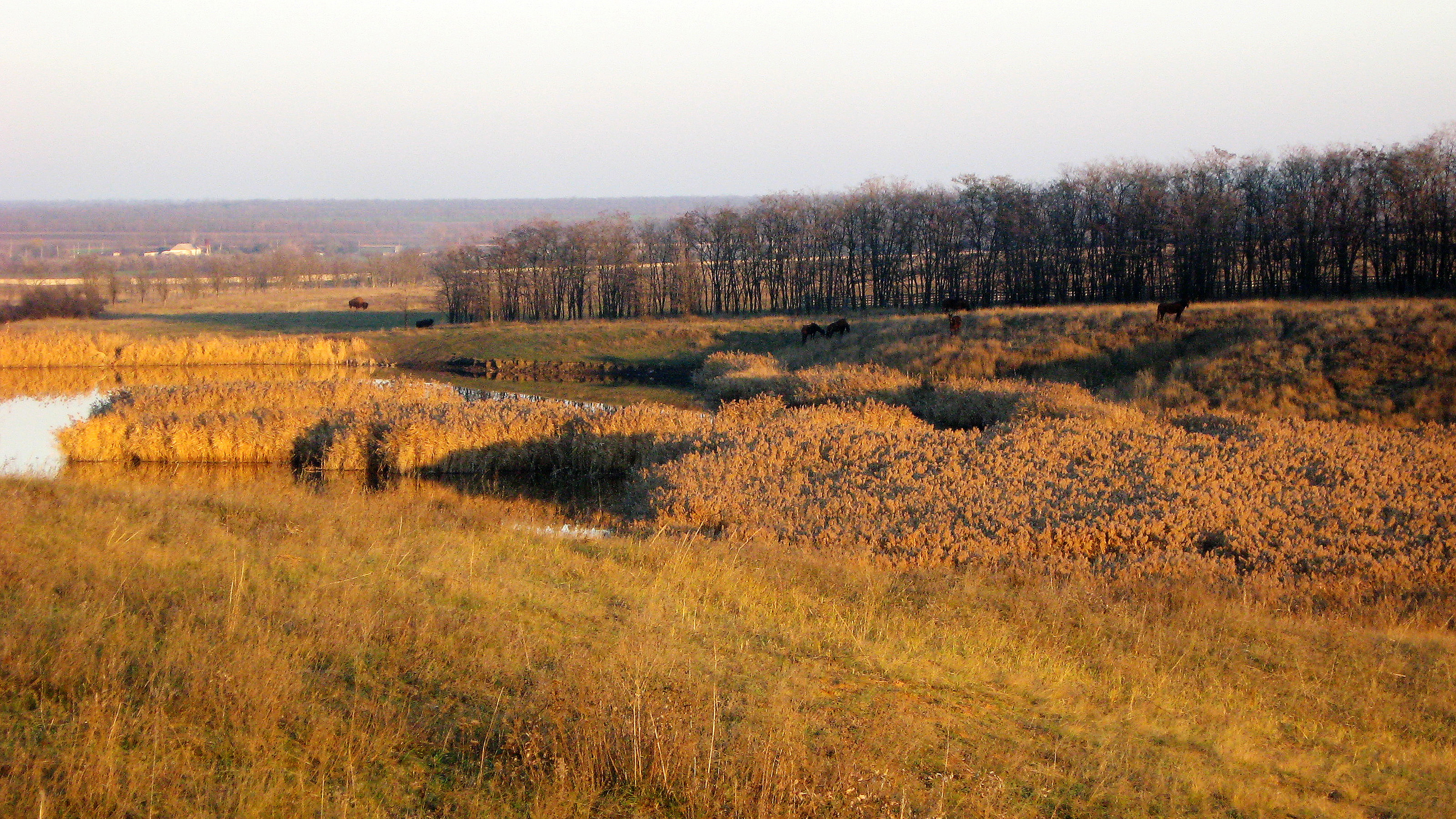
Зоопарк «Таврія»
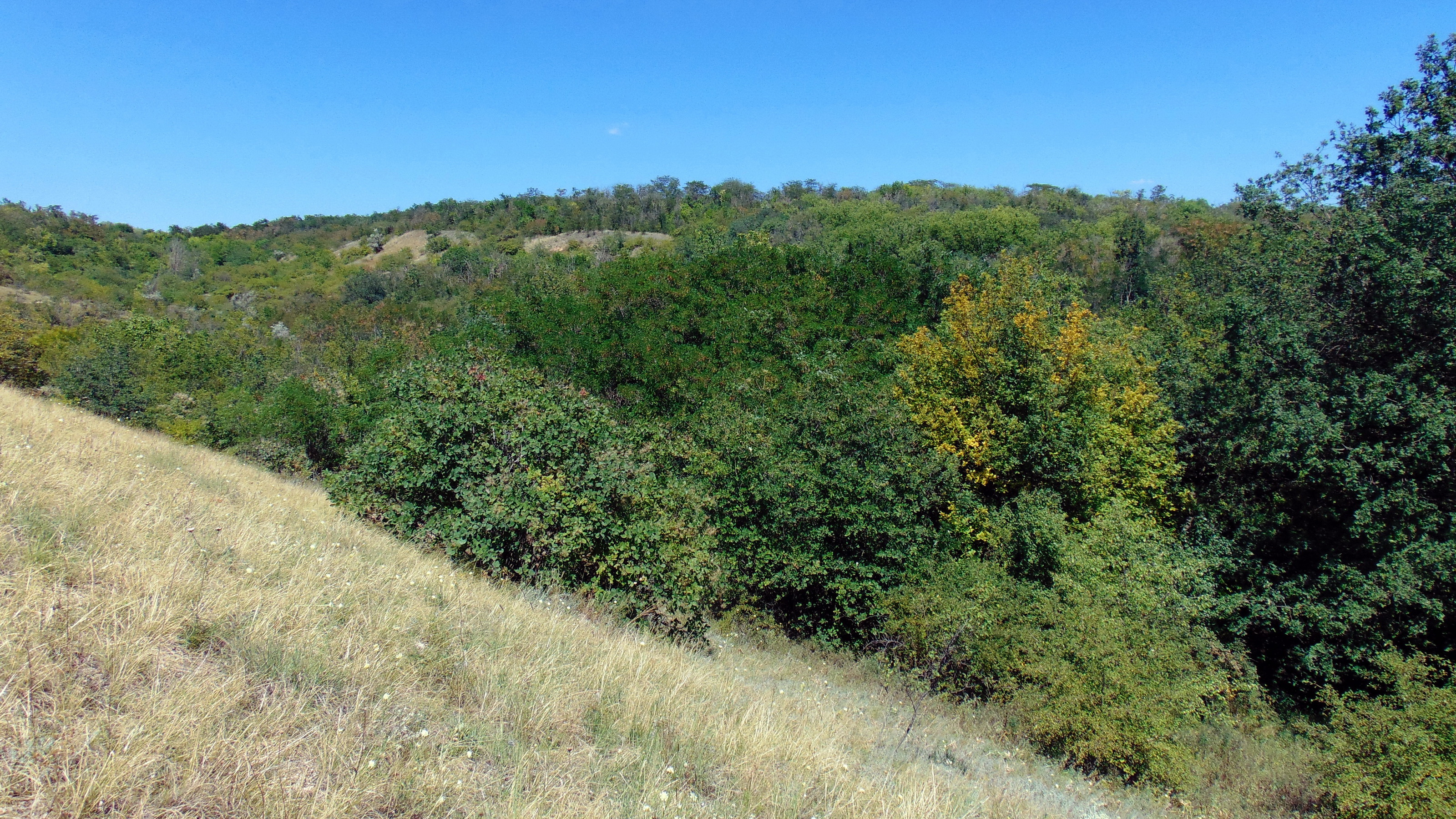
Пам'ятка природи «Урочище Пристіни»

Кінсько-Ялинська низовинна область

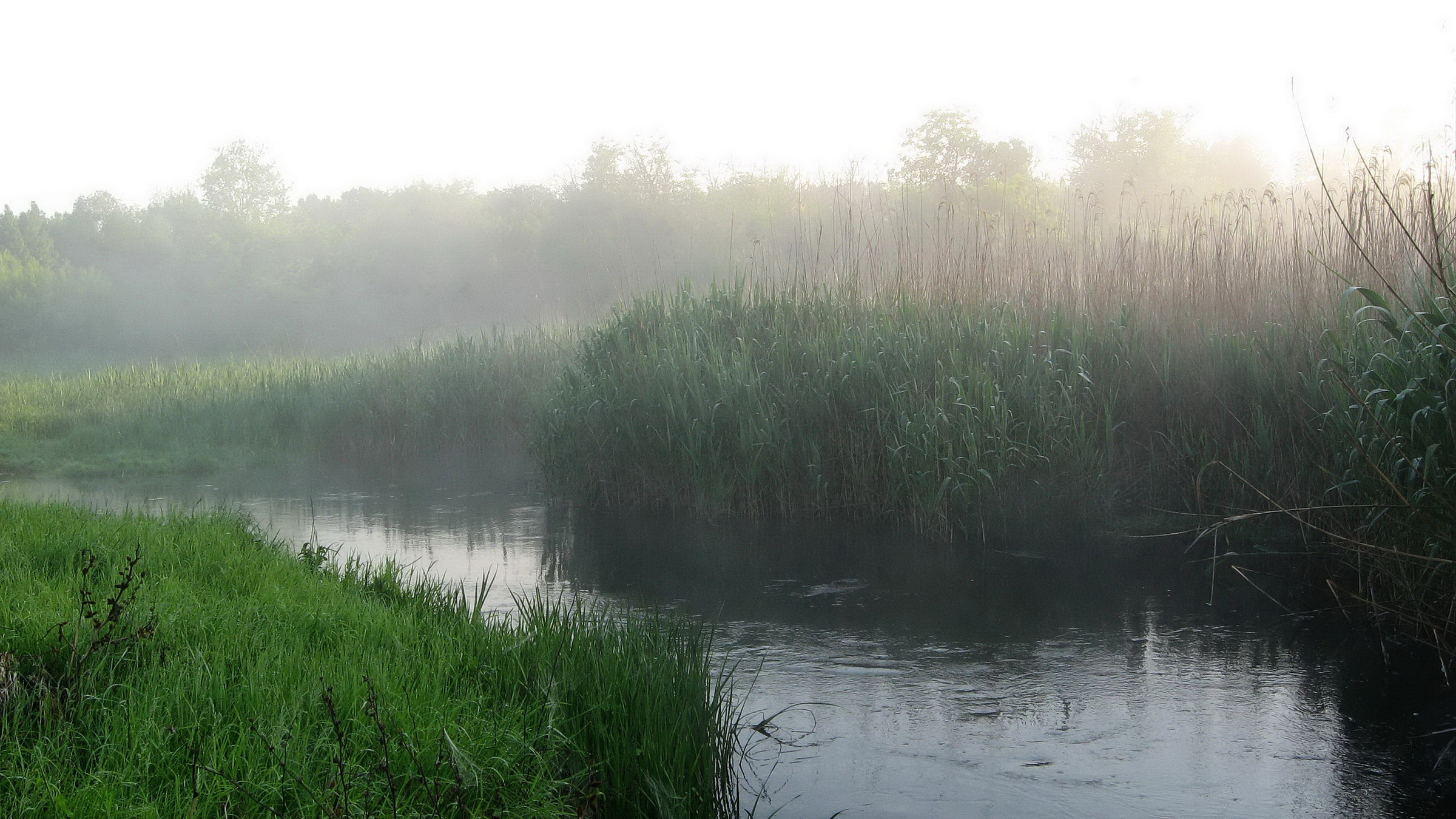
Ранок у Кінських плавнях

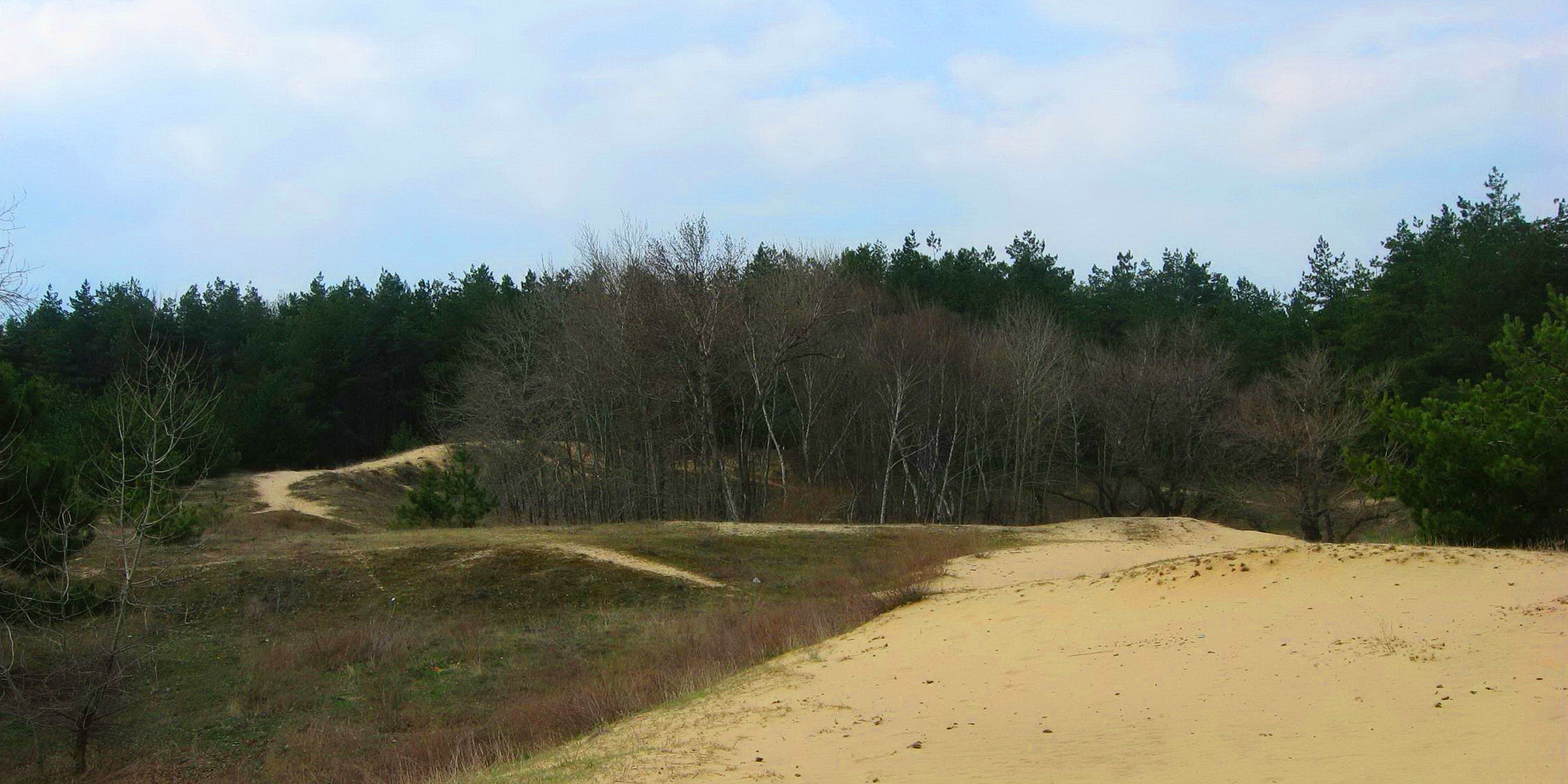
Водянські кучугури

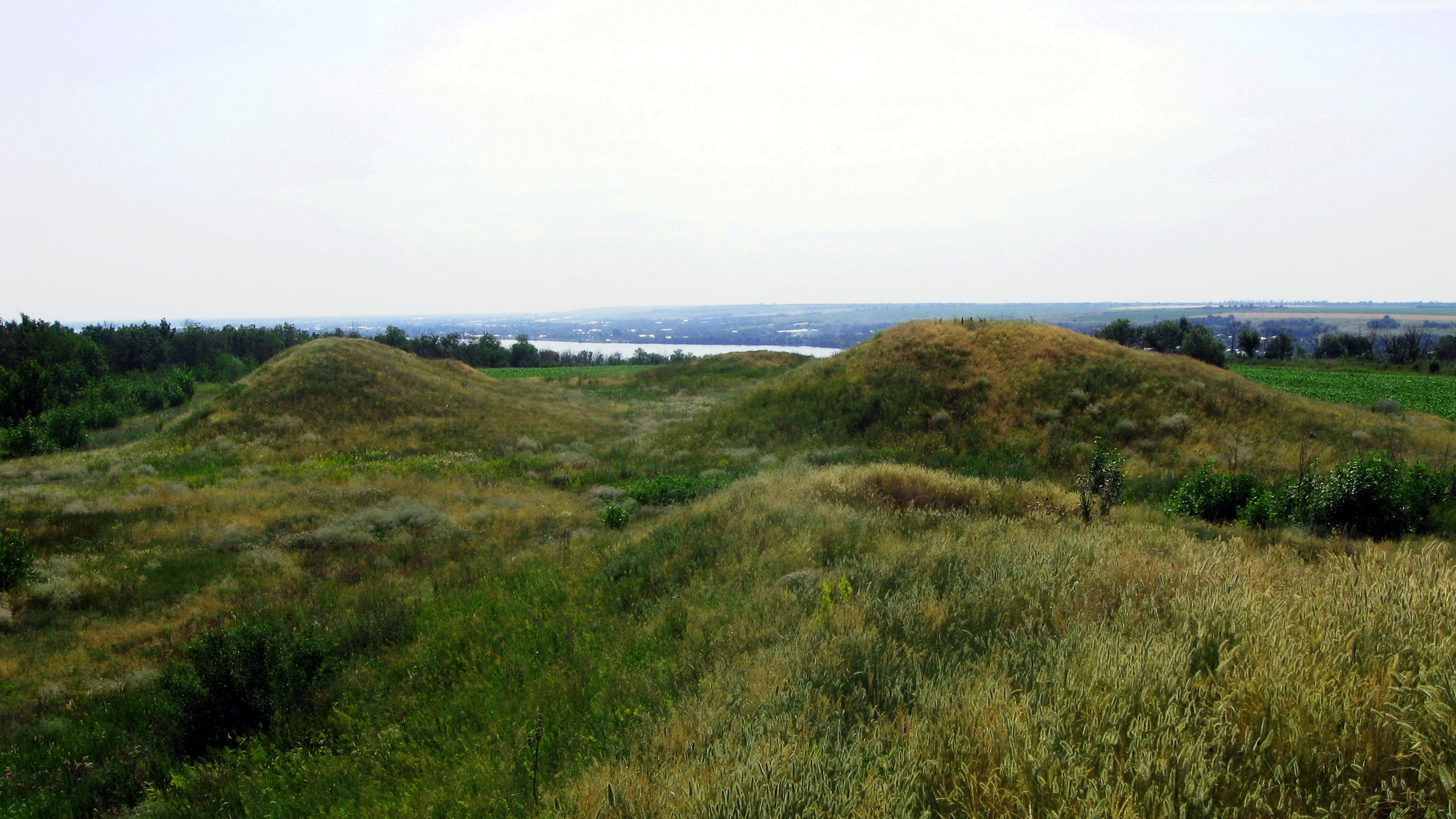
Мамай-гора

Територія області займає середню частину краю від долини Дніпра до Приазовської височини в основному в басейнах річок Кінська і Мокрі Яли. Більша частина області знаходиться в межах зниженої ділянки Українського кристалічного щита (Кінсько-Ялинська западина), де відслонюються палеогенові й неогенові осадові відклади, які перекриті антропогеновими лесоподібними суглинками, безпосередньо сформованими під впливом талих вод Дніпровського льодовика, що доходив до північно-західних границь області. Частина області, що знаходиться поблизу Дніпра та Приазовського масиву, відрізняється відслоненнями докембрійських кристалічних порід.
Формування сучасних ландшафтів відбувалось в умовах віддалених базисів ерозії при відносних перевищеннях 100—160 м і густої долинно-балкової мережі. Тому в рельєфі області значну роль відіграють річкові тераси, балки та яри, а міждолинні території являють собою хвилясту лесову рівнину. Значну частку (близько 22 % території) займають долинно-терасові місцевості, перекриті пізньоантропогеновими лесоподібними суглинками зі звичайними середньогумусовими чорноземами. У долинах добре розвинені широкі борові тераси (арени).
Кінсько-Ялинська низовинна область включає п'ять фізико-географічних районів: Синельніківсько-Вільнянський, Вовчансько-Нижньогайчурський, Кам’янсько-Дніпровсько-Енергодарський, Дніпровсько-Кінський і Середньогайчурсько-Кашлагацький.

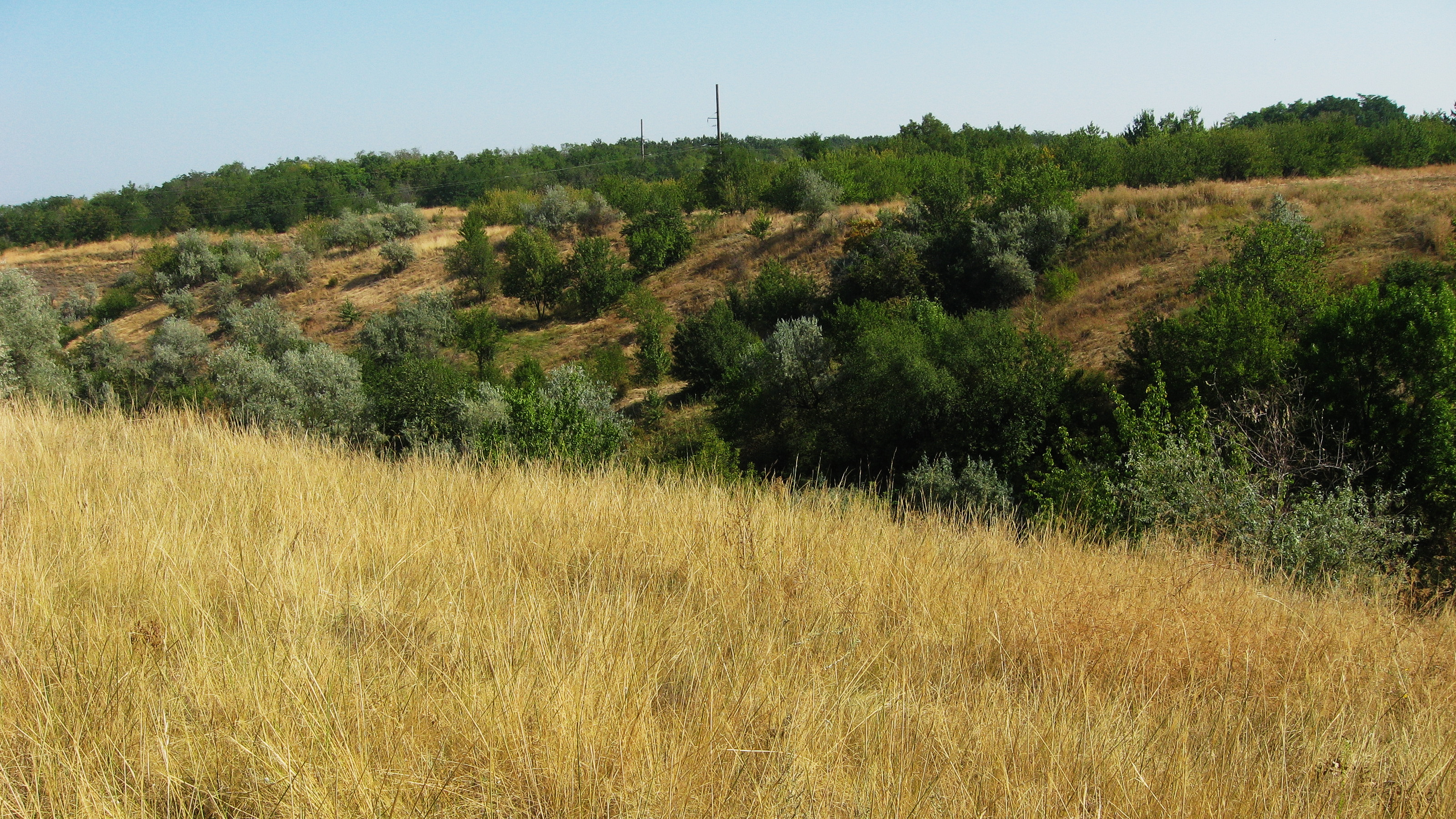
Балка Басанька. Василівський район
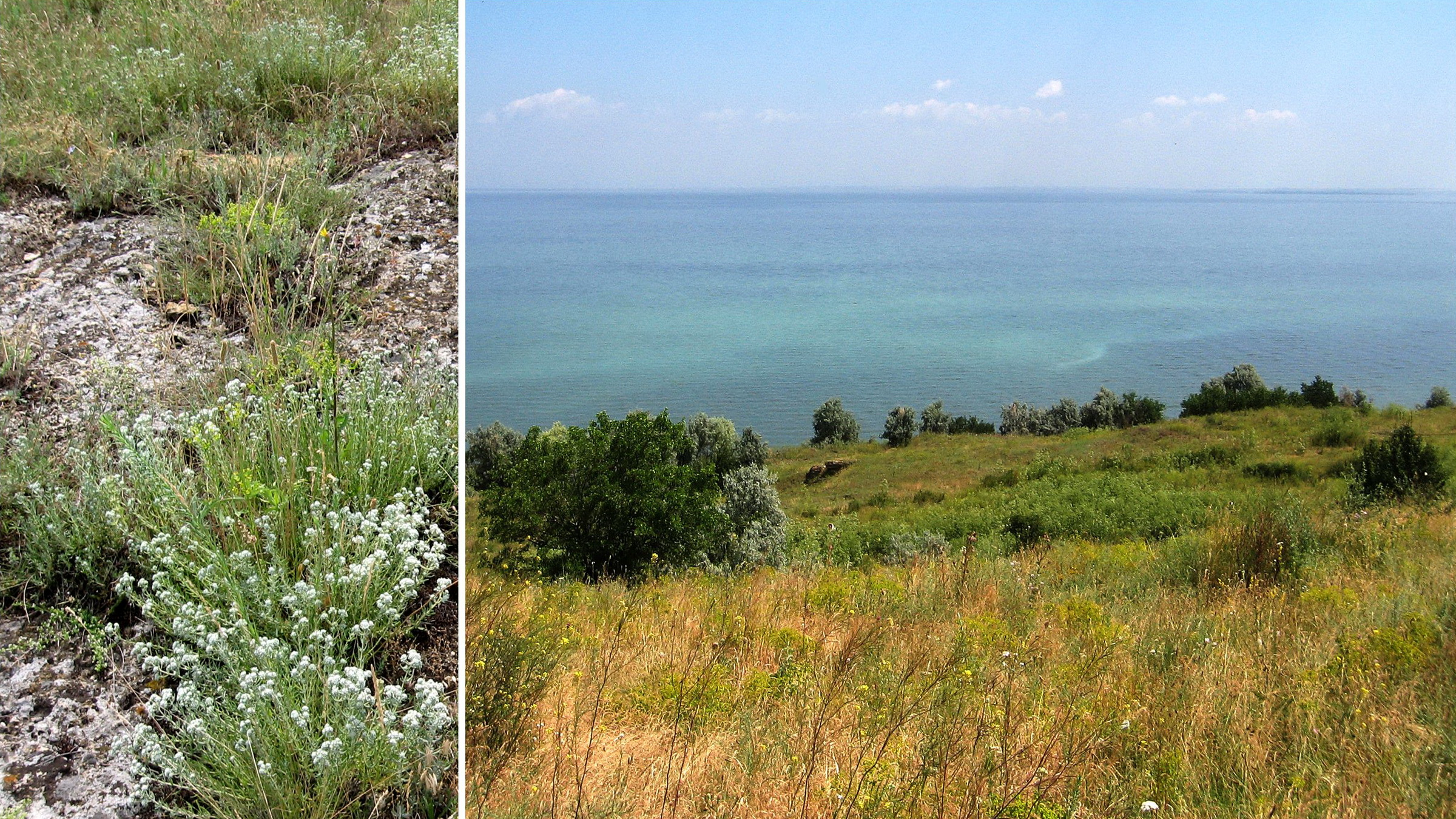
Урочище Скельки. НПП «Великий Луг»
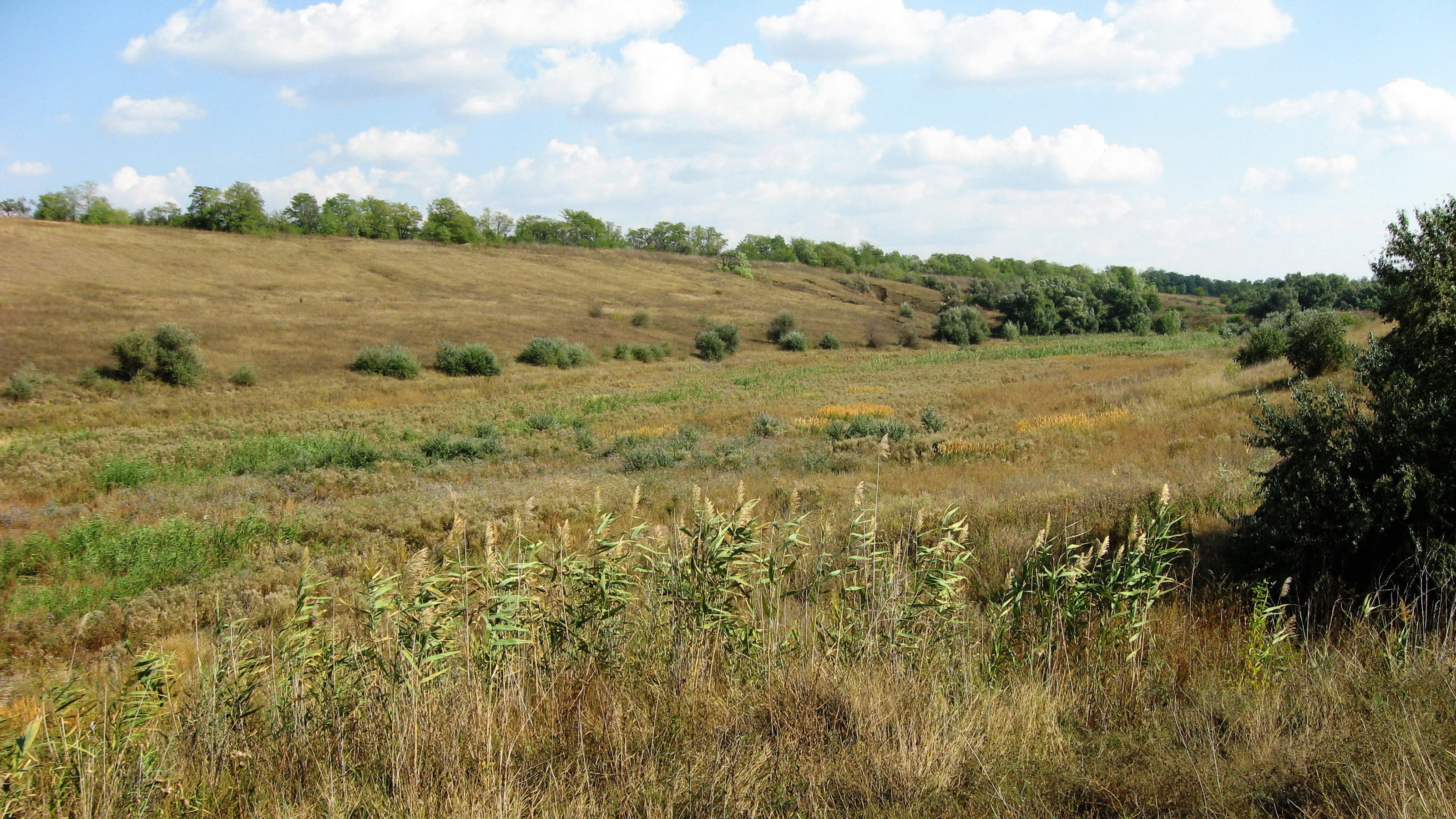
Балка Маячка. НПП «Великий Луг»
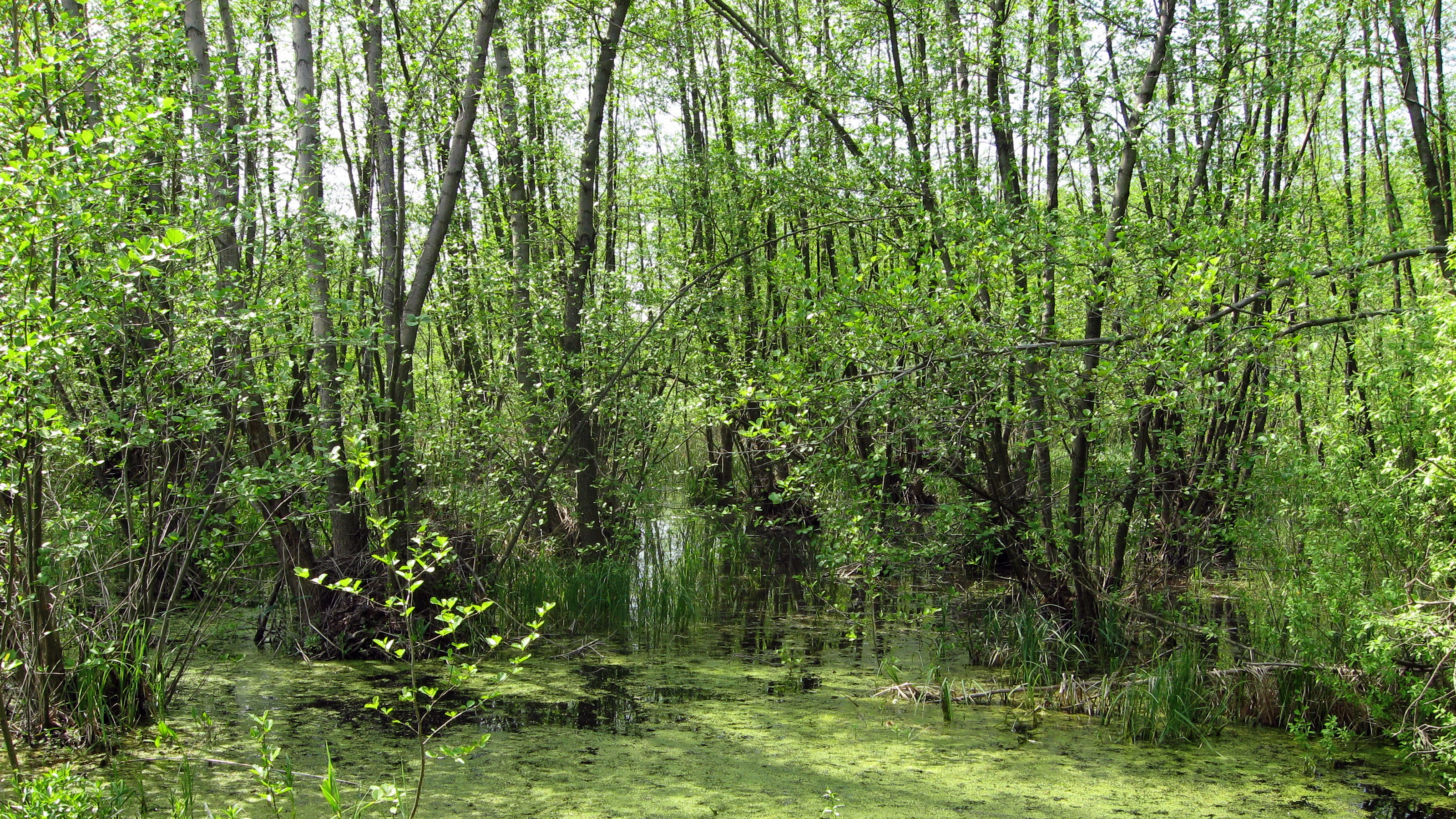
Чорновільшанник. Запорізьке Придніпров'я
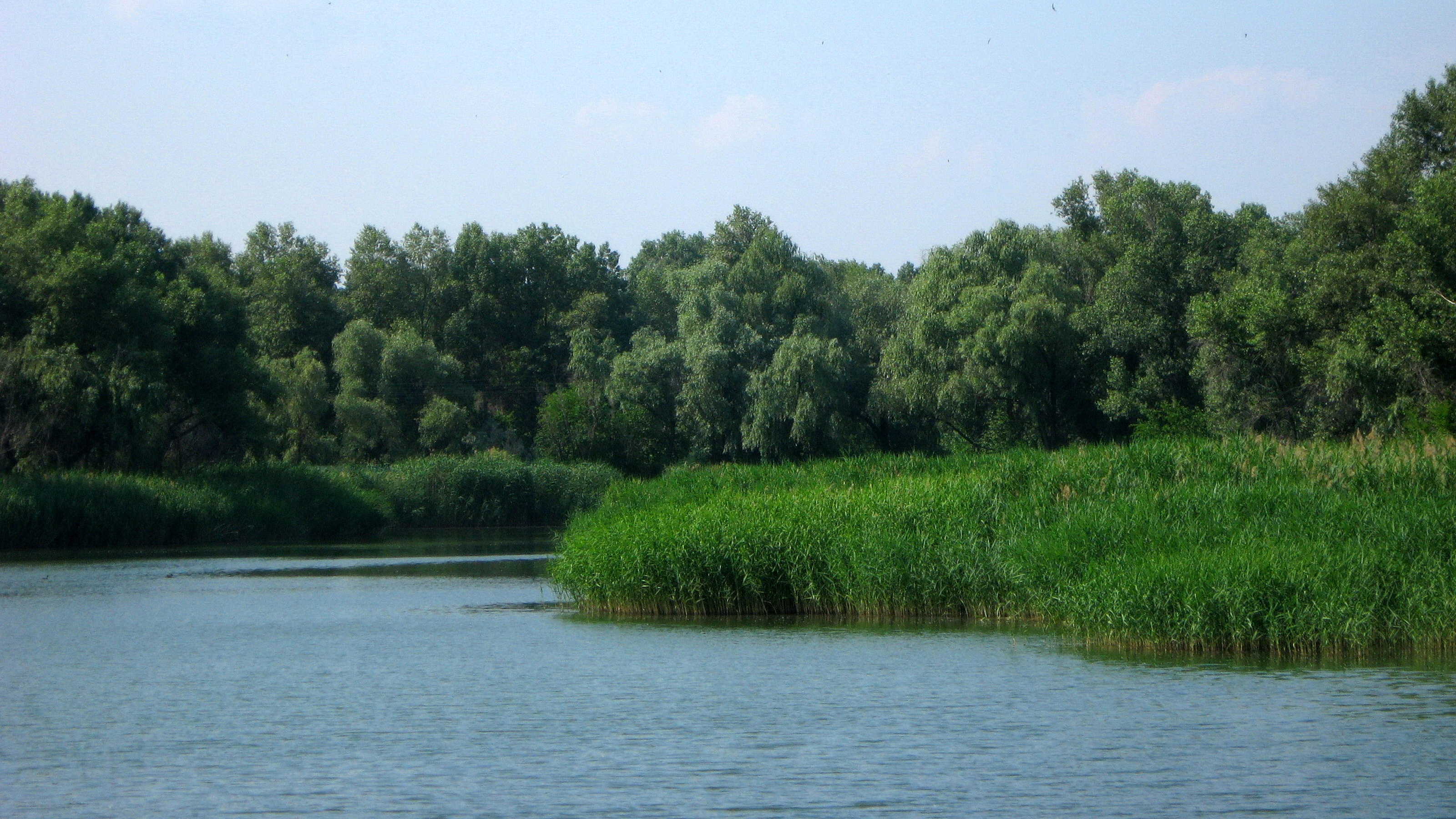
Кам'янсько-Дніпровські плавні

Приазовська височинна область

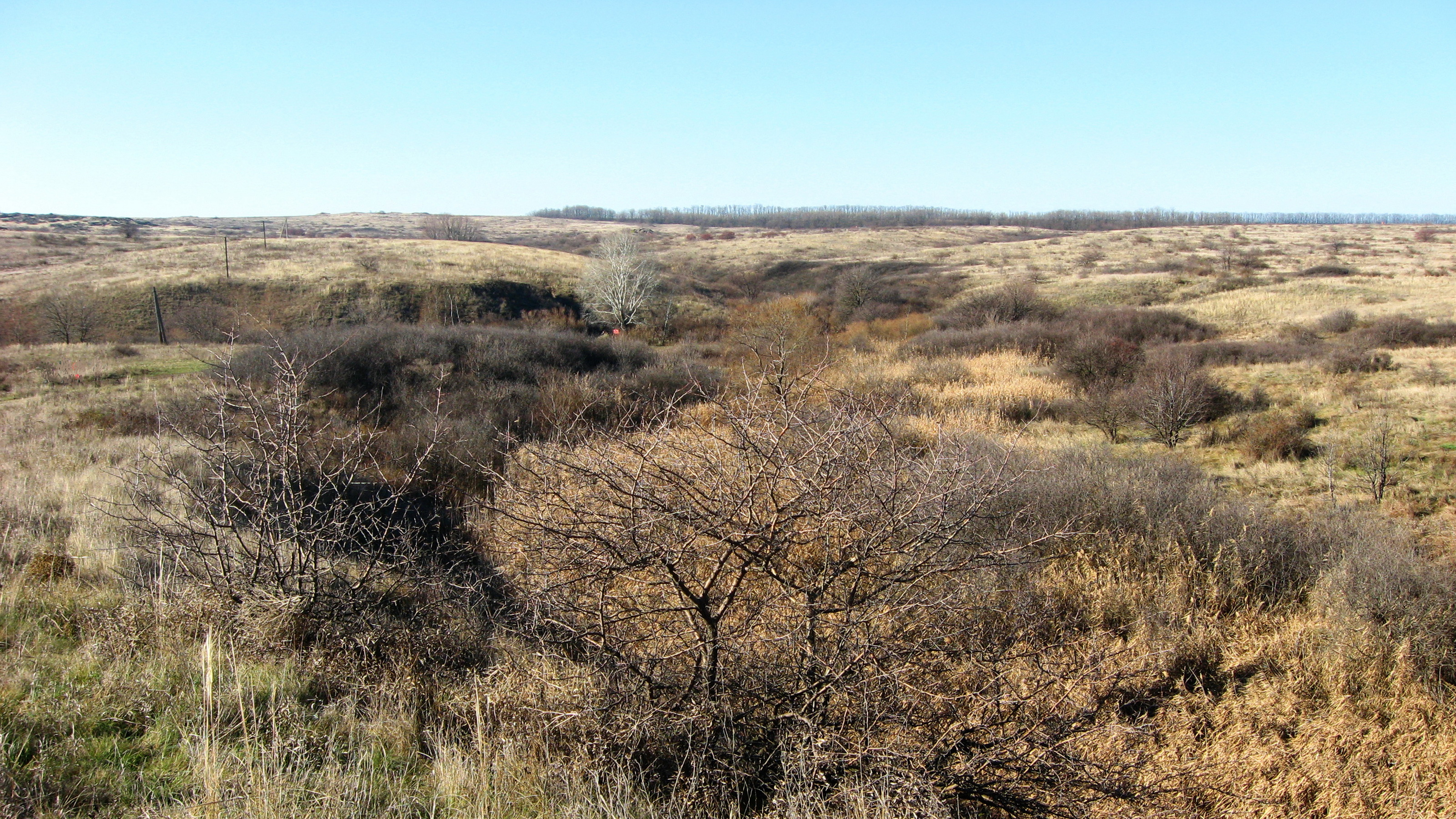
Приазовська височина. У верхів'ях р. Каратиш

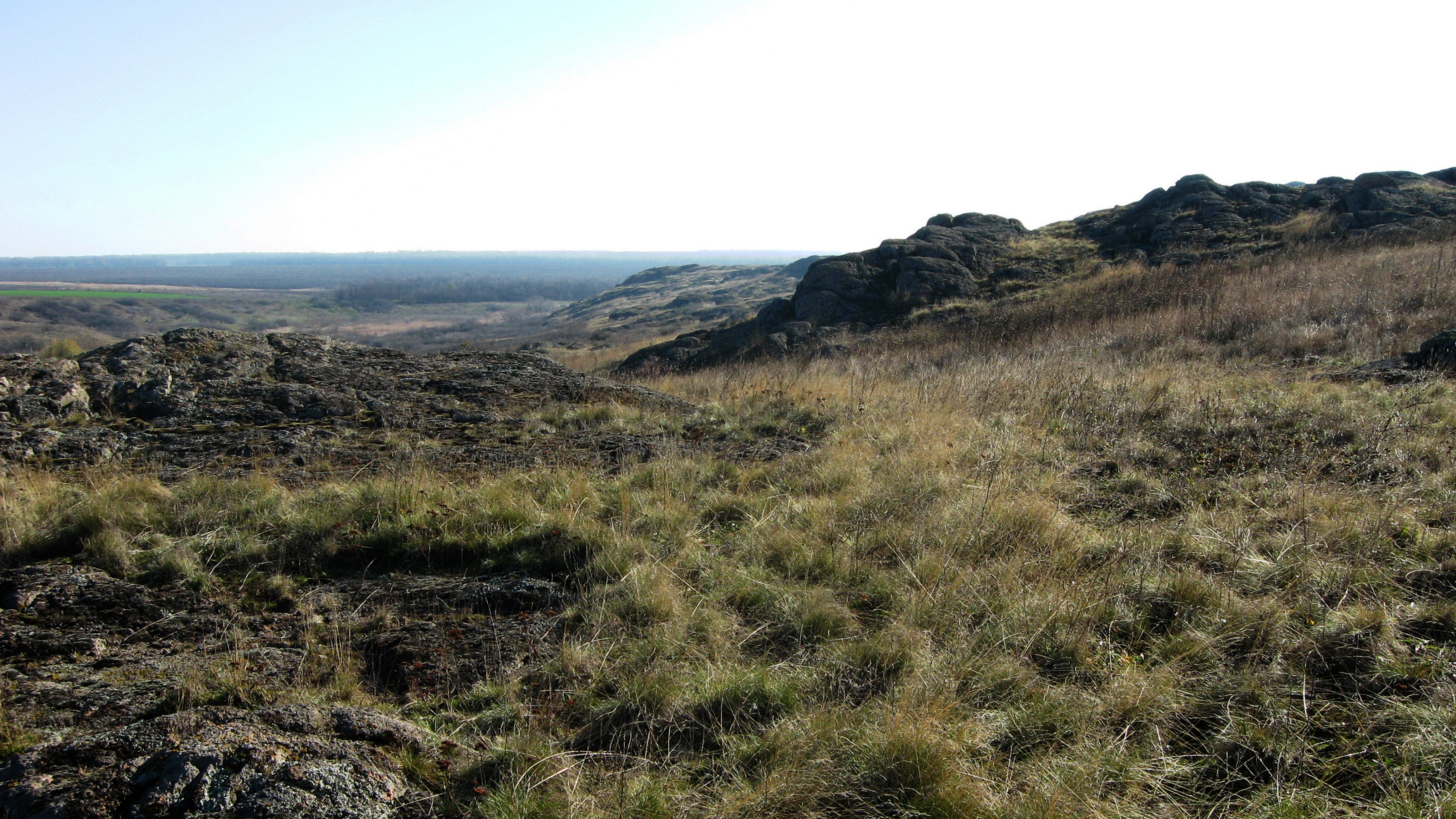
Природний заповідник «Кам'яні Могили»

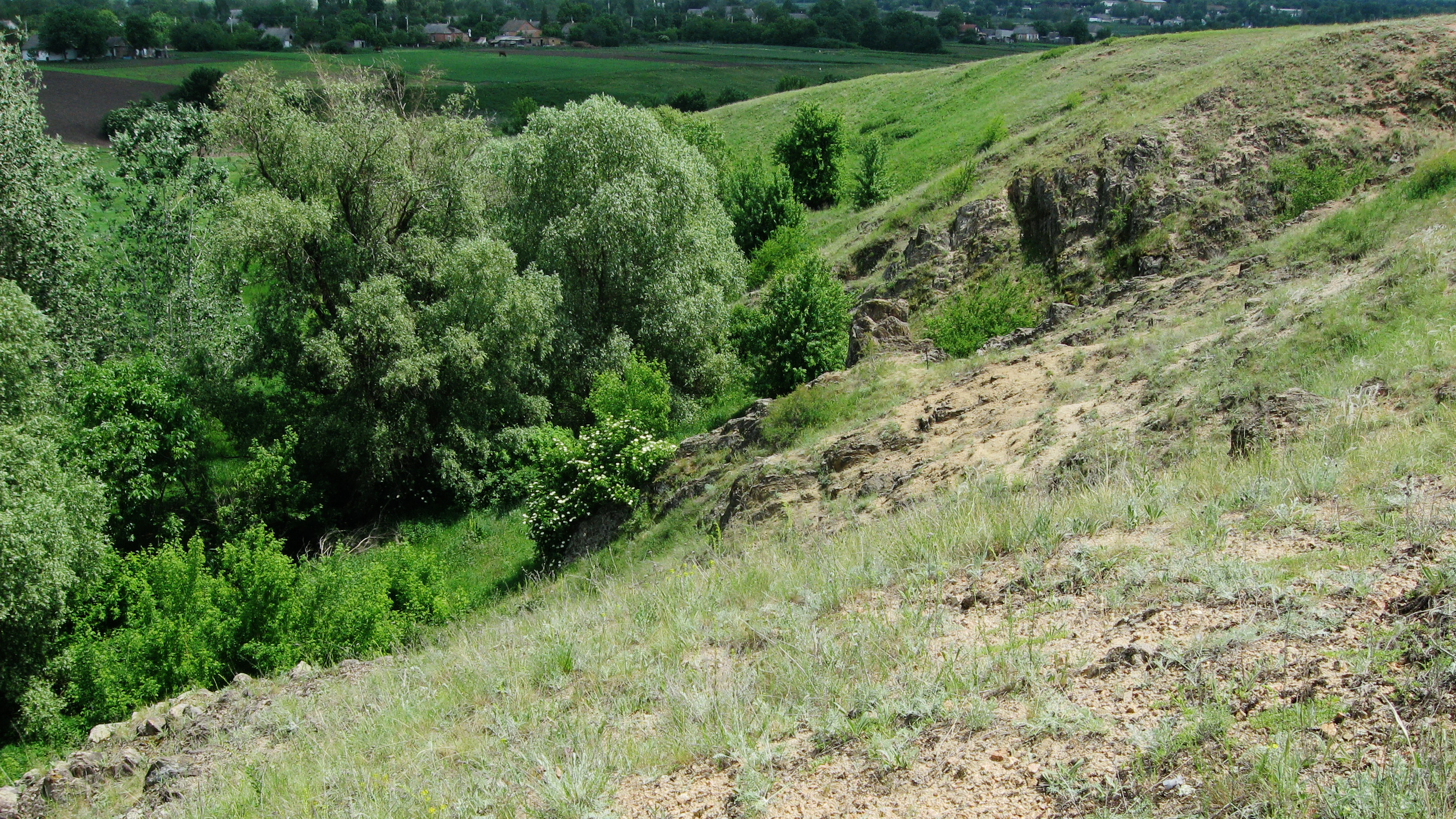
В долині р.Токмак

Область займає Приазовську височину. Тут докембрійські граніти, гнейси, магматити, сієніти, базальти високо підняті й відслонюються не тільки по річкових долинах, а й на вододільних просторах. За характером рельєфу це структурно-денудаційна височина з окремими останцями і пасмами, складеними докембрійськими породами. На більшій частині території на них залягають антропогенні відклади. Тільки на схилах височини, зокрема південному, зустрічаються неогенові вапняки і піщано-глинисті відклади. Серед антропогенних відкладів найбільш поширені лесоподібні суглинки. Панівні абсолютні висоти — 200—250 м, а максимальна сягає 324 м (Бельмак-Могила). Виділяються в рельєфі також денудаційні останці — могили Корсак, Темрюк. Річкові долини (річки Берда, Кільтиччя, Обитічна, Токмак) глибокі й вузькі, значно розвинуті балки і яри.
Серед ґрунтів найбільш поширені звичайні чорноземи, зустрічаються також південні чорноземи. У багатьох місцях вони щебенюваті та еродовані. У південно-східній частині області розвинені ґрунти з потужним гумусовим горизонтом, які одержали назву приазовських. В окремих місцях збереглися байрачні ліси і чагарники, різнотравно-типчаково-ковилові степи. Значний розвиток і традиції має полезахисне лісорозведення.
Серед ландшафтних місцевостей найбільші площі (біля 50 % території) займають міждолинні лесові хвилясті рівнини. Значні площі (біля 40%) займають яружно-балкові місцевості. Інші місцевості (останцево-привододільні, делювіально-схилові, придолинно-схилові, терасно-річкові, заплавні тощо) займають відносно незначну частину області.
Приазовська височинна область включає три райони: Чернігівсько-Розівський, Андріївсько-Володарський і Кальчицько-Мирненський.
Приазовська низовинна область
Область простягається вздовж північного узбережжя Азовського моря смугою шириною пересічно 40—100 км, в основному на півдні Донецької і частково на південному сході Запорізької області. Панівні абсолютні висоти — 70—80 м, максимальні — до 120 м. У багатьох місцях низовина обривається до берега моря крутим уступом. У геологічній будові важлива роль належить неогеновим вапнякам, піскам і глинам. Частина низовини являє собою давню морську терасу. Поверхня низовини  розчленована долинами степових річок. Материнськими породами для ґрунтів області є переважно лесоподібні суглинки. Тут поширені звичайні малогумусні чорноземи, а в річкових долинах лучно-болотні ґрунти.
Найбільші площі (понад 50 % території) займають приводороздільні місцевості міжрічкових лесових рівнин на неогеновій основі та ерозійно-балкові місцевості (до 25 %).

### Середньостепова підзона

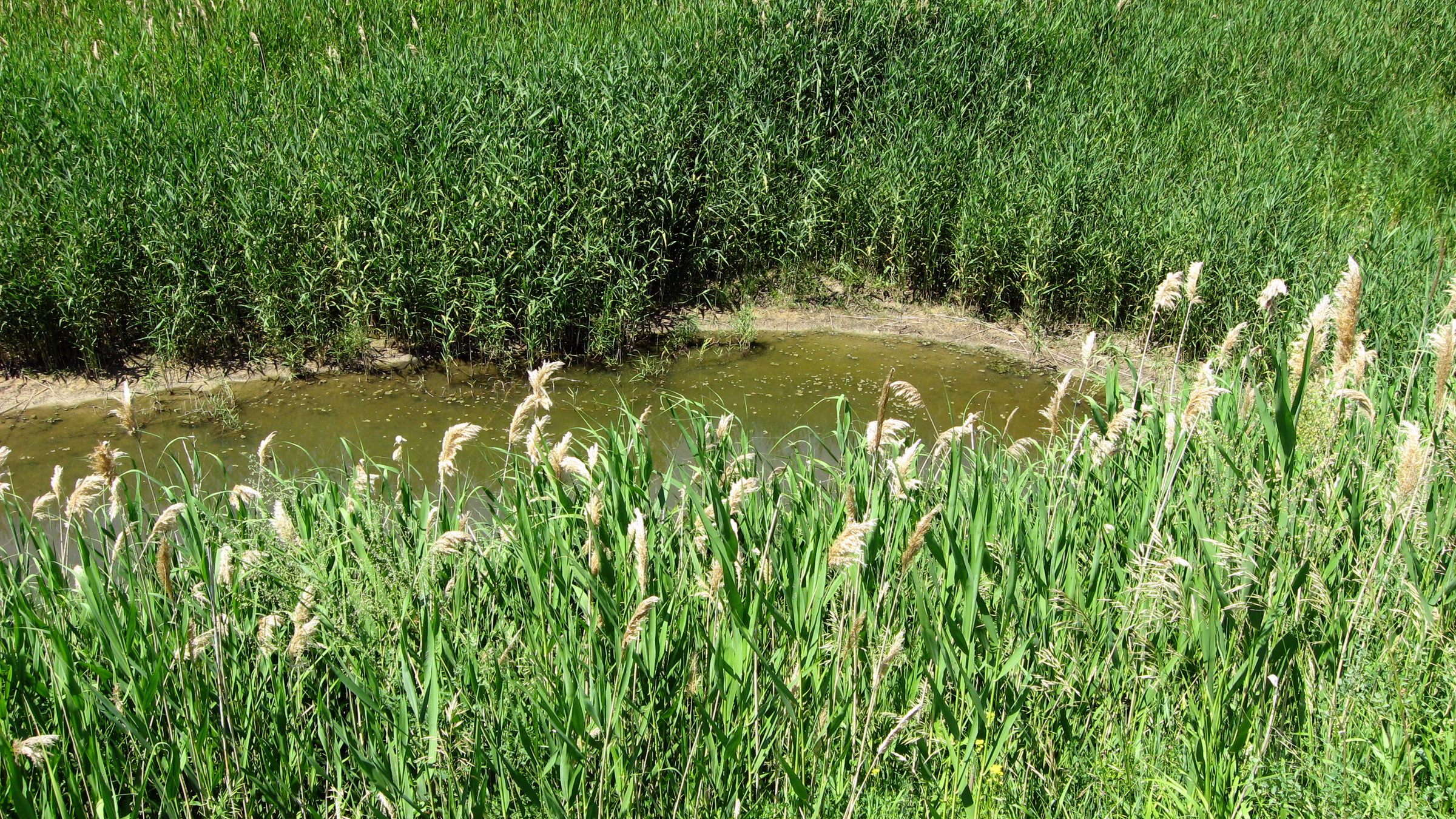
Степовий под

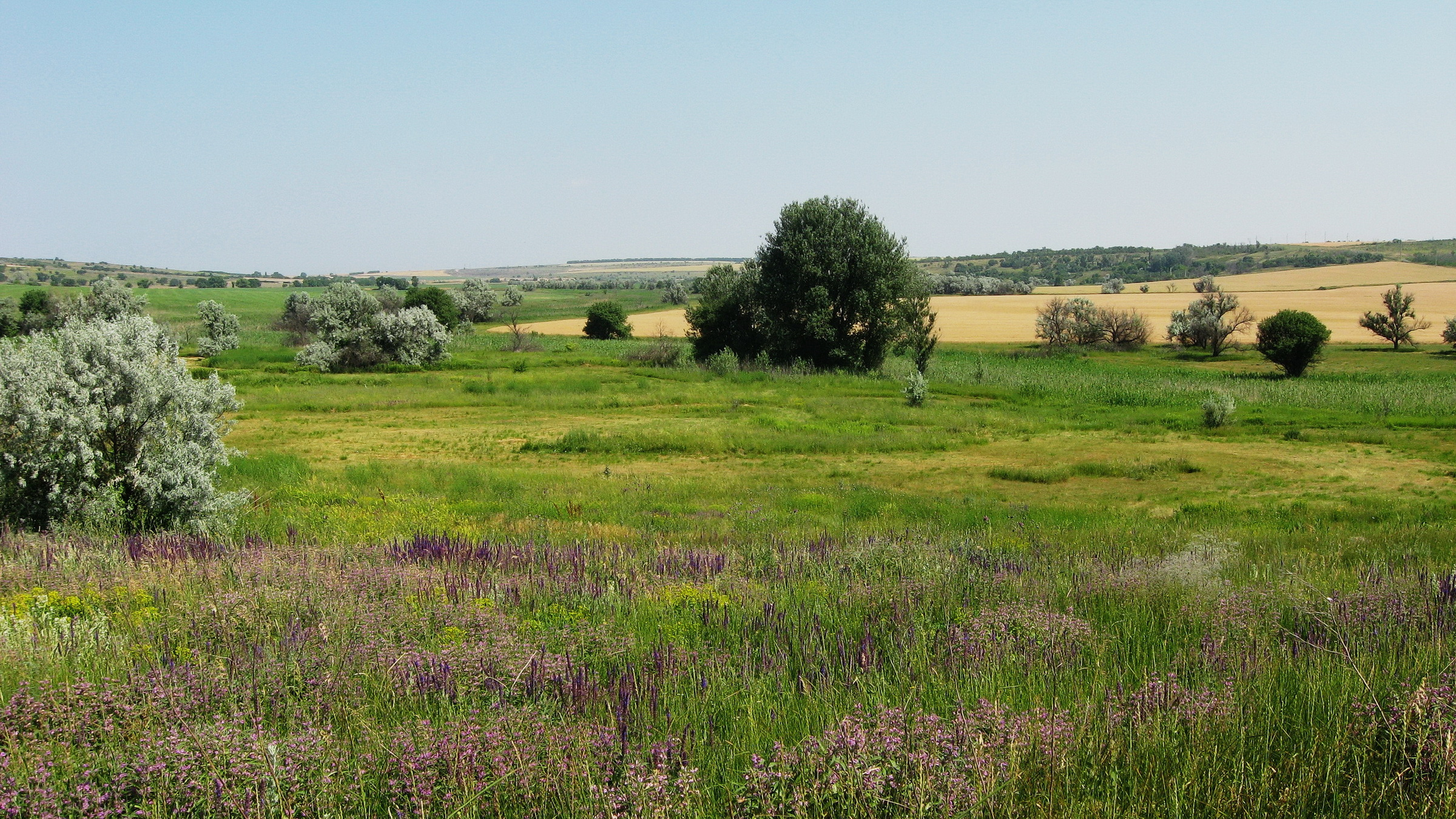
В долині р. Велика Білозерка

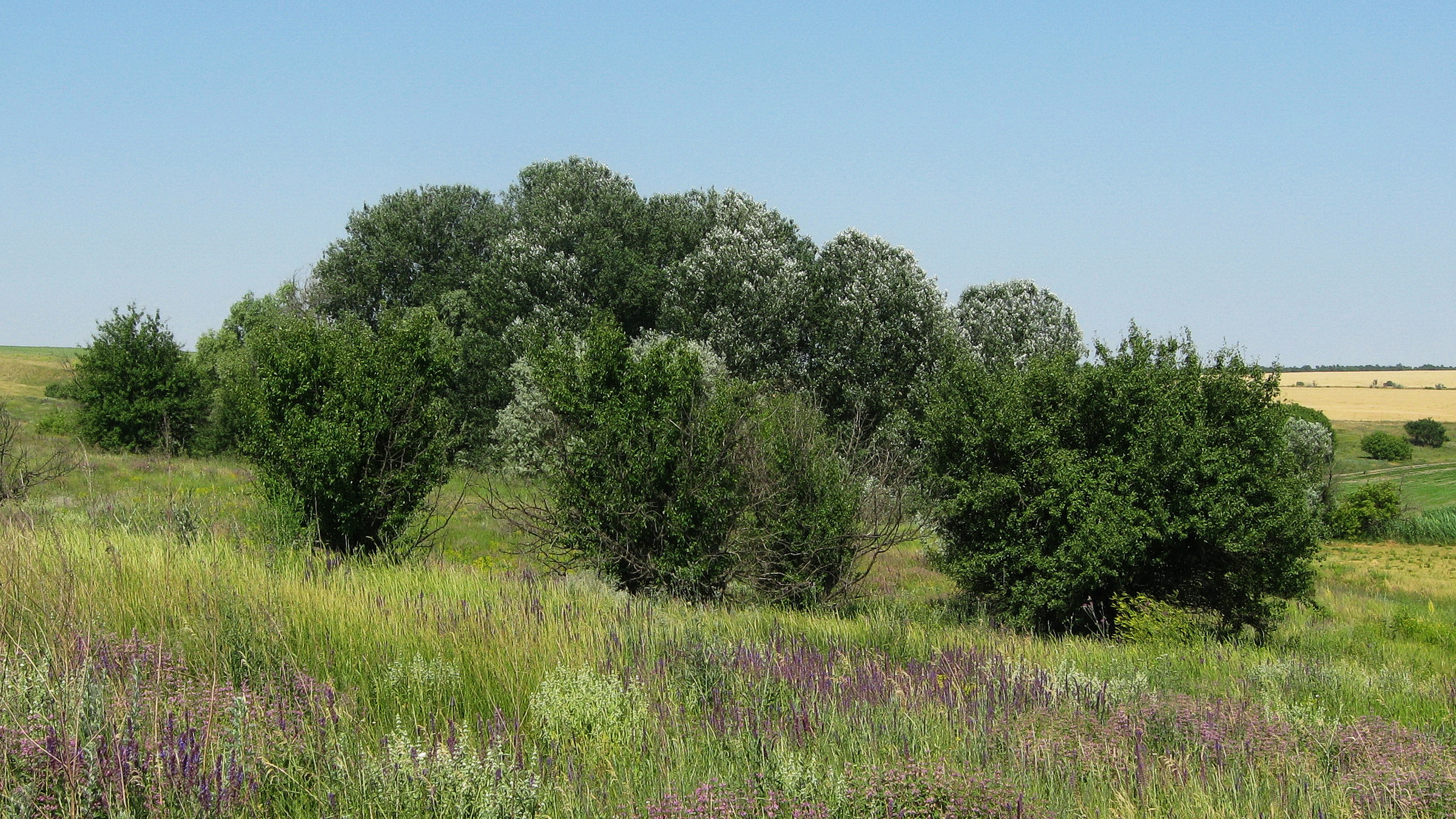
Вербовий осокорняк в долині Великої Білозерки

Середньостепова підзона характеризується менш сприятливим співвідношенням тепла й вологи, ніж Північно-степова. Опадів тут випадає на 40—50 мм менше, а випаровуваність вище. У цих умовах, що склалися в голоцені, сформувалася переважно типчаково-ковилова рослинність, в основному з ксерофітним різнотрав’ям. З цієї ж причини більш рідкісними є байрачні ліси та чагарники.
З дефіцитом вологи, меншою продуктивністю рослинності й більше інтенсивною мінералізацією органічних залишків зв'язані головні особливості підзональних ґрунтів — південних чорноземів: вони неглибокі, малогумусні, але проте високоплодючі. Північною границею підзони є лінія суцільного поширення південних чорноземів, південна границя проходить по контакті південних чорноземів з темно-каштановими ґрунтами.
У межах підзони переважають ландшафти середньостепового підтипу з порівняно однорідною ландшафтною структурою. Регіональні відмінності пов'язані з наявністю схилово-височинних і низовинних ландшафтів, їх долинним та яружно-балковим розчленуванням, зміною біокліматичних умов із заходу на схід.
Ландшафтною і геоструктурною природною єдністю зумовлена наявність у Середньостеповій підзоні Причорноморського середньостепового краю.

#### Причорноморський степовий край
Причорноморський степовий край простягається від Дунаю до західних відрогів Приазовської височини й охоплює зовнішню периферійну частину Причорноморської низовини, в тому числі південні райони Запорізької області. У тектонічному відношенні він  відповідає північному крилу однойменної низовини. Мезокайнозойські відклади, якими виповнена Причорноморська низовина, мають моноклінальне падіння на південь. Загальна рівнинність сучасних ландшафтів порушується долинними річок, балками та ярами, степовими подами. Східні і західні піднесені частини краю, її центральна придніпровська частина, особливо правобережна, виділяються значною розчленованістю.

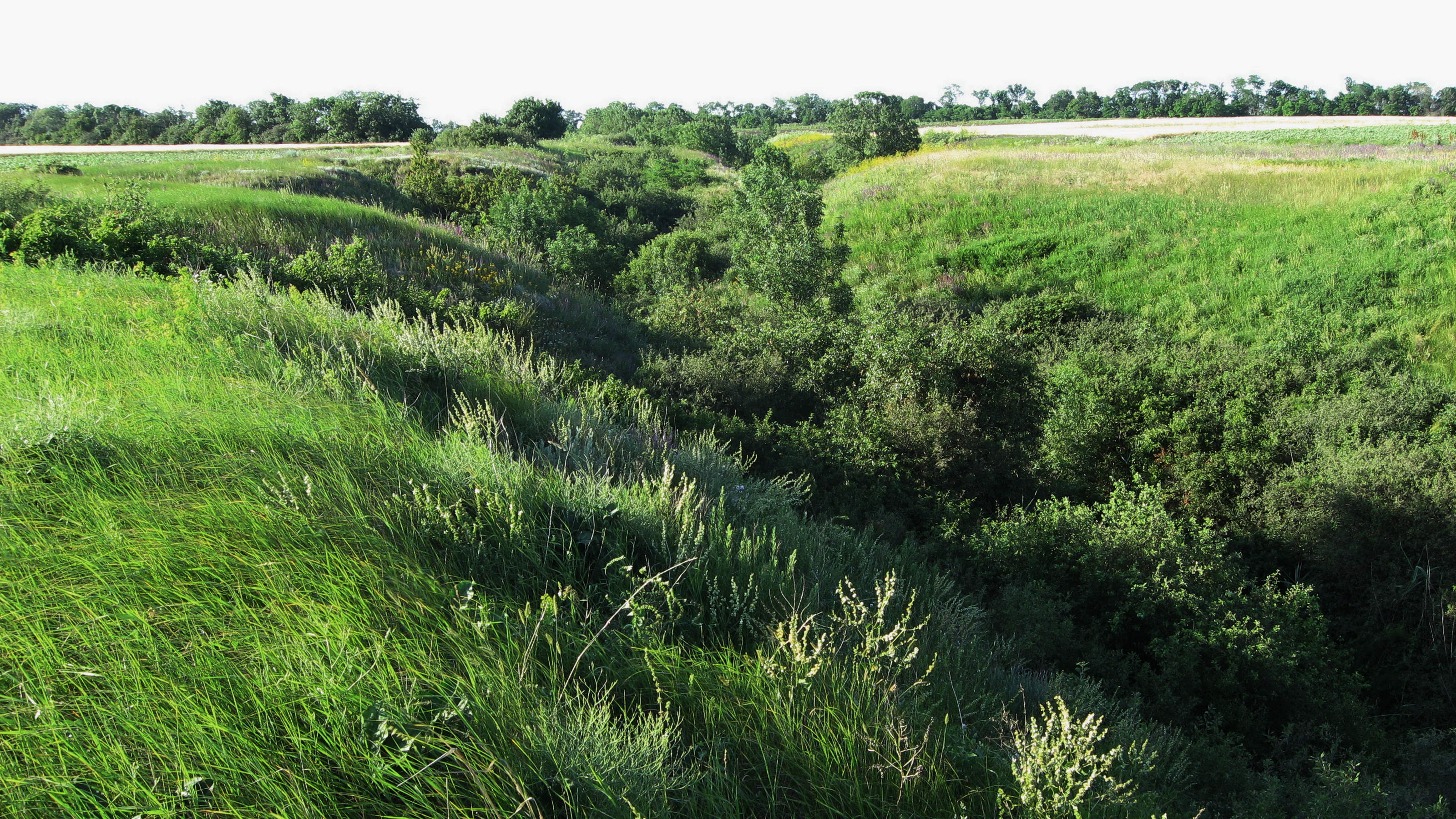
Балка Лисяча. Бердянський район
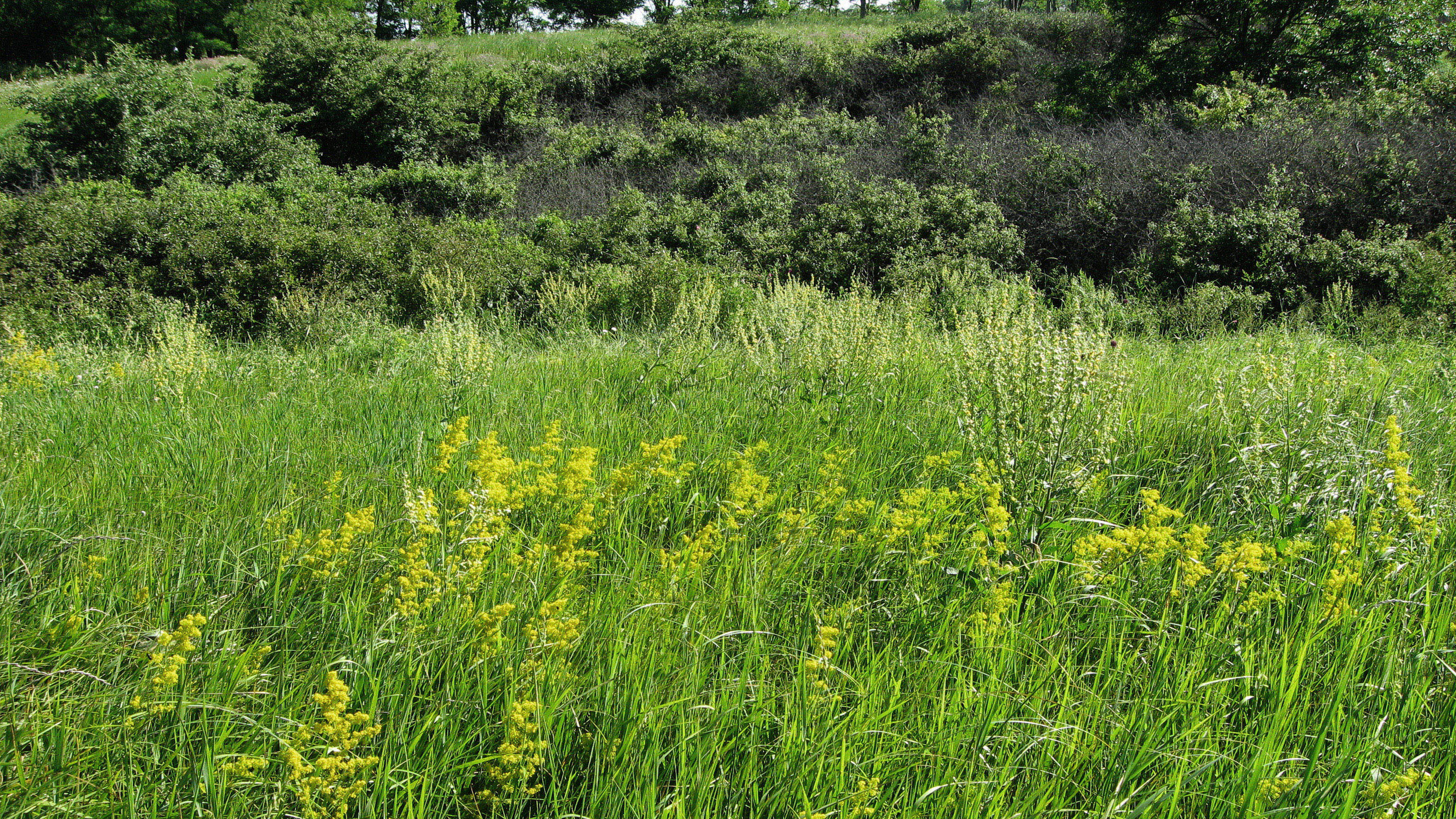
Лучний степ.
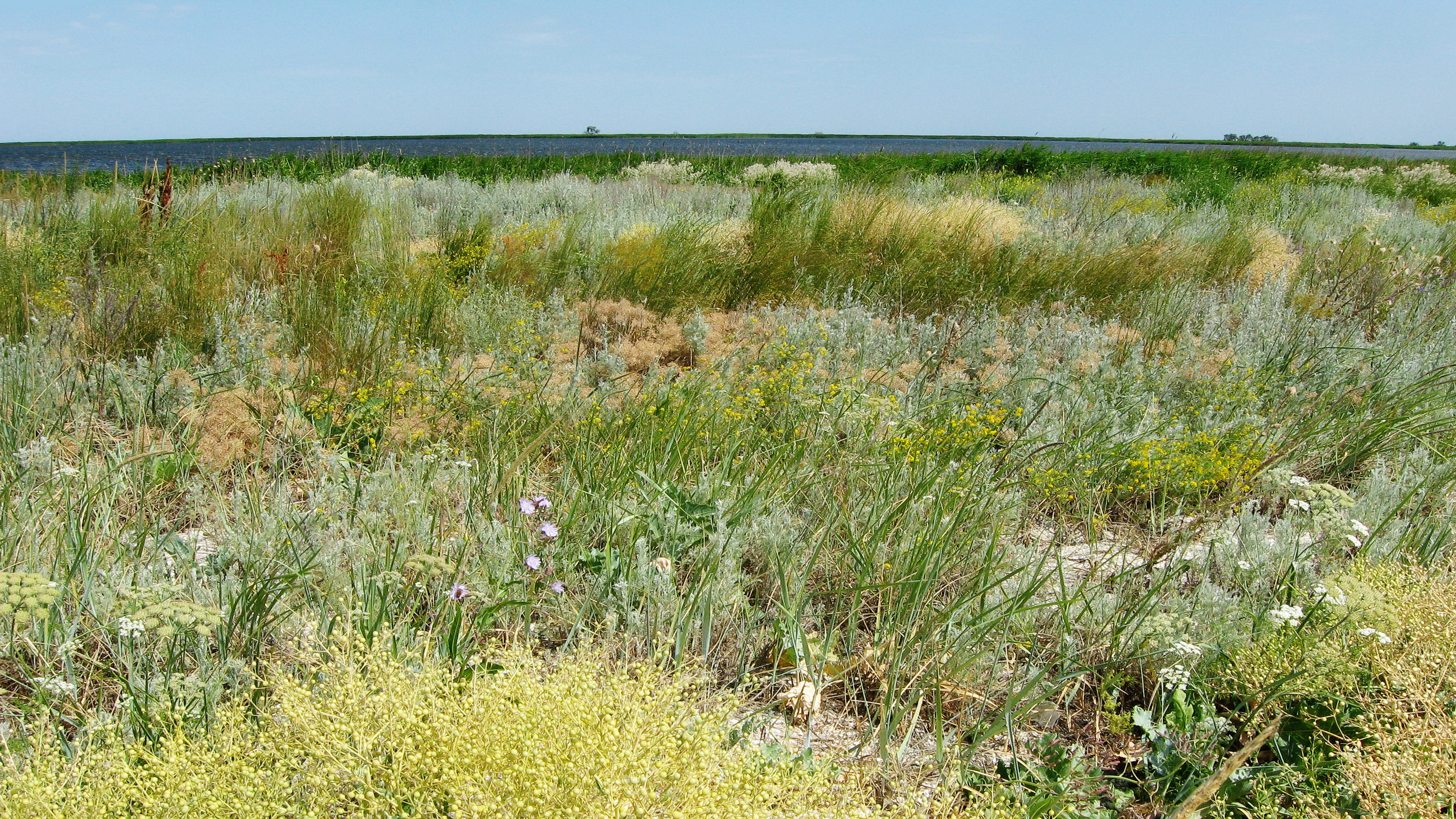
Суха приморська лука
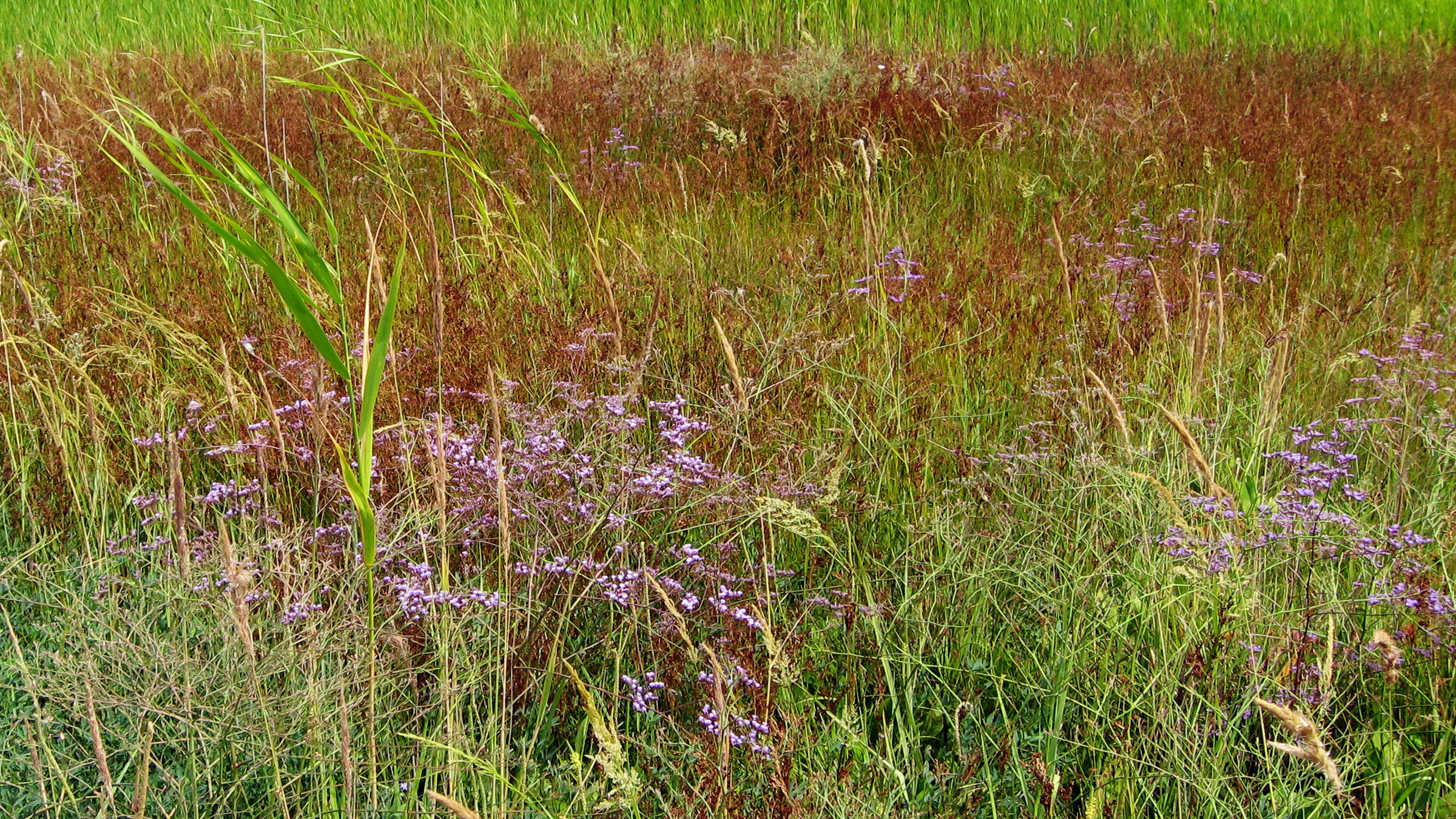
Приморська галофітна лука
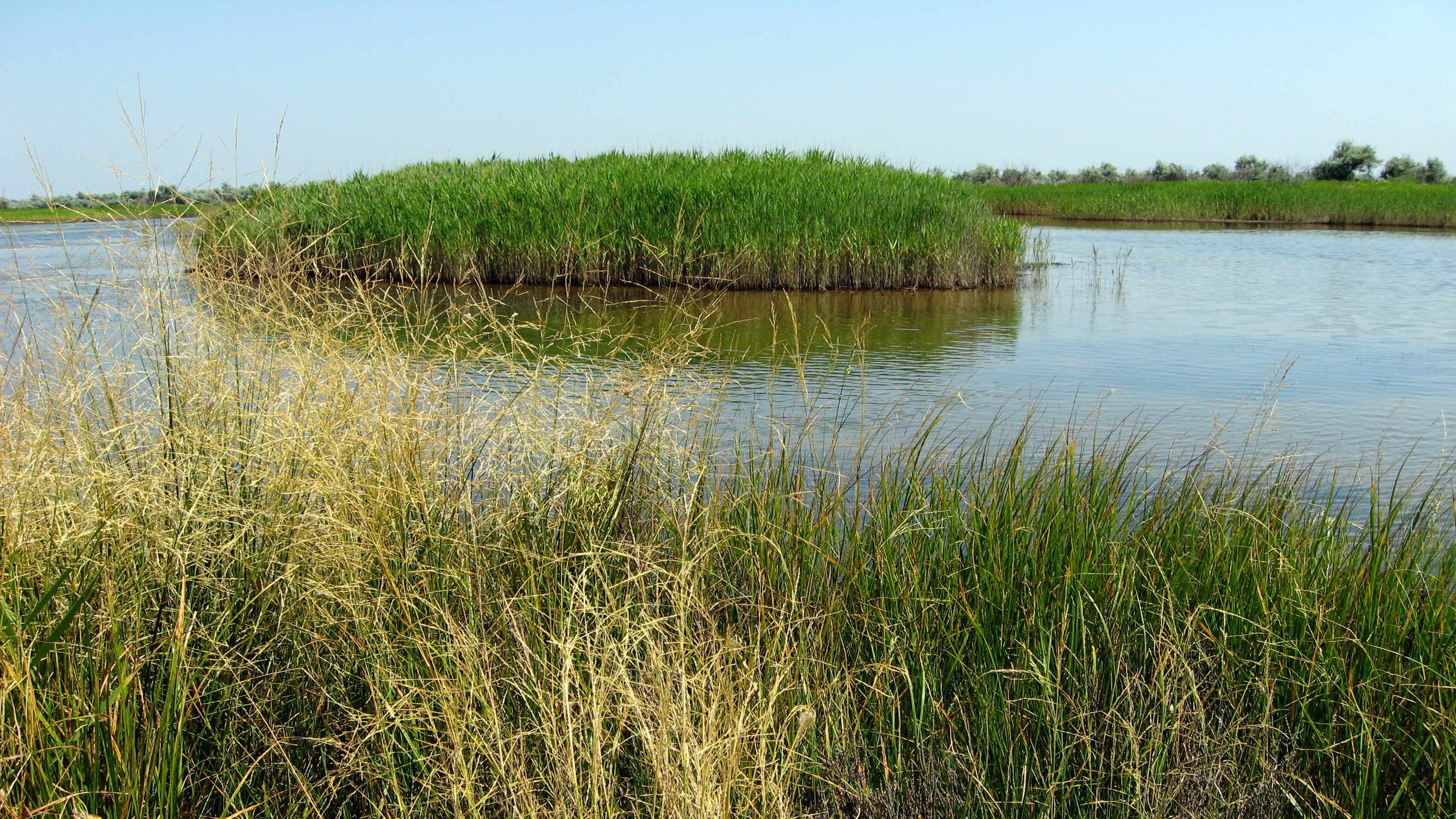
Солоне озеро. Бердянська коса

Порівняно з північно-степовими ландшафтами тут гостріший дефіцит вологи і водночас значніші теплові ресурси. Безморозний період триває в середньому 170—180 днів. Річна сума опадів дорівнює 350—420 мм.
Єдність будови поверхневих форм і відкладень краю, а також однакові кліматичні особливості обумовили високу однорідність ґрунтового покриву. Фонові південні чорноземи місцями остаточно солонцюваті. Залежно від особливостей елементів мезорельєфу й форм мікрорельєфу простежуються їхні трансформації: у зниженнях розвинені лучно-чорноземні ґрунти, у подах — осолоділі, дернові осолоділі ґрунти та глеє-солоді.

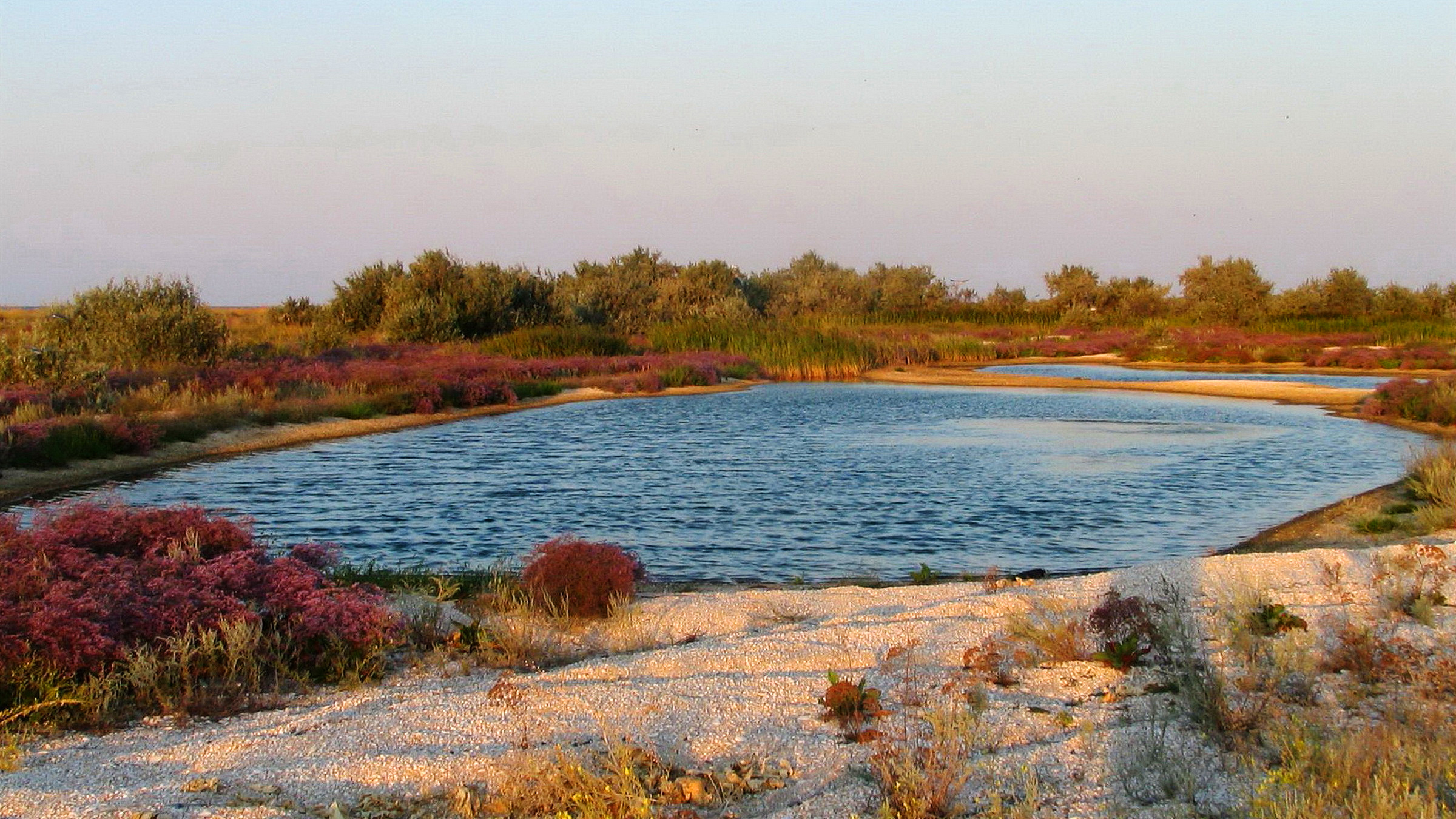
Приморські озера. Обитічна коса
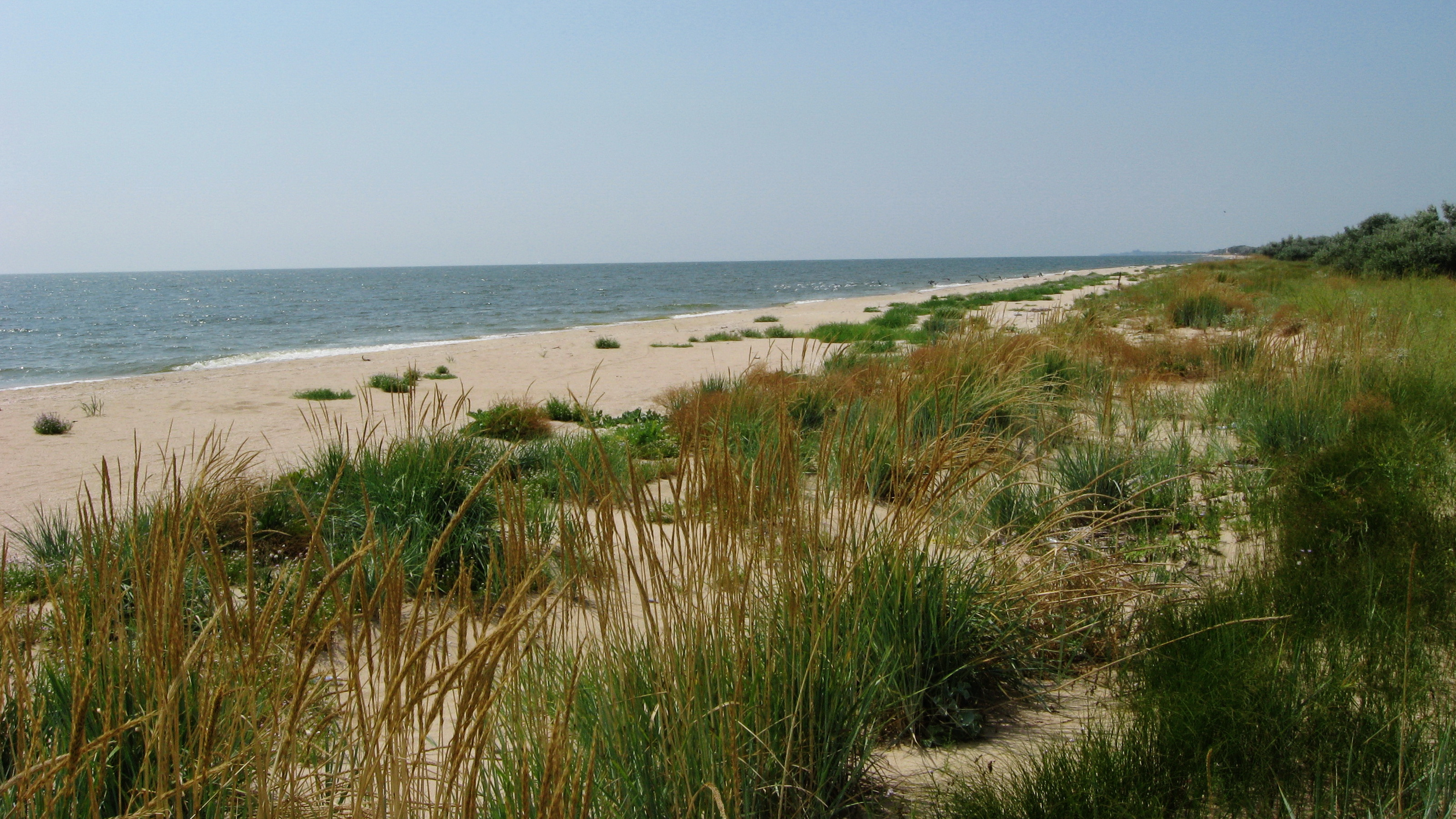
Пляж із галофітною рослинністю
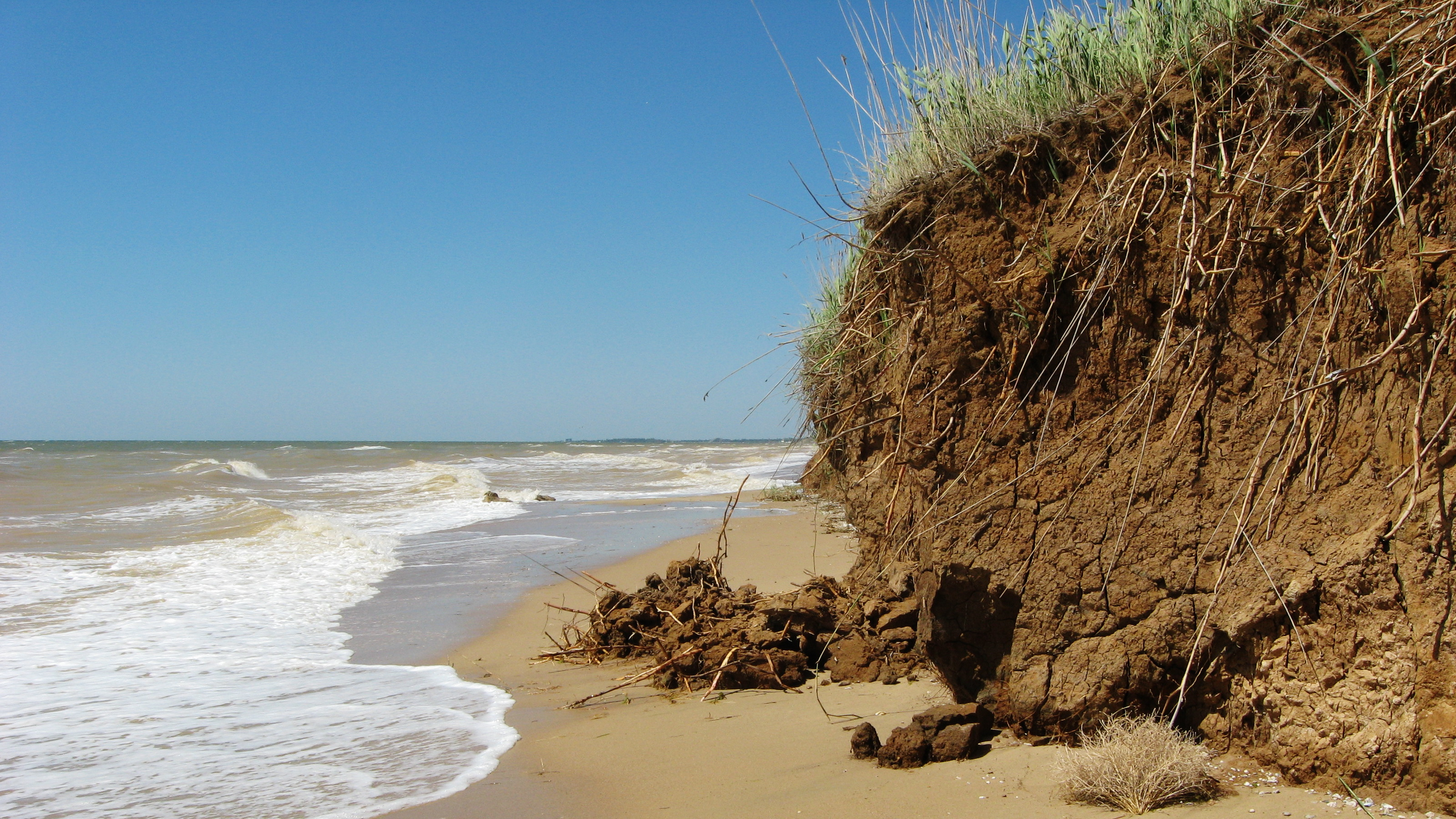
Берегова абразія. Узбережжя Азовського моря
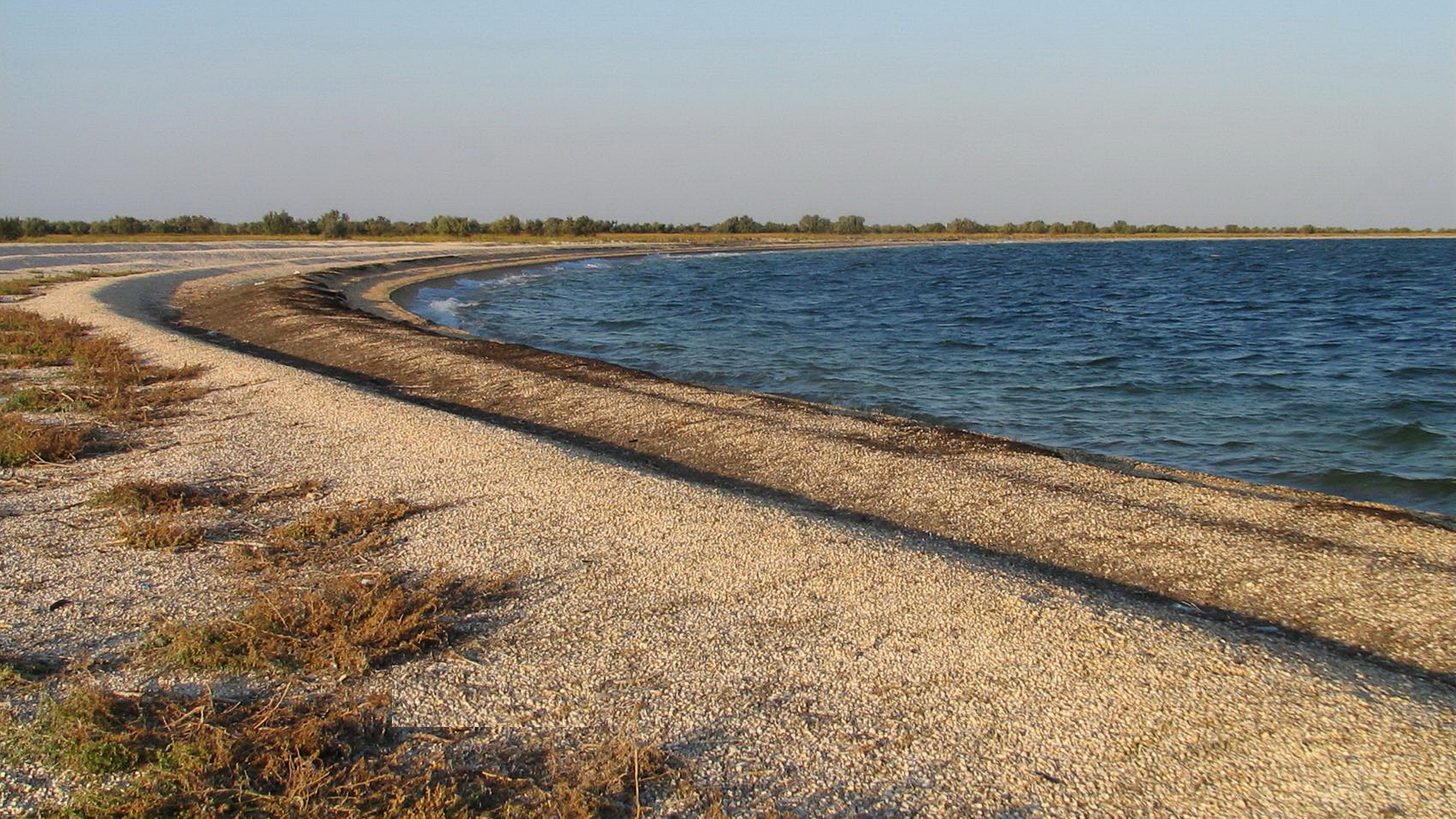
Азовське море. Піщано-черепашкові вали
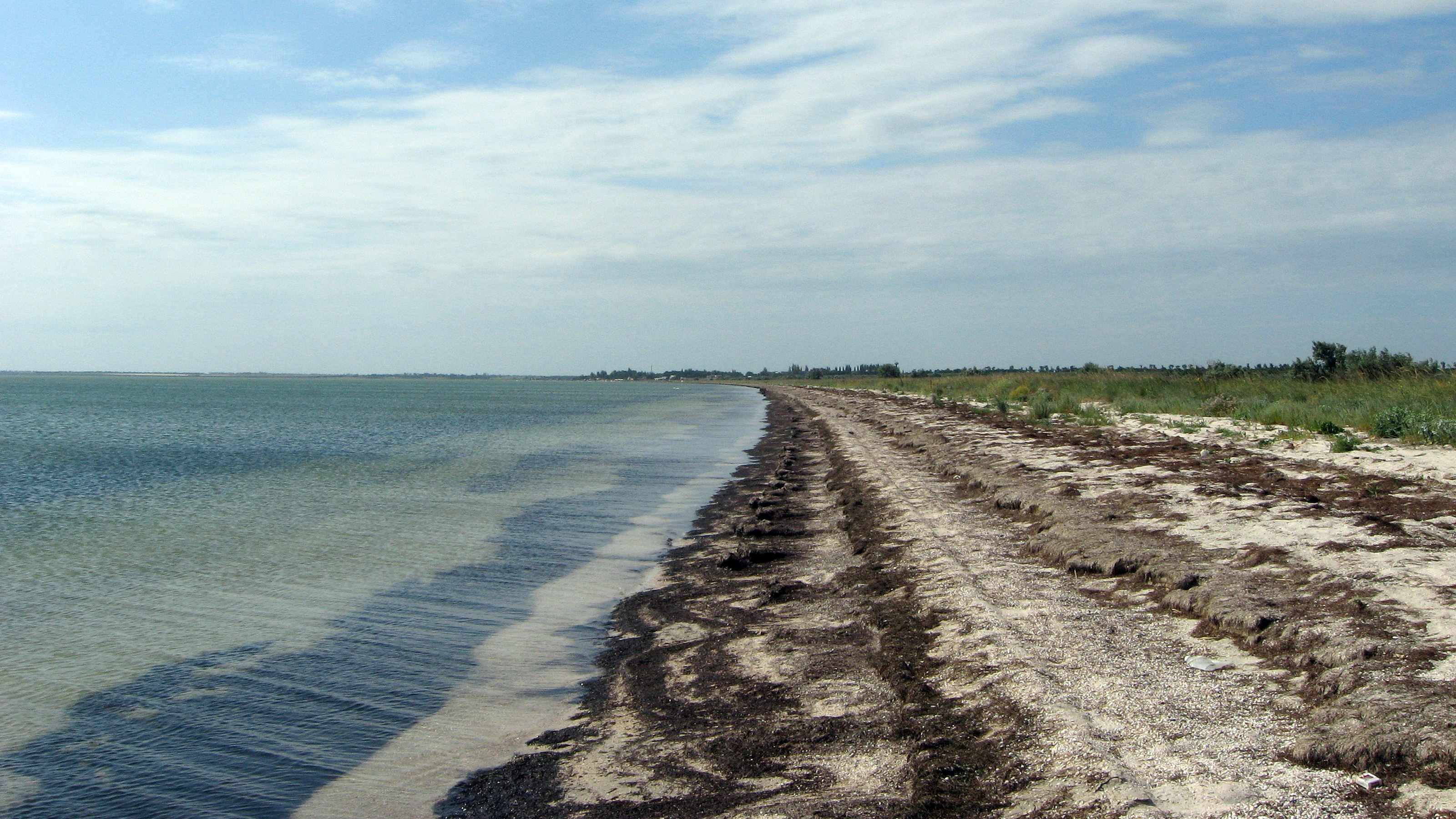
Приморська літоральна рослинність

Територію краю розорано на 75—85 %. У його ландшафтній структурі домінують місцевості зонального підтипу – середньостепові низовинні слабко- і середньодреновані рівнини, з південними чорноземами, переважно сільськогосподарською рослинністю й лісосмугами.

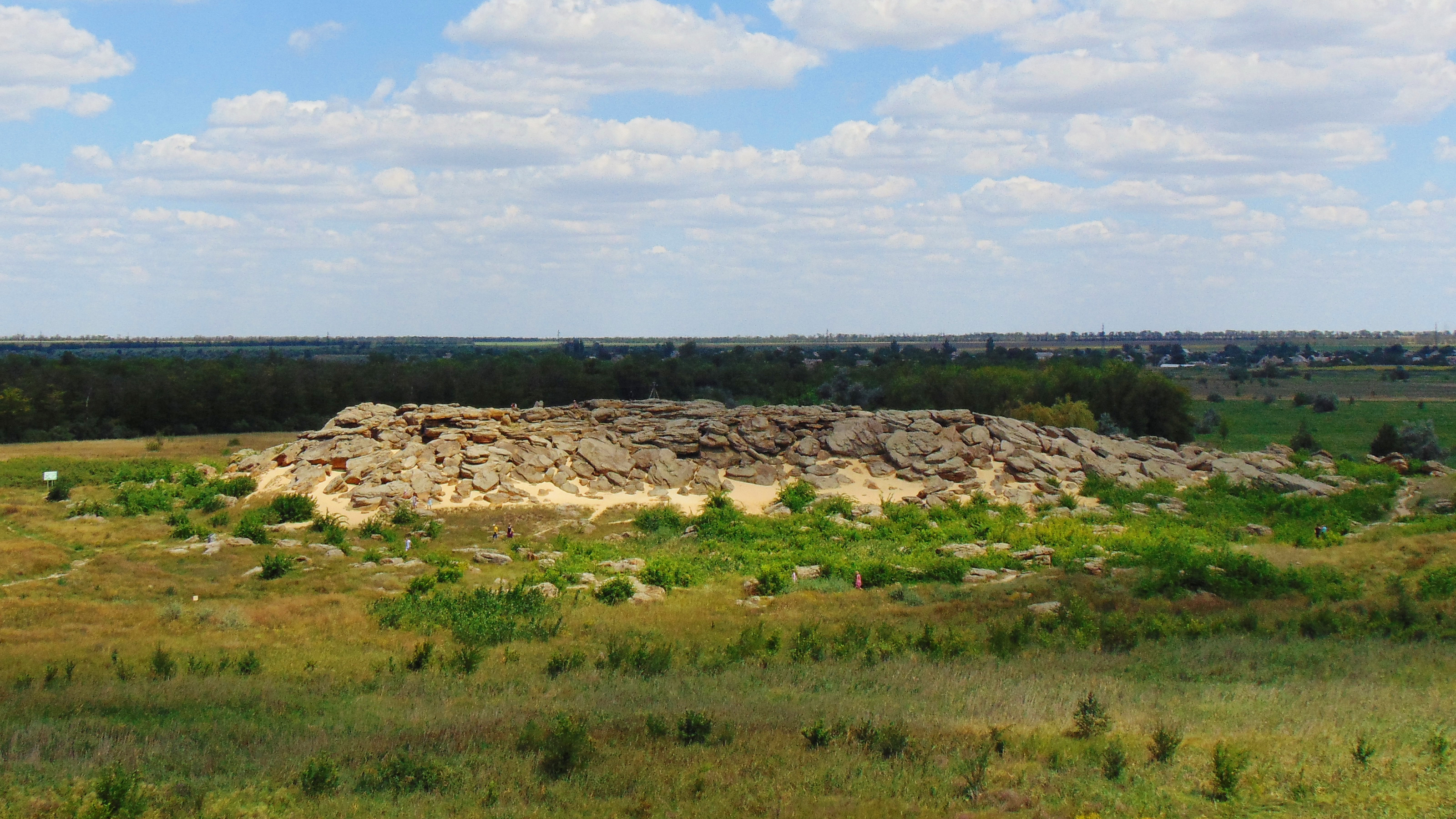
Кам'яна Могила

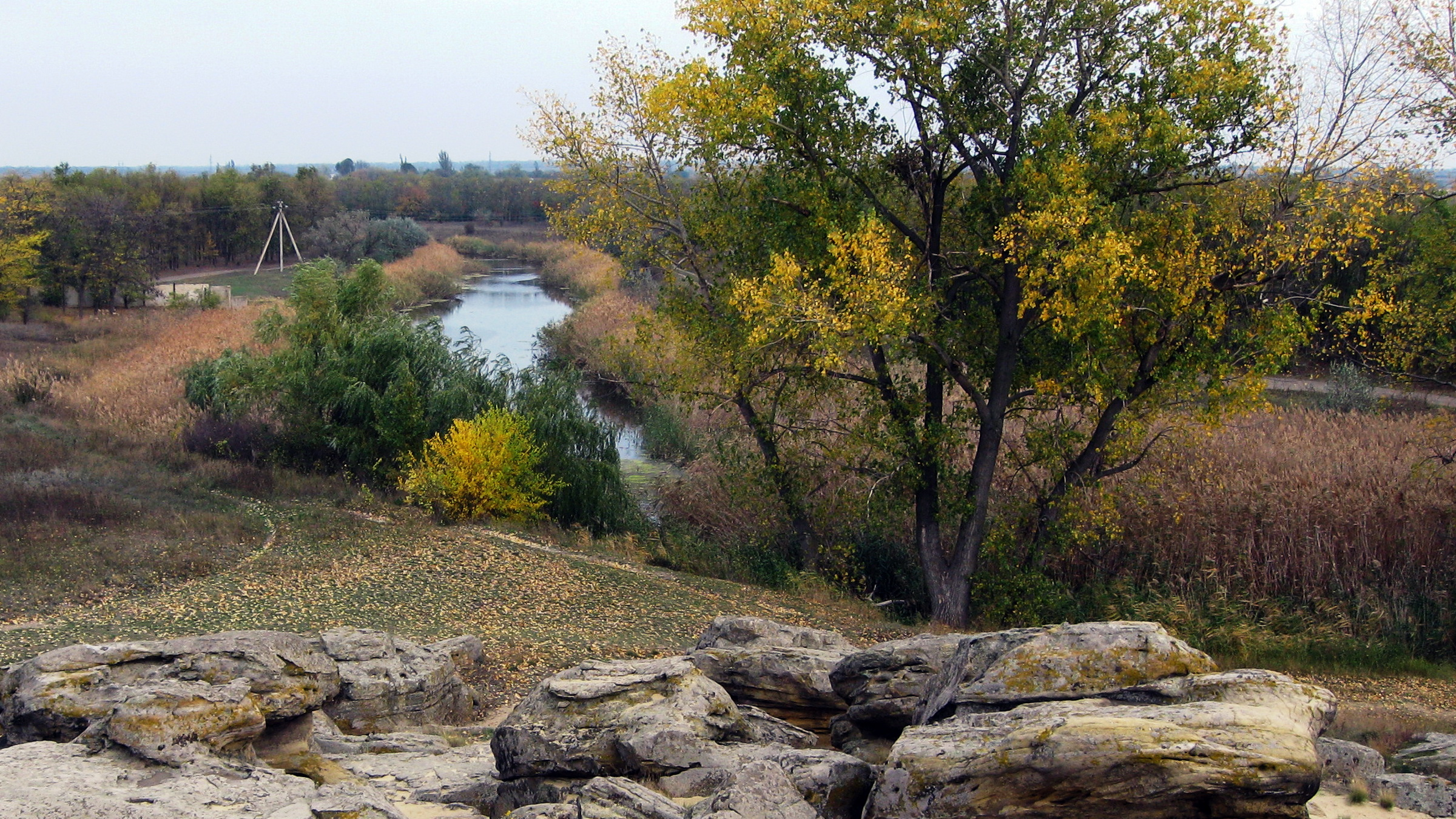
Вид на річку Молочну з Кам'яної Могили

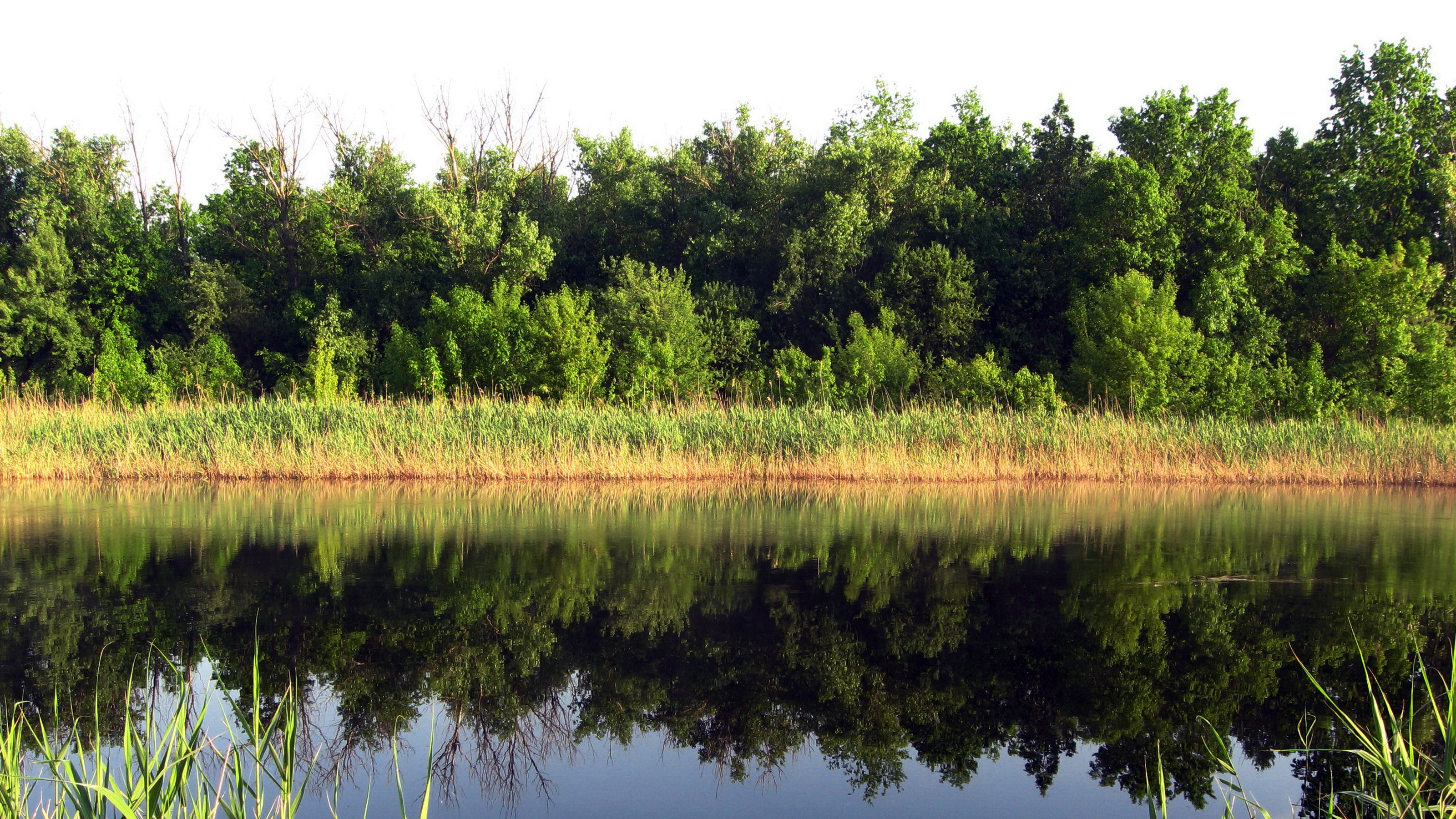
Вид на Старобердянське лісництво через Молочну

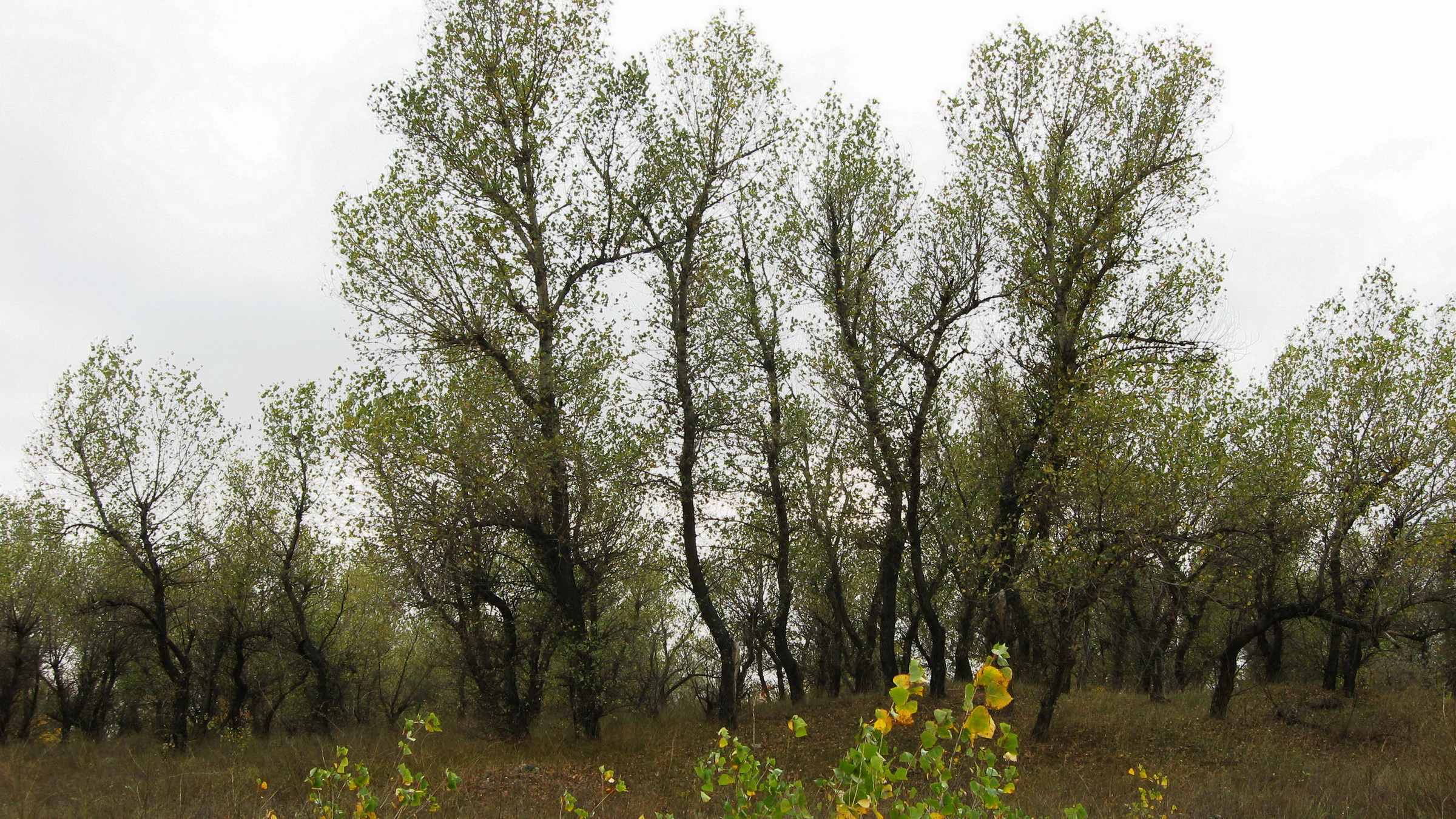
Залишки заплавного лісу в долині Молочної

За ландшафтними регіональними відмінностями Причорноморський степовий край поділяється на п’ять фізико-географічних областей, дві з яких знаходяться в межах Запорізької області: Дніпровсько-Молочанська низовинна і Західно-Приазовська схилово-височинна.
Дніпровсько-Молочанська низовина область
Дніпровсько-Молочанська низовинна область займає північно-східну частину Причорноморської низовини і цілком знаходиться у межах Запорізької області. Вона приурочена до північного схилу однойменної низовини. Поверхня кристалічних порід залягає на глибині від 150 м на півночі до 300 м на півдні. У південному напрямку збільшується потужність осадочних порід. На схилах долин Дніпра і Молочної відслонюються неогенові відклади: понтичні пластові вапняки, пісковики, мергелі, піски. Понтичні відклади перекриті червоно-бурими глинами (15—25 м) і лесовими породами загальною потужністю 20—25 м.
Рівнинна, місцями майже плоска степова поверхня зі слабко помітним регіональним нахилом на південь різноманітиться ерозійними яружно-балковими й западино-подовими ландшафтними комплексами. Перші розвинені переважно по західній і північної периферіям області, ближче до долини р. Дніпро. Другі займають внутрішні плакорні площі. Поди позбавлені зовнішнього виходу поверхневого стоку. Розвиток подів і їхньої ерозійної мережі (роздолових систем) — найхарактерніша риса ландшафтів Дніпровсько-Молочанського степу, що виділяє її на тлі інших середніх степів.
Дніпровсько-Молочанське межиріччя є однією з найбільших безстічних областей України. Поверхневий стік відбувається тільки в поди. Великі балки мають стік весною і на початку літа.
Ландшафтна структура області визначається різними сполученнями урочищ, які утворюють кілька місцевостей: долинних схилів, ерозійно-балкові, межирічних плакорів із западинами й подами, подово-роздолових межирічних рівнин.
Дніпровсько-Молочанська низовинна область включає п'ять районів: Верхньорогачицько-Великобілозерський, Тимошівсько-Михайлівський, Рубанівсько-Менчикурівський, Каховсько-Нижньосирогозький, Верхньоутлюцький
Західно-Приазовська схилово-височина область
Ця область об'єднує найсхідніші ареали середньостепових ландшафтів з чорноземами південними, що розвинулися під типчаково-ковиловими степами. Своєрідності ландшафтній структурі області надає її приморське положення. На загальному схиловому фоні виділяються останцево-привододільні місцевості. Найбільшим серед останців є  Корсак-могила. Схили останцевих пасом і «могил» вкриті південними малогумусними щебенювато-гравійними чорноземами, що розвинулися під ксерофітною і петрофітною рослинністю на продуктах вивітрювання кристалічних порід.
ландшафтну структуру області складають місцевості: привододільно-хвилясті, яружно-балкові, ерозійно-схилові, терасово-річкові, заплавні, терасово-морські, сучасні рівнинно-морські.
Західно-Приазовська схилово-височинна область включає три райони: Молочансько-Нововасилівський, Токмацько-Корсацький і Приморсько-Бердянський.

### Південно-степова підзона

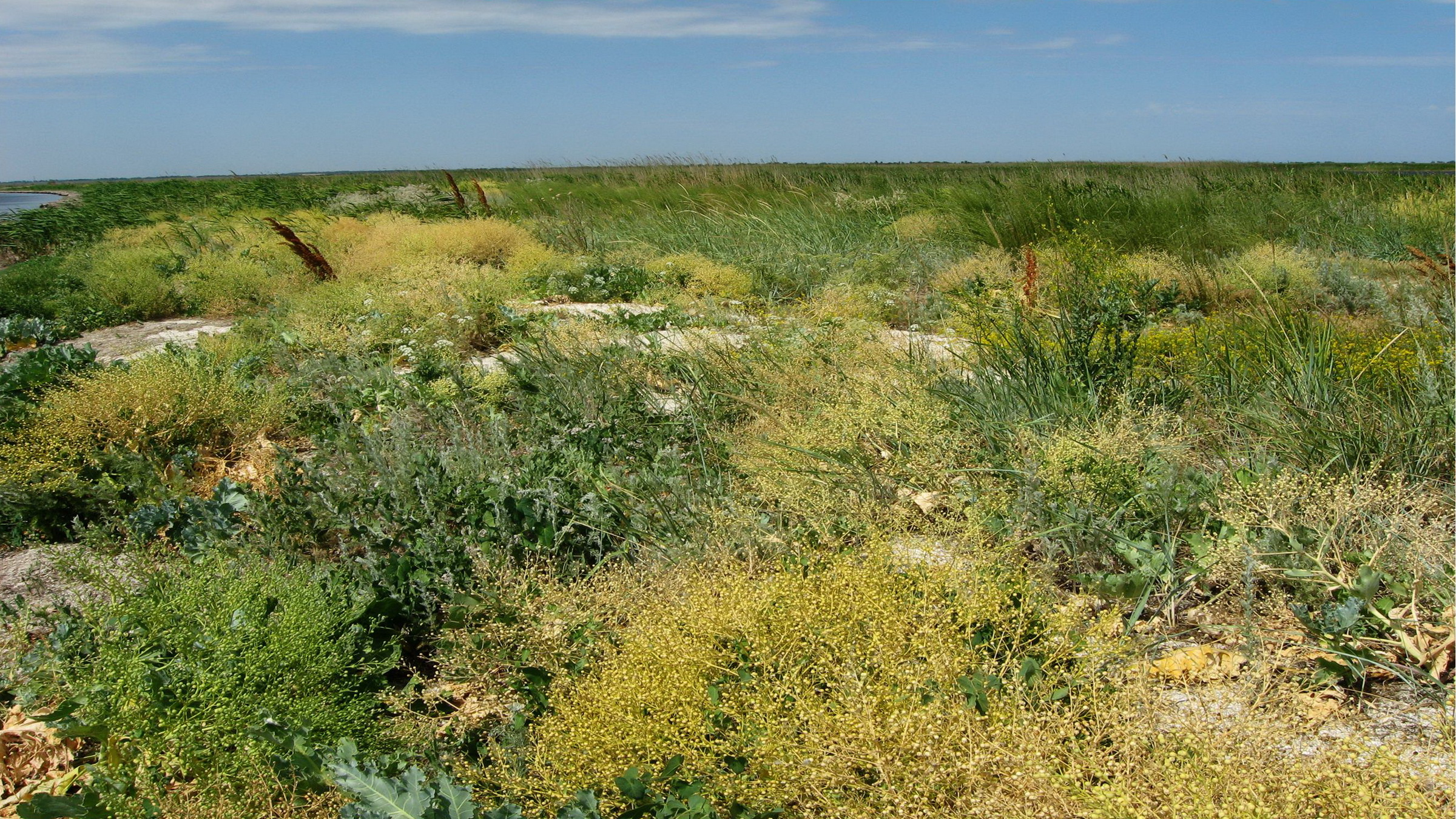
Галофітна рослинність на узбережжі Молочного лиману

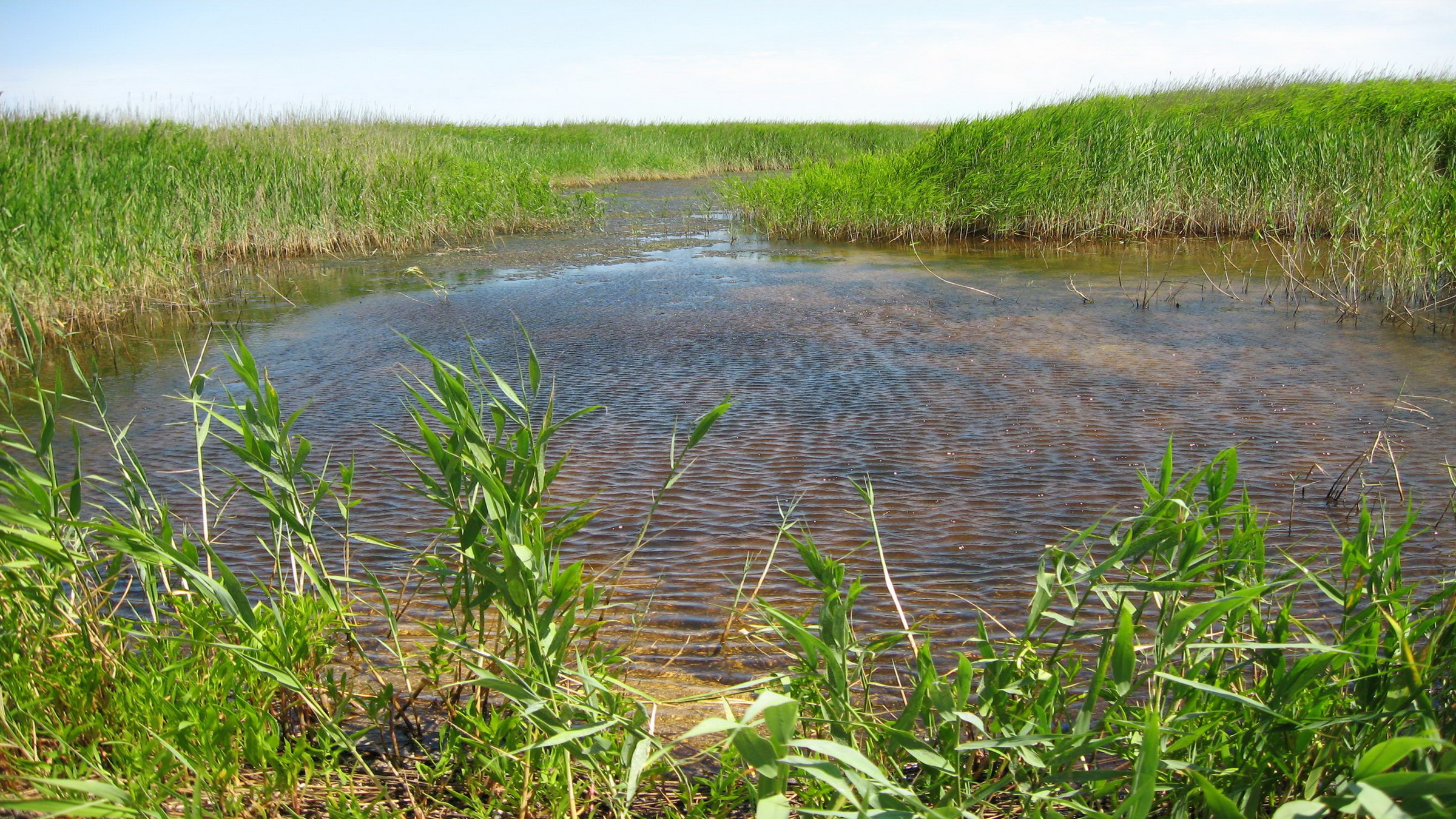
Озеро у верхів'ї Молочного лиману

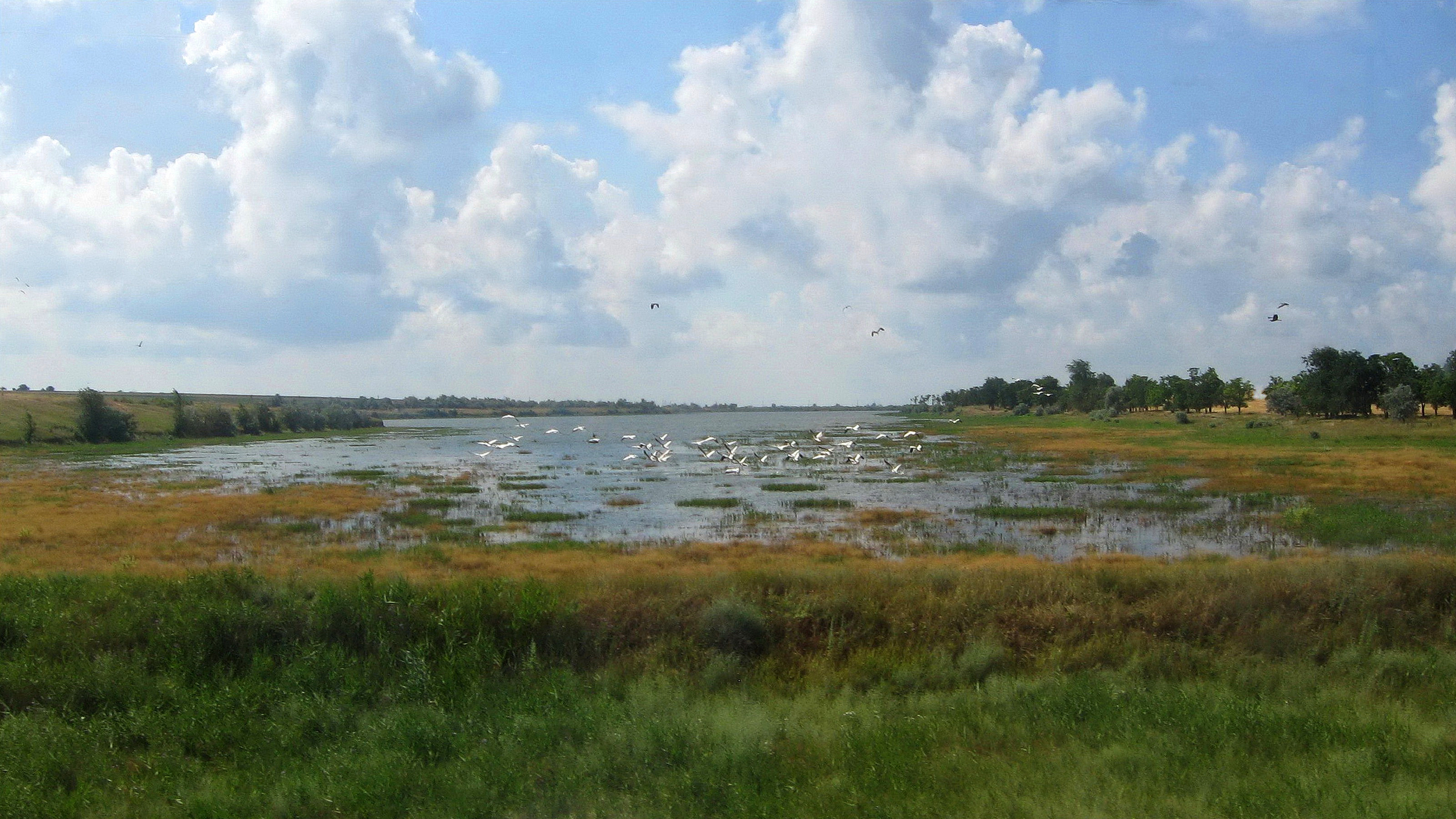
Річка Великий Утлюк

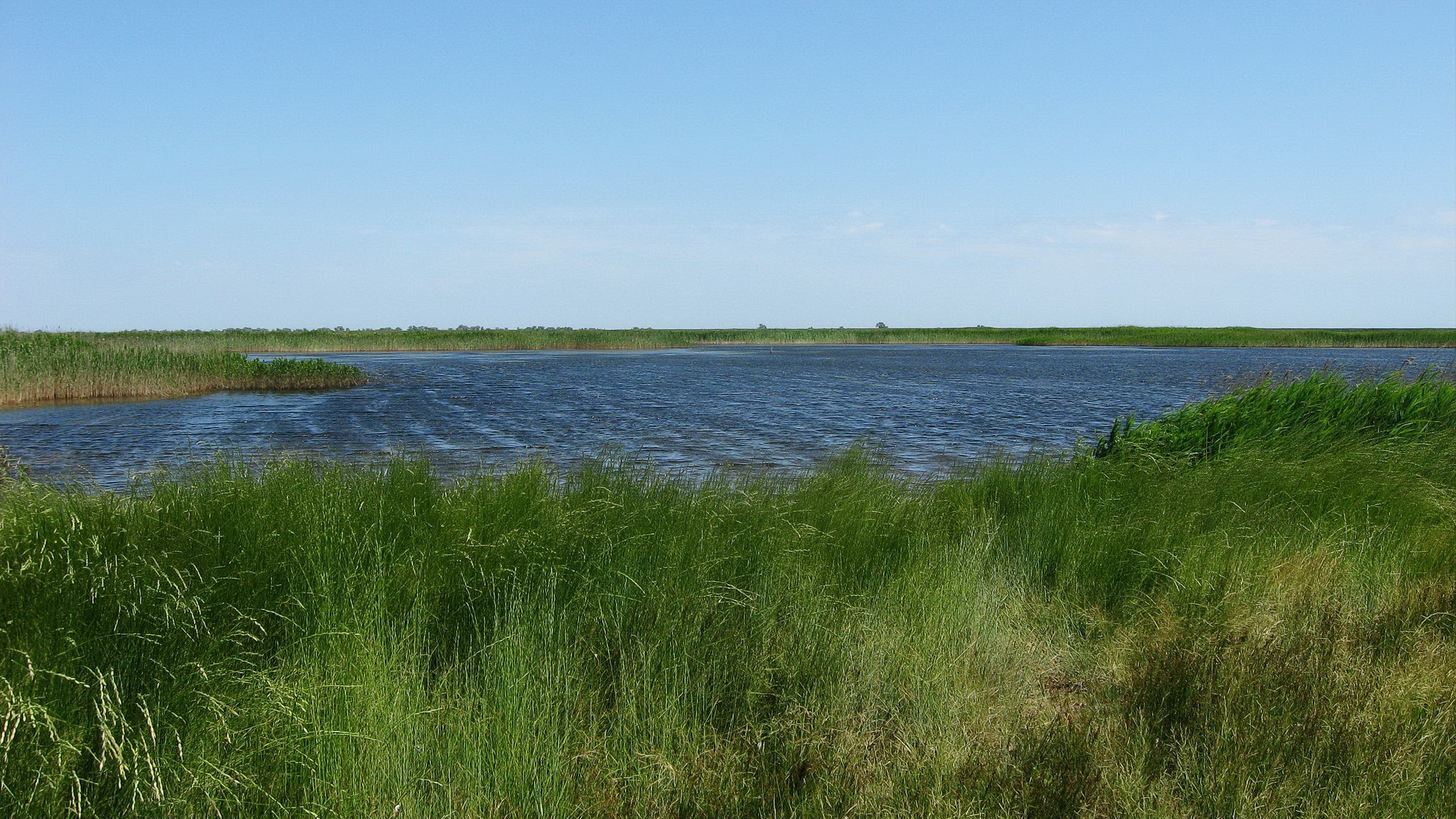
Верхів'я Утлюцького лиману

Південно-степова (сухостепова) підзона займає найнижчий гіпсометричний рівень Причорноморської низовини, у тому числі південно-західні райони Запорізької області. Межі цієї підзони визначаються ареалами суцільного поширення підтипу сухостепових ландшафтів з переважаючими тут темно-каштановими і каштановими ґрунтами. Останні розвинулися під полиново-злаковими степами. У рослинному покриві сухих степів домінують ковили волосиста і Лессінга, типчак, житняк гребінчастий, полини австрійський і кримський, віниччя сланке, камфоросма. Зниження зайняті угрупованнями на солонцях і солончаках, в яких поширені кермек, сарсазан, содник, покісниця та ін. Темно-каштанові ґрунти переважають майже на всій території. Каштанові ґрунти сформувалися на крайньому південному заході Запорізької області. Характерною особливістю цих ґрунтів є їхня солонцюватість. В комплексі з солонцюватими ґрунтами залягають солонці, а в південно-західних районах також сульфатні солончаки.
Сухостепові ландшафти представлені низовинними приморськими рівнинами. Одноманітність їхньої структури порушується комплексами сучасних і давніх дельт, значним розвитком процесів засолення.
Сухостепова підзона України прилягає до акваторії Чорного й Азовського морів. У цих межах утворився своєрідний Причорноморсько-Приазовський південно-степовий край.

#### Причорноморсько-Приазовський південно-степовий край
Територія краю в тектонічному відношенні приурочена до осьової частини Причорноморської западини. Докембрійський фундамент занурений до 8—10 км. Завдяки цьому тут сформувалася молода акумулятивна рівнина. Абсолютні відмітки її поверхні зменшуються з півночі на південь від 50—45 м до 15—10 м.
Сучасні ландшафти сформувалися на куяльницьких піщано- глинистих відкладах, які перекриваються червоно-бурими глинами потужністю 6 м і більше. В південно-західних районах Запорізької області на куяльницьких породах залягають антропогенові леси і лесоподібні суглинки, алювіально-делювіальні й алювіальні піски і суглинки, озерні, морські та озерно-морські суглинисті, мулуваті та піщано-черепашкові відклади.
Клімат є найбільш посушливим порівняно з кліматом інших країв степової зони. Літні температури відносно високі, зима коротка і малосніжна. Середня температура липня +23...+24 °С. Безморозний період триває 180—190 днів, а біля морського узбережжя — 200—220 днів. Про значну посушливість клімату свідчить велике перевищення випаровуваності над опадами. Так, за річної суми опадів 300—360 мм випаровуваність сягає 900—1000 мм.
Сполучення наведених особливостей місцями створює накладення окремих критичних (граничних) факторів – посушливості, засоленості, живильній бідності піщано-черепашкового субстрату ґрунтів. Це формує складну, строкату ландшафтно-типологічну картину. На зонально-ґрунтовому фоні утворюється плямистість — в основному з солонців, солончаків та осолоділих глейових ґрунтів подів.
За просторовим поєднанням і регіональними відмінностями ландшафтів Причорноморсько-Приазовський сухостеповий край поділяється на три ландшафтні області, у тому числі Присивасько-ІІриазовську низовинно-степову.
Присивасько-Приазовська низовина область
Ця область займає північно-східну частину краю. Її територія являє собою морську акумулятивну терасову рівнину і є однією з найбільш знижених областей степової зони. Узбережжя Азовського моря і Сивашу піднімається над рівнем моря лише на 5—10 м. У межах морської рівнини виділяються три терасові рівні, які відповідають давній і молодій верхньопліоценовій та давньоевксинській терасам. На пліоценових терасах багато великих і малих подів. У приазовській частині області тераси розчленовані долинами невеликих річок і балками. Своєрідними формами рельєфу є улоговини приморських озер, лиманів, піщано-черепашкові коси, стрілки, пересипи.
Ландшафтну структуру області становлять місцевості межирічних западино-подових плакорів, подово-роздолових, ерозійно-балкові, річкових терас, заплавні, приморських знижених плакорів, приморських берегових галогенних рівнин, а також приморські абразійні й приморскі ерозійні галогенні місцевості.
Територія області рясно зрошується дніпровськими водами, суцільно розорана, розділена на прямокутні поля, обсаджені лісосмугами.
Західно-Приазовська схилово-височинна область включає три райони: Атманайсько-Утлюцький, Нижньомолочанський і Бирючоострівський.